# 日本海縦貫線
日本海縦貫線（にほんかいじゅうかんせん）は、近畿地方から東北地方あるいは北海道までの日本海沿岸に敷設された、JRおよび第三セクターの鉄道路線の総称である。
複数の路線の全部または一部から構成されるが、長距離運行する優等列車（特急、寝台特急、急行）や貨物列車の運用上、一部で一体的に機能させている。正式な路線名称ではなく、JR旅客会社および第三セクター会社では案内名称としては使用しないが、日本貨物鉄道（JR貨物）では案内名称として使用している。日本海縦貫線の距離は大阪駅 - 青森駅間で1,039.9キロメートル（新潟駅経由）、大阪駅 - 札幌駅間で1,512.2キロメートル（新潟駅・室蘭本線・千歳線経由）である。

## 構成路線
- 西日本旅客鉄道（JR西日本）
  - 東海道本線（大阪駅 - 山科駅 - 米原駅間）
  - 湖西線（山科駅 - 近江塩津駅間全線）
  - 北陸本線（米原駅 - 近江塩津駅 - 敦賀駅間）
- ハピラインふくい
  - ハピラインふくい線（敦賀駅 - 大聖寺駅間全線）
- IRいしかわ鉄道
  - IRいしかわ鉄道線（大聖寺駅 - 倶利伽羅駅間全線）
- あいの風とやま鉄道
  - あいの風とやま鉄道線（倶利伽羅駅 - 市振駅間全線）
- えちごトキめき鉄道
  - 日本海ひすいライン（市振駅 -  直江津駅間全線）
- 東日本旅客鉄道（JR東日本）
  - 信越本線（直江津駅 - 新津駅 - 新潟駅間）
  - 白新線（新潟駅 - 新発田駅間全線）
  - 羽越本線（新津駅 - 新発田駅 - 秋田駅間全線）
  - 奥羽本線（秋田駅 - 青森駅間）

1988年の青函トンネル開通以降は、これに以下の路線を合わせ、北海道の札幌駅に至るまでの路線を指して用いられることもある。
- 東日本旅客鉄道（JR東日本）
  - 津軽線（青森駅 - 中小国駅間）
- 北海道旅客鉄道（JR北海道）
  - 海峡線（中小国駅 - 木古内駅間。2016年に定期旅客列車運行を終了）
  - 江差線（木古内駅 - 五稜郭駅間。2016年3月25日まで）
  - 函館本線（函館駅 - 五稜郭駅 - 長万部駅間）
  - 室蘭本線（長万部駅 - 沼ノ端駅間）
  - 千歳線（沼ノ端駅 - 白石駅間）
  - 函館本線（白石駅 - 札幌駅間）
- 道南いさりび鉄道（2016年3月26日から）
  - 道南いさりび鉄道線（木古内駅 - 五稜郭駅間）

## 歴史
いわゆる日本海縦貫線が全通したのは、1924年7月31日に羽越本線の村上駅 - 鼠ケ関駅間が開業した時である。全通と同時に、早速神戸駅 - 富山駅間の急行列車を延長して神戸駅 - 青森駅間を結ぶ急行列車が設定された。1956年に白新線が全線開通してこれに加わり、翌1957年には同線内に新潟操車場（現新潟貨物ターミナル駅）が設置されている。
日本海縦貫線全線開通を報じた新聞記事（当時）

神戸と青森　裏日本線直通
庄内、越後の両平野を縦走して信越線、北陸線、山陰線及東海道線と奥羽線を連絡せしめる羽越線（秋田新津間）も七月中に村上鼠ヶ関間二十五哩の線路の竣成をまち三十一日からいよく。裏日本縦走線が開通することになった。鉄道省では、同日から信越線、北陸線、磐越西線、陸羽西線、高崎線は全部、奥羽線、東海道線、山陽線は一部の列車時刻表を改正し神戸青森間開通旅客列車、青森新潟直通列車を新設し、いずれも寝台車を連結することになり、神戸青森間直通列車は神戸富山間は従来通りの先は急行運行をなしし其の先は夜間列車は通過するが各驛に停車するがそれでも現在東北、東海道線経由で八百十三哩であったのが羽越線経由では六五七哩差引短縮され時間於ても東海道線特急列車と東北線急行列車を利用した場合と同じく三十時間を要するのみである。
—『東京朝日新聞』1924年（大正13年）7月16日
この区間は近畿と北海道を結ぶ最短経路であり、早くから多数の貨物列車が設定されていた。そのためJRの前身である国鉄内部では「日本海岸線」ないしは「裏縦貫線」という呼び方が存在した。しかし裏日本が差別的・侮蔑的と捉えられることもあって、1965年頃から国鉄は「日本海縦貫線」の語を公に用いるようになった。なお『貨物時刻表』では、各路線名ではなくこの「日本海縦貫線」の路線表記となっており、青森信号場から吹田貨物ターミナル駅までの時刻が掲載されている。
1972年8月5日新津駅 - 秋田駅間の電化完成により、全区間で電車の直通運転が可能になった。1974年7月20日には山科駅 - 近江塩津駅間の湖西線が開業し、翌1975年3月10日から大阪方面発着の特急と一部の急行が米原駅経由から湖西線経由に変更された。
2015年3月14日の北陸新幹線長野駅 - 金沢駅間の開業時に、並行在来線となる北陸本線の直江津駅 - 金沢駅間がJR西日本の経営から分離され、直江津駅 - 市振駅間がえちごトキめき鉄道、市振駅 - 倶利伽羅駅間があいの風とやま鉄道、倶利伽羅駅 - 金沢駅間がIRいしかわ鉄道の第三セクター鉄道3社に移管された。
2016年3月26日の北海道新幹線新青森駅 - 新函館北斗駅間の開業時に、並行在来線となる江差線の五稜郭駅 - 木古内駅間がJR北海道の経営から分離され、五稜郭駅 - 木古内駅間が道南いさりび鉄道の第三セクター鉄道1社に移管された。
2024年3月16日の北陸新幹線金沢駅 - 敦賀駅間の開業時に、並行在来線となる北陸本線の金沢駅 - 敦賀駅間がJR西日本の経営から分離され、金沢駅 - 大聖寺駅間がIRいしかわ鉄道、大聖寺駅 - 敦賀駅間がハピラインふくいの第三セクター鉄道2社に移管された。

### 年表
- 1889年7月1日：東海道本線（新橋駅 - 神戸駅間）全線開通。
- 1902年12月10日：函館本線（函館駅 - 旭川駅間）全線開通。
- 1904年5月3日：信越本線（高崎駅 - 新潟駅間）全線開通。
- 1905年9月14日：奥羽本線（福島駅 - 青森駅間）全線開通。
- 1919年4月1日：北陸本線（米原駅 - 直江津駅間）全線開通。
- 1924年7月31日：羽越本線（新津駅 - 秋田駅）全線開通。これにより大阪駅 - 青森駅間が全線開通。
- 1928年9月10日：室蘭本線（長万部駅 - 岩見沢駅間）全線開通。
- 1943年11月1日：鉄道省が廃止され運輸通信省の運営となる。
- 1945年5月19日：運輸通信省が廃止され運輸省の運営となる。
- 1949年6月1日：運輸省の国有鉄道事業が分離され、日本国有鉄道の運営となる。
- 1950年11月8日：大阪駅 - 青森駅間の急行列車を「日本海」と命名。
- 1951年12月5日：津軽線（青森駅 - 三厩駅間）全線開通。
- 1956年4月15日：白新線（新発田駅 - 新潟駅間）全線開通。
- 1961年10月1日：特急「白鳥」が大阪駅 - 青森駅間で運転開始。
- 1964年12月25日：特急「雷鳥」・「しらさぎ」が運転開始。
- 1968年10月1日：寝台特急「日本海」が大阪駅 - 青森駅間で運転開始。急行「日本海」を「きたぐに」に改称。
- 1969年10月1日：特急「いなほ」が運転開始。
- 1970年2月28日：特急「北越」が運転開始。
- 1972年8月5日：大阪駅 - 青森駅間電化完成。
- 1973年9月9日：千歳線（苗穂駅 - 沼ノ端駅間）全線開通。
- 1974年7月20日：湖西線（山科駅 - 近江塩津駅間）全線開通。
- 1987年4月1日：国鉄分割民営化により、日本海縦貫線はJR西日本・JR東日本（およびJR北海道）に分割される。
- 1988年3月13日：青函トンネルが開通し海峡線（中小国駅 - 木古内駅間）全線開通。日本海縦貫線に青森駅 - 札幌駅間が含まれるようになる。
- 1997年3月22日：北越急行が開業し、北越急行ほくほく線経由で特急「はくたか」が運転開始。
- 2001年3月2日：特急「白鳥」が廃止。これにより、大阪駅 - 金沢駅間を「雷鳥」、金沢駅 - 新潟駅間を「北越」、新潟駅 - 青森駅間を「いなほ」に分割。
- 2010年12月4日：特急「いなほ」「かもしか」（秋田駅 - 青森駅間）を統合し特急「つがる」を設定。
- 2012年3月17日：寝台特急「日本海」、急行「きたぐに」が廃止。日本海縦貫線で最後まで残った寝台特急「トワイライトエクスプレス」（2006年 富山駅）

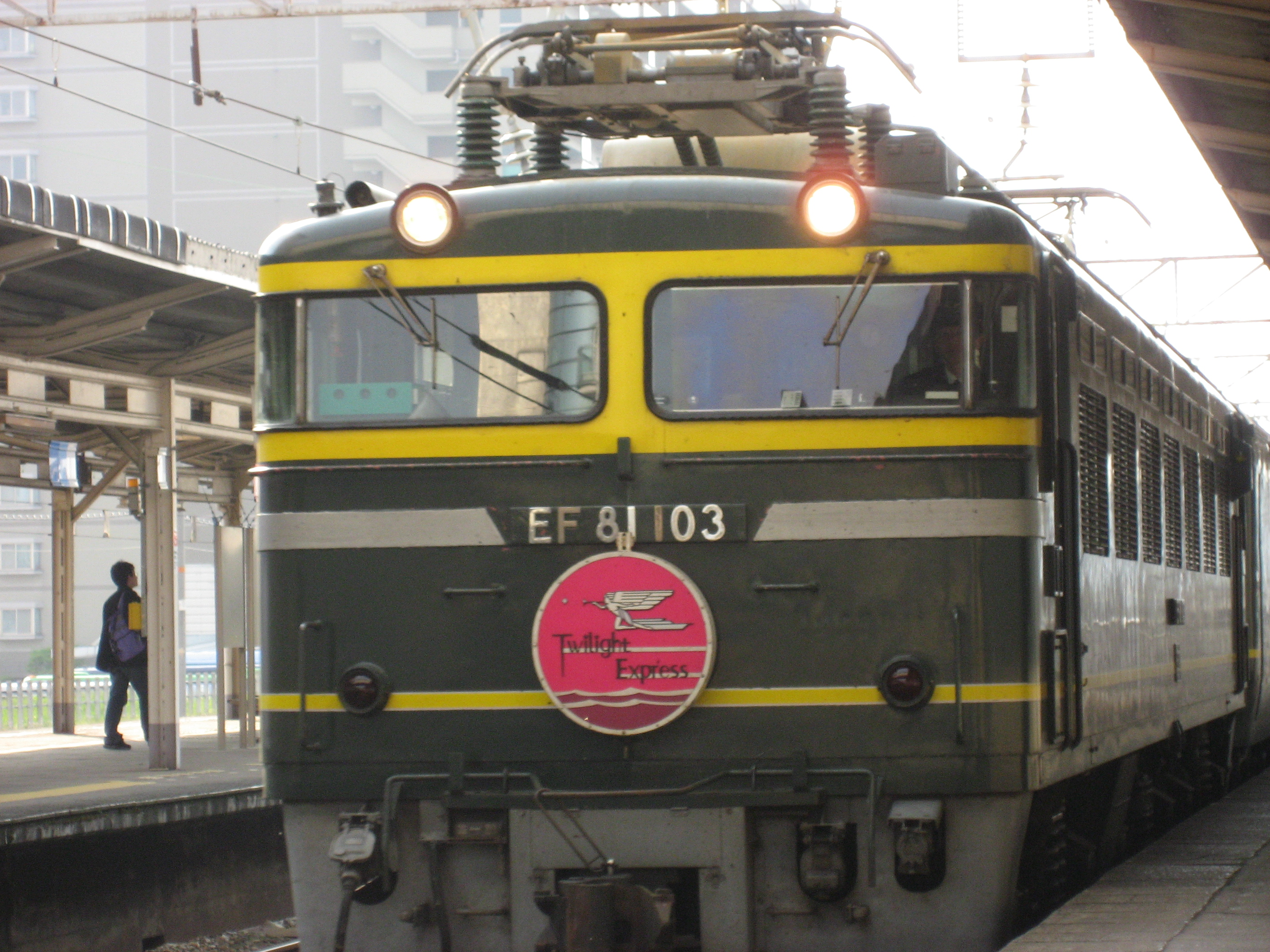
日本海縦貫線で最後まで残った寝台特急「トワイライトエクスプレス」（2006年 富山駅）

- 2015年3月14日：北陸新幹線長野駅 - 金沢駅間開業に伴い、北陸本線の直江津駅 - 市振駅間をえちごトキめき鉄道に、北陸本線の市振駅 - 倶利伽羅駅間をあいの風とやま鉄道に、北陸本線の倶利伽羅 - 金沢駅間をIRいしかわ鉄道に移管。在来線の特急「はくたか」が廃止され優等列車が走らない区間が生じる（この時点では直江津駅 - 津幡駅間）。寝台特急列車・急行列車全廃。
- 2016年3月26日：北海道新幹線新青森駅 - 新函館北斗駅間開業に伴い、江差線の五稜郭駅 - 木古内駅間を道南いさりび鉄道に移管。また、青函トンネルは新幹線と在来線の貨物列車が走行可能にするため三線軌条に変更（旅客列車は団体列車を除きすべて乗り入れ終了）。
- 2024年3月16日：北陸新幹線金沢駅 - 敦賀駅間開業に伴い、北陸本線の金沢駅 - 大聖寺駅間をIRいしかわ鉄道に、北陸本線の大聖寺駅 - 敦賀駅間をハピラインふくいに移管。優等列車が走らない区間が増える（直江津駅 - 津幡駅間および金沢駅 - 敦賀駅間）。

### 今後の予定
- 津軽線のうち、2022年8月の豪雨で被災し（旅客列車が）不通となっている蟹田駅 - 三厩駅間について2027年春を目標に廃止することが決定している[12][13]。
- 2031年に予定される北海道新幹線札幌駅延伸に伴い、並行在来線である函館本線の一部はバス転換することが決まっている[14]。
- 北陸新幹線の敦賀駅 - 新大阪駅間延伸に伴い湖西線のJRからの経営分離を行うかについては福井県・滋賀県・京都府で議論が行われている[15]。

### 構成路線の変遷
| 時期                                                 | 路線                                                               | 運営                            | 備考                                       |
| ---------------------------------------------------- | ------------------------------------------------------------------ | ------------------------------- | ------------------------------------------ |
| 全線開通当初 （1924年）                              | 東海道本線・北陸本線・信越本線・羽越線・奥羽本線                   | 鉄道省（ - 1943年）             | 羽越線は1925年から羽越本線となる           |
| 国有鉄道時代 （ - 1987年）                           | 東海道本線・湖西線・北陸本線・信越本線・白新線・羽越本線・奥羽本線 | 鉄道省（ - 1943年）             | 1956年に白新線全線開通、1974年に湖西線開業 |
| 国有鉄道時代 （ - 1987年）                           | 東海道本線・湖西線・北陸本線・信越本線・白新線・羽越本線・奥羽本線 | 運輸通信省（1943年 - 1945年）   | 1956年に白新線全線開通、1974年に湖西線開業 |
| 国有鉄道時代 （ - 1987年）                           | 東海道本線・湖西線・北陸本線・信越本線・白新線・羽越本線・奥羽本線 | 運輸省（1945年 - 1949年）       | 1956年に白新線全線開通、1974年に湖西線開業 |
| 国有鉄道時代 （ - 1987年）                           | 東海道本線・湖西線・北陸本線・信越本線・白新線・羽越本線・奥羽本線 | 日本国有鉄道（1949年 - 1987年） | 1956年に白新線全線開通、1974年に湖西線開業 |
| 国鉄分割民営化時 （1987年）                          | 東海道本線・湖西線・北陸本線                                       | JR西日本                        | JRが発足                                   |
| 国鉄分割民営化時 （1987年）                          | 信越本線・白新線・羽越本線・奥羽本線                               | JR東日本                        | JRが発足                                   |
| 青函トンネル開通後 （1988年 - ）                     | 東海道本線・湖西線・北陸本線                                       | JR西日本                        | 同時に青函連絡船廃止                       |
| 青函トンネル開通後 （1988年 - ）                     | 信越本線・白新線・羽越本線・奥羽本線・津軽線                       | JR東日本                        | 同時に青函連絡船廃止                       |
| 青函トンネル開通後 （1988年 - ）                     | 海峡線・江差線・函館本線・室蘭本線・千歳線・函館本線               | JR北海道                        | 同時に青函連絡船廃止                       |
| 北陸新幹線 長野-金沢間開業後 （2015年 - ）           | 東海道本線・湖西線・北陸本線                                       | JR西日本                        | 整備新幹線の並行在来線を第三セクターに移管 |
| 北陸新幹線 長野-金沢間開業後 （2015年 - ）           | IRいしかわ鉄道線                                                   | IRいしかわ鉄道                  | 整備新幹線の並行在来線を第三セクターに移管 |
| 北陸新幹線 長野-金沢間開業後 （2015年 - ）           | あいの風とやま鉄道線                                               | あいの風とやま鉄道              | 整備新幹線の並行在来線を第三セクターに移管 |
| 北陸新幹線 長野-金沢間開業後 （2015年 - ）           | 日本海ひすいライン                                                 | えちごトキめき鉄道              | 整備新幹線の並行在来線を第三セクターに移管 |
| 北陸新幹線 長野-金沢間開業後 （2015年 - ）           | 信越本線・白新線・羽越本線・奥羽本線・津軽線                       | JR東日本                        | 整備新幹線の並行在来線を第三セクターに移管 |
| 北陸新幹線 長野-金沢間開業後 （2015年 - ）           | 海峡線・江差線・函館本線・室蘭本線・千歳線・函館本線               | JR北海道                        | 整備新幹線の並行在来線を第三セクターに移管 |
| 北海道新幹線 新青森-新函館北斗間開業後 （2016年 - ） | 東海道本線・湖西線・北陸本線                                       | JR西日本                        | 整備新幹線の並行在来線を第三セクターに移管 |
| 北海道新幹線 新青森-新函館北斗間開業後 （2016年 - ） | IRいしかわ鉄道線                                                   | IRいしかわ鉄道                  | 整備新幹線の並行在来線を第三セクターに移管 |
| 北海道新幹線 新青森-新函館北斗間開業後 （2016年 - ） | あいの風とやま鉄道線                                               | あいの風とやま鉄道              | 整備新幹線の並行在来線を第三セクターに移管 |
| 北海道新幹線 新青森-新函館北斗間開業後 （2016年 - ） | 日本海ひすいライン                                                 | えちごトキめき鉄道              | 整備新幹線の並行在来線を第三セクターに移管 |
| 北海道新幹線 新青森-新函館北斗間開業後 （2016年 - ） | 信越本線・白新線・羽越本線・奥羽本線・津軽線                       | JR東日本                        | 整備新幹線の並行在来線を第三セクターに移管 |
| 北海道新幹線 新青森-新函館北斗間開業後 （2016年 - ） | 海峡線                                                             | JR北海道                        | 整備新幹線の並行在来線を第三セクターに移管 |
| 北海道新幹線 新青森-新函館北斗間開業後 （2016年 - ） | 道南いさりび鉄道線                                                 | 道南いさりび鉄道                | 整備新幹線の並行在来線を第三セクターに移管 |
| 北海道新幹線 新青森-新函館北斗間開業後 （2016年 - ） | 函館本線・室蘭本線・千歳線・函館本線                               | JR北海道                        | 整備新幹線の並行在来線を第三セクターに移管 |
| 北陸新幹線 金沢-敦賀間開業後 （2024年 - ）           | 東海道本線・湖西線・北陸本線                                       | JR西日本                        | 整備新幹線の並行在来線を第三セクターに移管 |
| 北陸新幹線 金沢-敦賀間開業後 （2024年 - ）           | ハピラインふくい線                                                 | ハピラインふくい                | 整備新幹線の並行在来線を第三セクターに移管 |
| 北陸新幹線 金沢-敦賀間開業後 （2024年 - ）           | IRいしかわ鉄道線                                                   | IRいしかわ鉄道                  | 整備新幹線の並行在来線を第三セクターに移管 |
| 北陸新幹線 金沢-敦賀間開業後 （2024年 - ）           | あいの風とやま鉄道線                                               | あいの風とやま鉄道              | 整備新幹線の並行在来線を第三セクターに移管 |
| 北陸新幹線 金沢-敦賀間開業後 （2024年 - ）           | 日本海ひすいライン                                                 | えちごトキめき鉄道              | 整備新幹線の並行在来線を第三セクターに移管 |
| 北陸新幹線 金沢-敦賀間開業後 （2024年 - ）           | 信越本線・白新線・羽越本線・奥羽本線・津軽線                       | JR東日本                        | 整備新幹線の並行在来線を第三セクターに移管 |
| 北陸新幹線 金沢-敦賀間開業後 （2024年 - ）           | 海峡線                                                             | JR北海道                        | 整備新幹線の並行在来線を第三セクターに移管 |
| 北陸新幹線 金沢-敦賀間開業後 （2024年 - ）           | 道南いさりび鉄道線                                                 | 道南いさりび鉄道                | 整備新幹線の並行在来線を第三セクターに移管 |
| 北陸新幹線 金沢-敦賀間開業後 （2024年 - ）           | 函館本線・室蘭本線・千歳線・函館本線                               | JR北海道                        | 整備新幹線の並行在来線を第三セクターに移管 |

## 路線の特徴

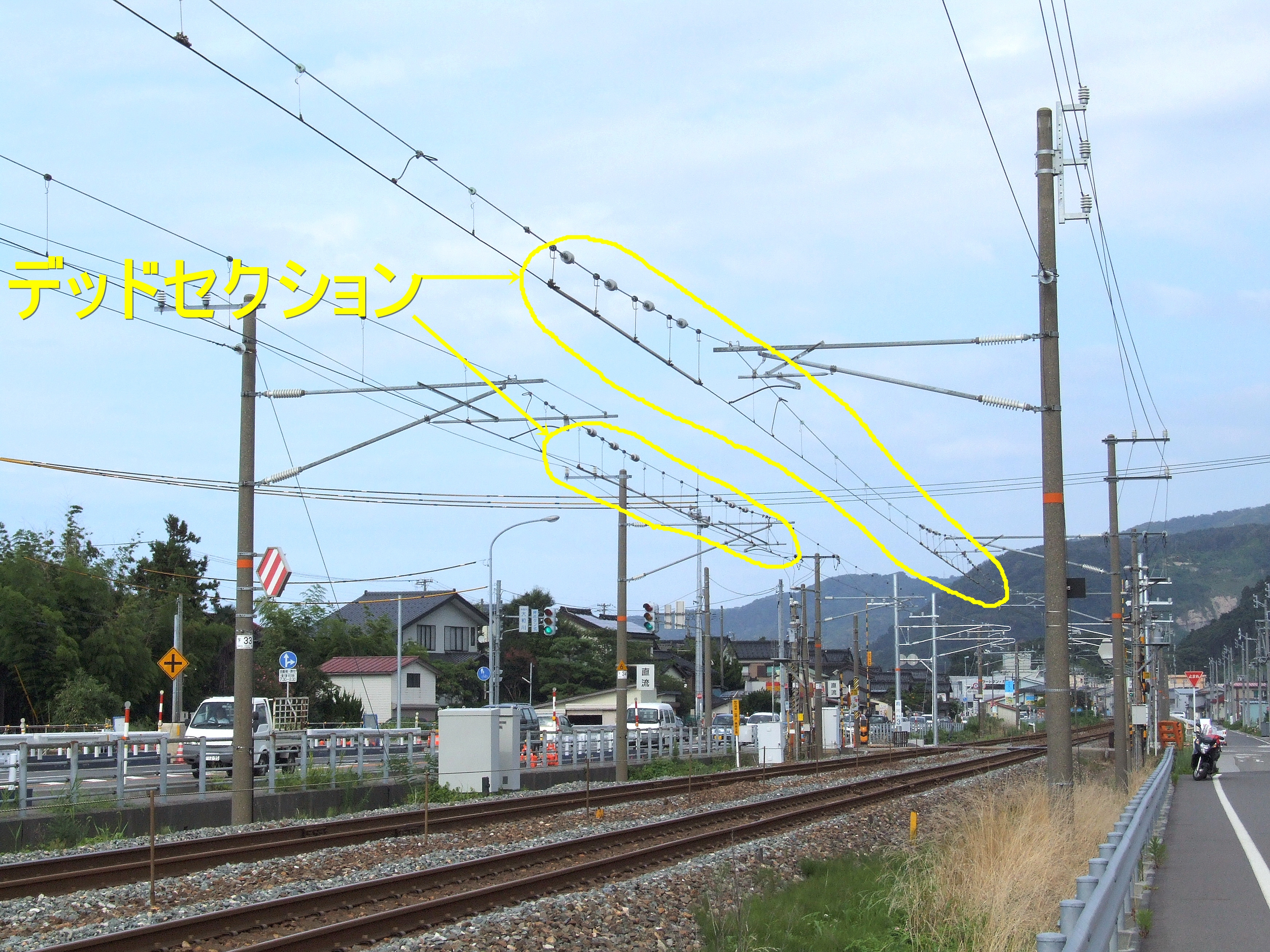
えちご押上ひすい海岸駅（交流） - 梶屋敷駅（直流）間のデッドセクション

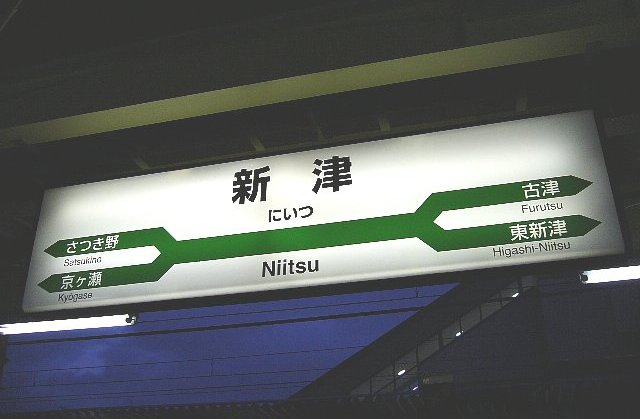
新津駅の駅名標。新津駅（および新潟駅）を境に日本海縦貫線の運行形態が大きく変わる

大阪駅から信越本線の新潟駅までは一貫して複線（大阪駅 - 草津駅間は複々線）であり、第三セクター区間を除くと特急列車の本数は多い。新津以北の羽越本線と新潟駅 - 新発田駅間の白新線は単線と複線が入り混じっており、普通・特急列車の本数は少なく、列車の速度も遅くなる。単線区間の存在は高速化においてボトルネックの一つとなっている。2007年に提示された「羽越本線高速化」の検討委員会報告書には複線化のために建設されながら供用されていない山形県の住吉山・宮名トンネルの活用を中長期的な課題として挙げている。
大阪駅 - 米原駅間は本州の大動脈である東海道本線の一部であり、日本海縦貫線と重複するこの区間は、あらゆる方面へ向かう旅客列車・貨物列車が走行する。
函館本線や長崎本線と同じようにルートが2つに分かれている区間が日本海縦貫線には2か所あり、山科駅 - 近江塩津駅間の湖西線経由と東海道・北陸本線経由の2つのルート、新津駅 - 新発田駅間の信越本線・白新線経由と羽越本線経由の2つのルートがある。定期特急列車は山科駅から近江塩津駅まですべて湖西線経由であり、新潟貨物ターミナル駅を経由しない貨物列車は新津駅から新発田駅まで羽越本線経由である。貨物列車にも、湖西線経由と東海道・北陸本線経由、信越・白新線経由と羽越本線経由がある。なお、柏崎駅から新潟駅にかけては営業キロの短い越後線も並走しているが、線路規格が低く工事や災害などの理由がない限り迂回路線としては使用されないことから日本海縦貫線には含まれない。
東海道本線・山陽本線の本州内は一貫して直流電化であり、東北本線は黒磯駅以南が直流電化、以北が交流電化で黒磯駅 - 高久駅間のみにデッドセクションがあるのに対し、日本海縦貫線は直流電化区間と交流電化区間（50Hzと60Hz）が混在しているため何度もデッドセクションを通過する。日本海縦貫線のデッドセクションはハピラインふくい線の敦賀駅 - 南今庄駅間、日本海ひすいラインの梶屋敷駅 - えちご押上ひすい海岸駅間、羽越本線の村上駅 - 間島駅間にある。そのため日本海縦貫線には、多くの交直両用の電車・機関車が見られ、日本海縦貫線（本州内）をすべて走行する電車・機関車の場合には、直流1500V、交流20kV50Hz、交流20kV60Hzの3つの電源方式に対応できなければならない。北海道に乗り入れる場合はさらに青函トンネル内の交流25kV50Hzや函館本線・室蘭本線の非電化区間に対応する必要があるが、貨物列車では当該区間通過前に専用の交流機関車（EH800形）およびディーゼル機関車（DF200形）に交換している。クルーズトレイン「TRAIN SUITE 四季島」の車両E001形は4つの電源方式と非電化区間のすべてに対応している。

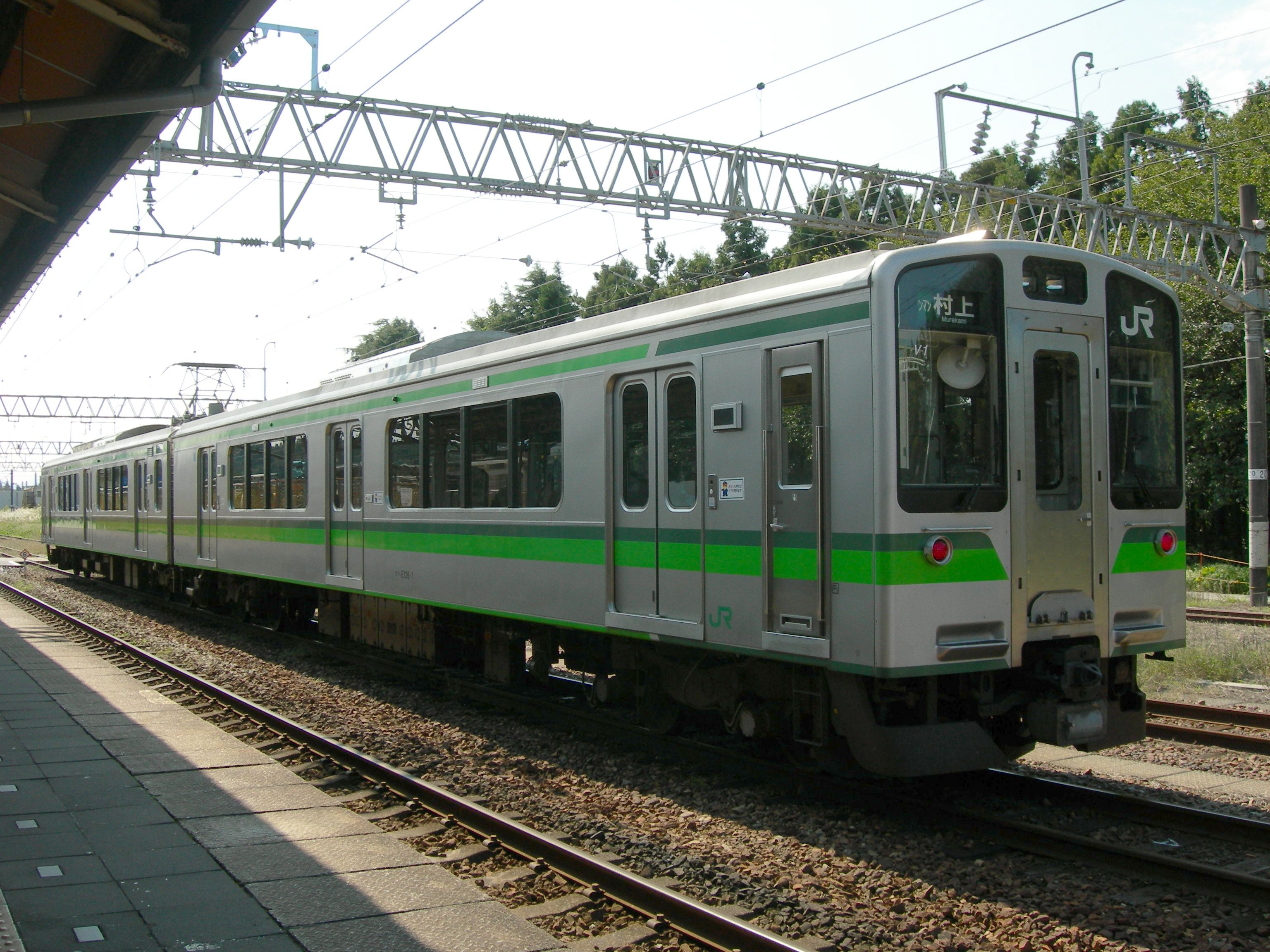
日本海縦貫線の直流区間北端で運用車両が変わる村上駅に留置中の電車。（2010年）

しかし、羽越本線の新津駅 - 新発田駅間は電化区間であるのに大多数の普通列車が気動車であり、羽越本線の村上駅 - 鶴岡駅間は交直流電車ではなく全て気動車で運行されており、日本海ひすいラインも、デッドセクションを跨いで運行される普通列車は気動車で運行されている。これらの区間は、日本海縦貫線で異質な区間であり、輸送密度が低く交直流電車の新造・購入費および維持費が高額であること、単行運転（1両だけで運転）できる交直流電車および交流電車が存在しないためである。
高架線は湖西線のほぼ全線、ハピラインふくい線の福井駅、IRいしかわ鉄道線の小松駅、金沢駅、あいの風とやま鉄道線の富山駅、東滑川駅 - 魚津駅間で見られる。
新大阪駅 - 米原駅間では東海道新幹線、敦賀駅 - 糸魚川駅間では北陸新幹線、長岡駅 - 新潟駅間では上越新幹線が並行している。秋田駅では秋田新幹線、新青森駅では東北新幹線と北海道新幹線が接続している。

### 貨物輸送

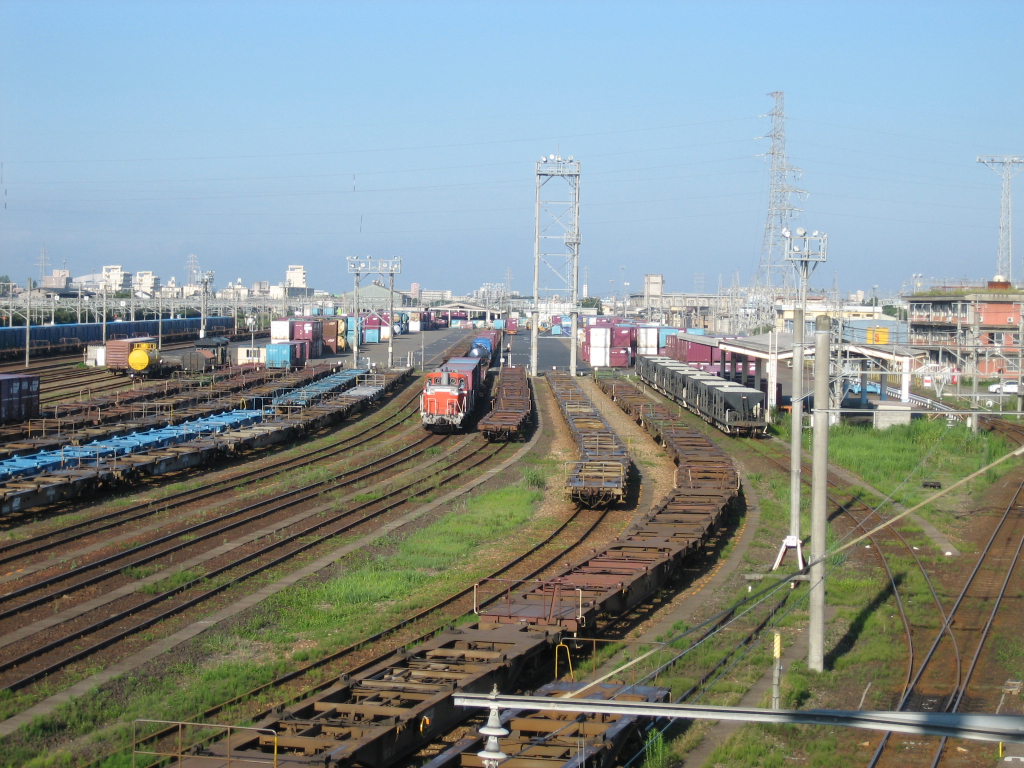
新潟貨物ターミナル駅（2007年）

日本海縦貫線は日本経済において貨物の重要ルートとして古くから利用されており、北海道・東北から関西・九州までもしくは東京方面を結ぶ貨物列車が多い。そのため沿線には多くの貨物拠点がある。特に東京方面への分岐点である新潟県に多く設置されている。
日本海縦貫線上の貨物駅は以下の通り。このほか一部府県では周辺路線に日本海縦貫線の列車が発着する貨物駅がある。
大阪府
- 吹田貨物ターミナル駅
- 大阪貨物ターミナル駅

このほか百済貨物ターミナル駅（関西本線）に日本海縦貫線の列車が発着。
京都府
- 京都貨物駅

福井県
- 南福井駅

石川県
- 金沢貨物ターミナル駅

富山県
- 富山貨物駅

このほか高岡貨物駅（新湊線）に日本海縦貫線の列車が発着。
新潟県
- 青海オフレールステーション
- 黒井駅
- 柏崎オフレールステーション
- 南長岡駅
- 焼島駅
- 東新潟港駅（2002年から休止）
- 新潟貨物ターミナル駅
- 黒山駅（甲種車両輸送列車のみ扱い）
- 中条オフレールステーション

山形県
- 酒田港駅

秋田県
- 羽後本荘オフレールステーション
- 秋田貨物駅
- 大館駅

青森県
- 東青森駅

このほか八戸貨物駅（青い森鉄道線）に日本海縦貫線の列車が発着。
北海道
- 函館貨物駅
- 東室蘭駅
- 苫小牧貨物駅
- 札幌貨物ターミナル駅

### 災害・事故による路線寸断

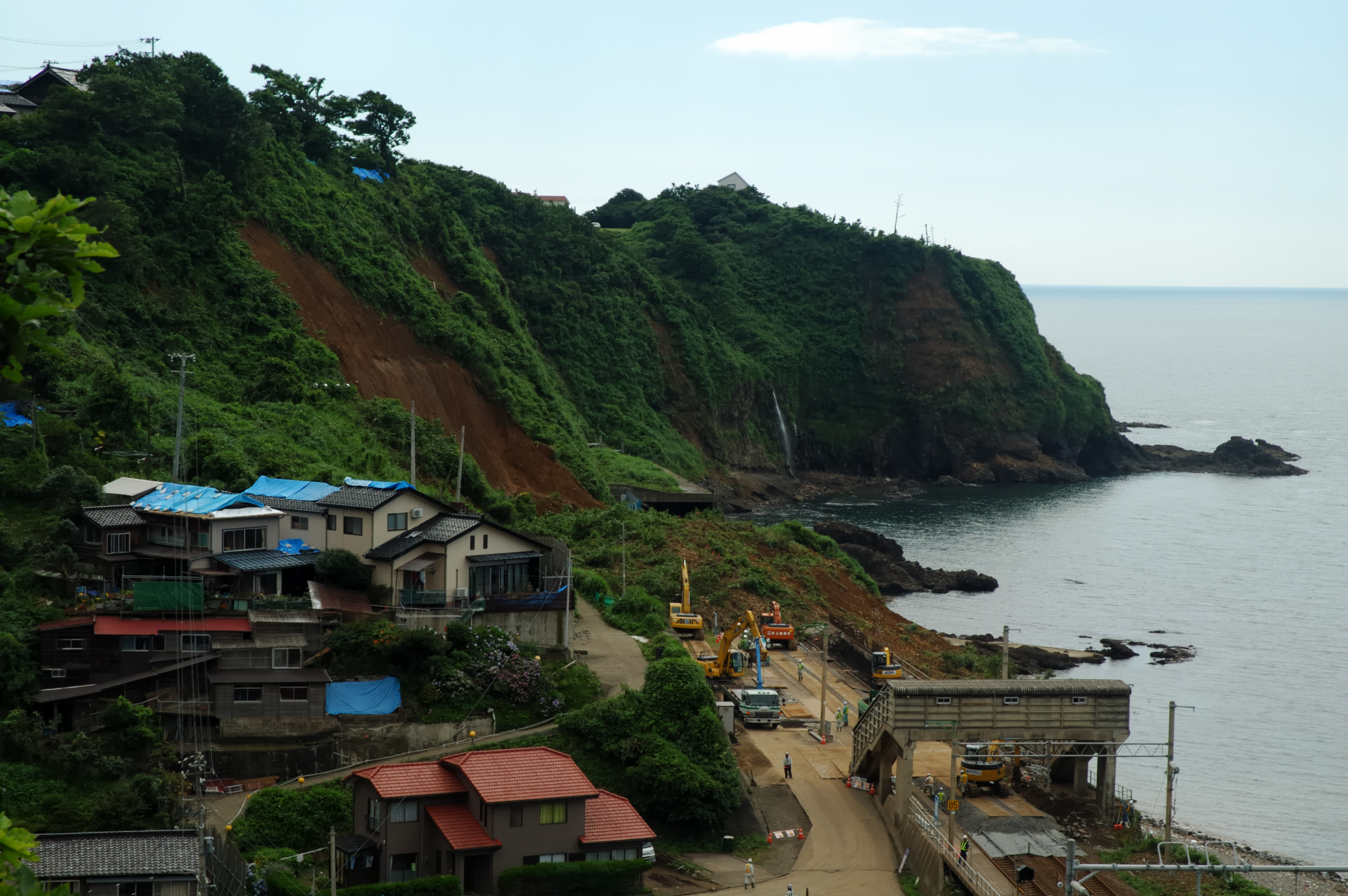
新潟県中越沖地震で、土砂崩れに遭った青海川駅。（2007年）

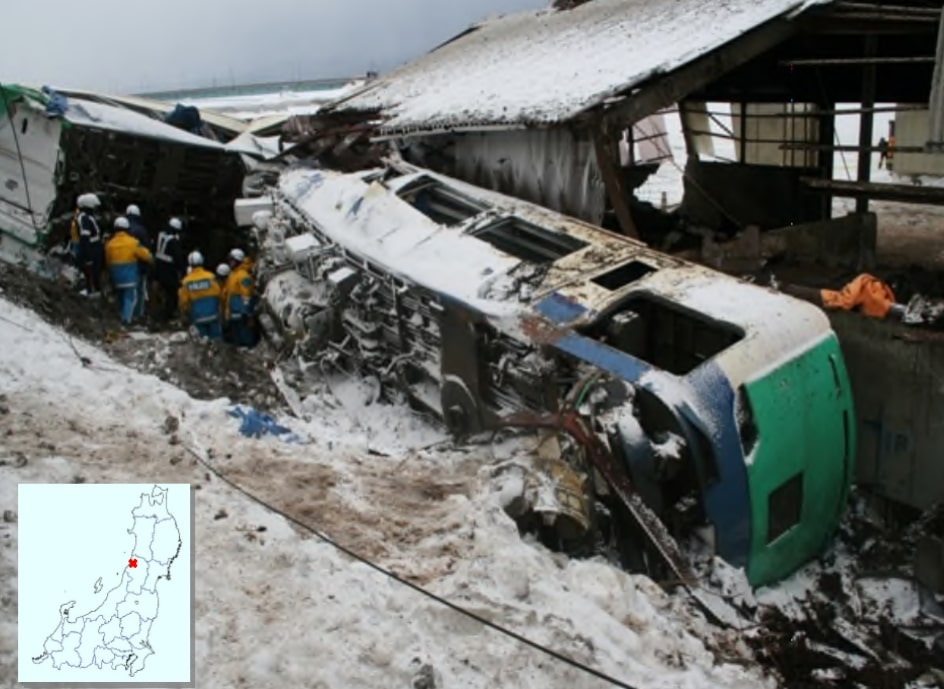
JR羽越本線脱線事故で、豚舎に横転した特急「いなほ」の485系3000番台。（2005年 山形県庄内町）

長大トンネルを経由する新線に切り替えるなどの対策がとられたものの、親不知付近をはじめ、特に新潟県などにみられる日本海の海岸線まで山地が迫る区間があるその地勢や、沿線全体が豪雪地帯を通ることから、豪雨や地震による土砂崩れ、高波、雪害などの自然災害やそれによる事故で長期間不通となる事態もたびたび起きており、代替として使える並行路線が存在しないことから、長距離夜行列車などは、そのたび長期間運休を余儀なくされている。
- 1934年 - 北陸本線能生駅 - 筒石駅間が地滑りにより不通となる。1963年にも同様の事態が起きた。
- 1963年 - 三八豪雪により、北陸本線・信越本線などが約1か月間不通となる。
- 2000年12月 - 羽越本線村上駅 - 間島駅間で、下り線が高波に流される。翌2001年2月まで上り線のみを使用し、単線運転を行った。
- 2004年10月23日 - 新潟県中越地震が発生。信越本線が不通。一部の寝台特急などが運休。
- 2005年12月25日 - JR羽越本線脱線事故が発生（北余目駅 - 砂越駅間）。
- 2006年7月 - 梅雨末期の集中豪雨により、羽越本線小岩川駅 - あつみ温泉駅間で土砂崩れ発生。約1か月間不通となる。
- 2007年 - 新潟県中越沖地震のため、信越本線青海川駅付近で土砂崩れ発生。路線が寸断され、寝台特急などに運休が出る。
- 2022年8月 - 南越前町周辺での集中豪雨により、線路設備に甚大な被害が発生。北陸本線敦賀駅 - 武生駅間が不通となる。
- 2024年9月 - 大雨の影響による土砂流出で村上駅 - 間島駅間が不通となり、特急「いなほ」が村上駅 - 酒田駅間で運休[16]。

## 運行形態
定期特急列車の運行本数については、大阪駅から湖西線を経ての北陸本線敦賀駅まで特急列車が多数走行する特急街道であり、そのうち近江塩津駅から敦賀駅まで大阪駅・名古屋駅発着の昼行特急列車が入り混じり40本以上走行する。金沢駅から津幡駅と、直江津駅から青森駅までは特急の本数が10本以下となり、特に酒田駅から秋田駅までが比較的少ない。なお、敦賀駅から金沢駅間と津幡駅から直江津駅間は第三セクター化された後は特急列車は走行していない。
大阪駅 - 米原駅間、長岡駅 - 新潟駅間では通勤・通学需要が多いため快速が多く設定されている。直江津駅 - 新潟駅間では2022年ダイヤ改正まで特急車両を使った快速列車が存在した。
日本海縦貫線は物流の動脈であるために多くの貨物列車が走り、普通旅客列車の本数が少なく2両編成の列車あるいは1両編成のワンマン列車が運転されているような区間でも長編成の貨物列車が見られる。日本海縦貫線は本州の大動脈とされる「東海道本線・山陽本線」と「東北本線・IGRいわて銀河鉄道いわて銀河鉄道線・青い森鉄道線」と同様に貨物輸送で重要な役割を果たし、全線で同じ機関車が牽引する貨物列車が見られるものの、日本海縦貫線の貨物列車の本数は前述した本州の大動脈とされる各線に比べると少ない。
日本海縦貫線のほぼ全線を走破する列車として、貨物列車のほか、かつては夜行の旅客列車として寝台特急「日本海」や臨時の寝台特急「トワイライトエクスプレス」、急行「あおもり」「東北夏祭り」も運転されていた。湖西線を経由し新潟駅を経由しない「日本海」・「トワイライトエクスプレス」の大阪駅 - 青森駅間の走行距離は1023.4キロであった。このほか、日本最長距離を走る昼行特急列車として大阪駅 - 青森駅間に「白鳥」が運転されていたが、長距離区間を乗り通す利用客の減少により2001年3月3日に廃止された。以来同区間を通して走る昼行特急列車は無い。

### 運行列車
2024年3月16日ダイヤ改正時点で運転されている特急列車・快速列車・観光列車・団体臨時列車は以下の通りである。なお、東海道本線の列車のうち北陸本線に直通しない列車、七尾線直通列車のうち金沢駅 - 津幡駅間以外に直通しない列車を除く。区間は日本海縦貫線内の走行区間。
特急列車
- 「サンダーバード」（大阪駅 - 敦賀駅間）1日25往復
- 「しらさぎ」（米原駅 - 敦賀駅間）1日15往復
- 「しらゆき」（直江津駅 - 新潟駅間）1日4往復
- 「いなほ」（新潟駅 - 秋田駅間）1日7往復
- 「つがる」「スーパーつがる」（秋田駅 - 青森駅間）1日3往復、うち1往復がスーパーつがる

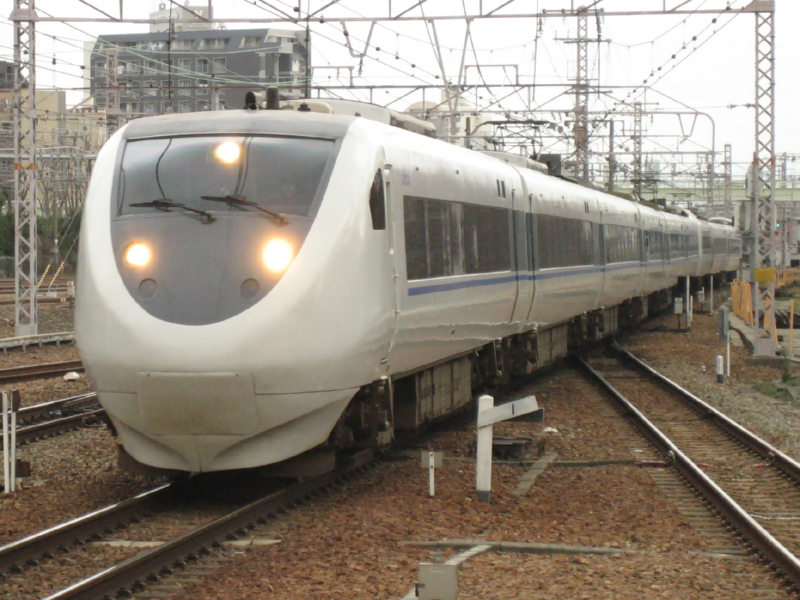
新大阪駅に進入する特急「サンダーバード」
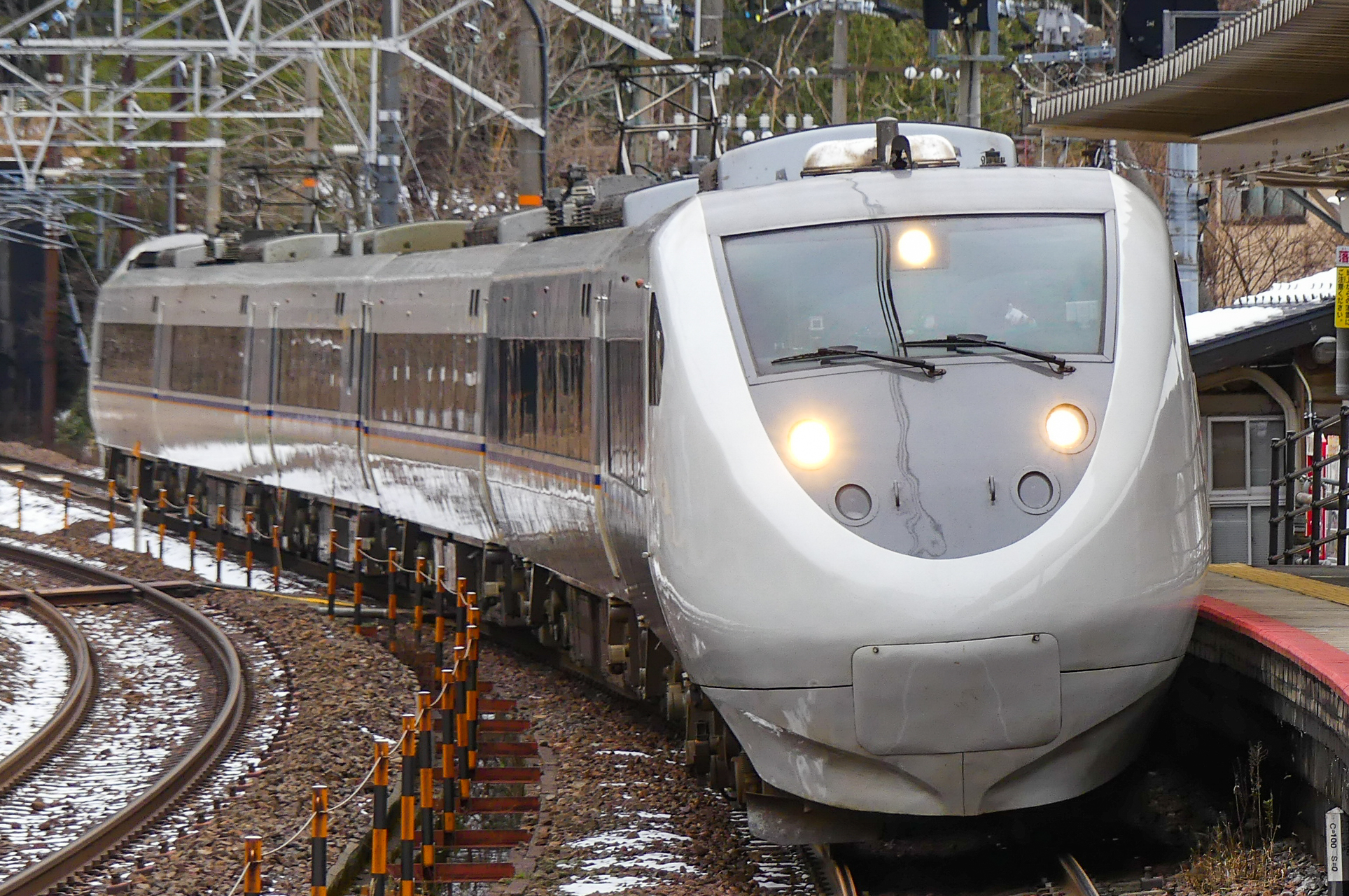
新疋田駅を通過する特急「しらさぎ」
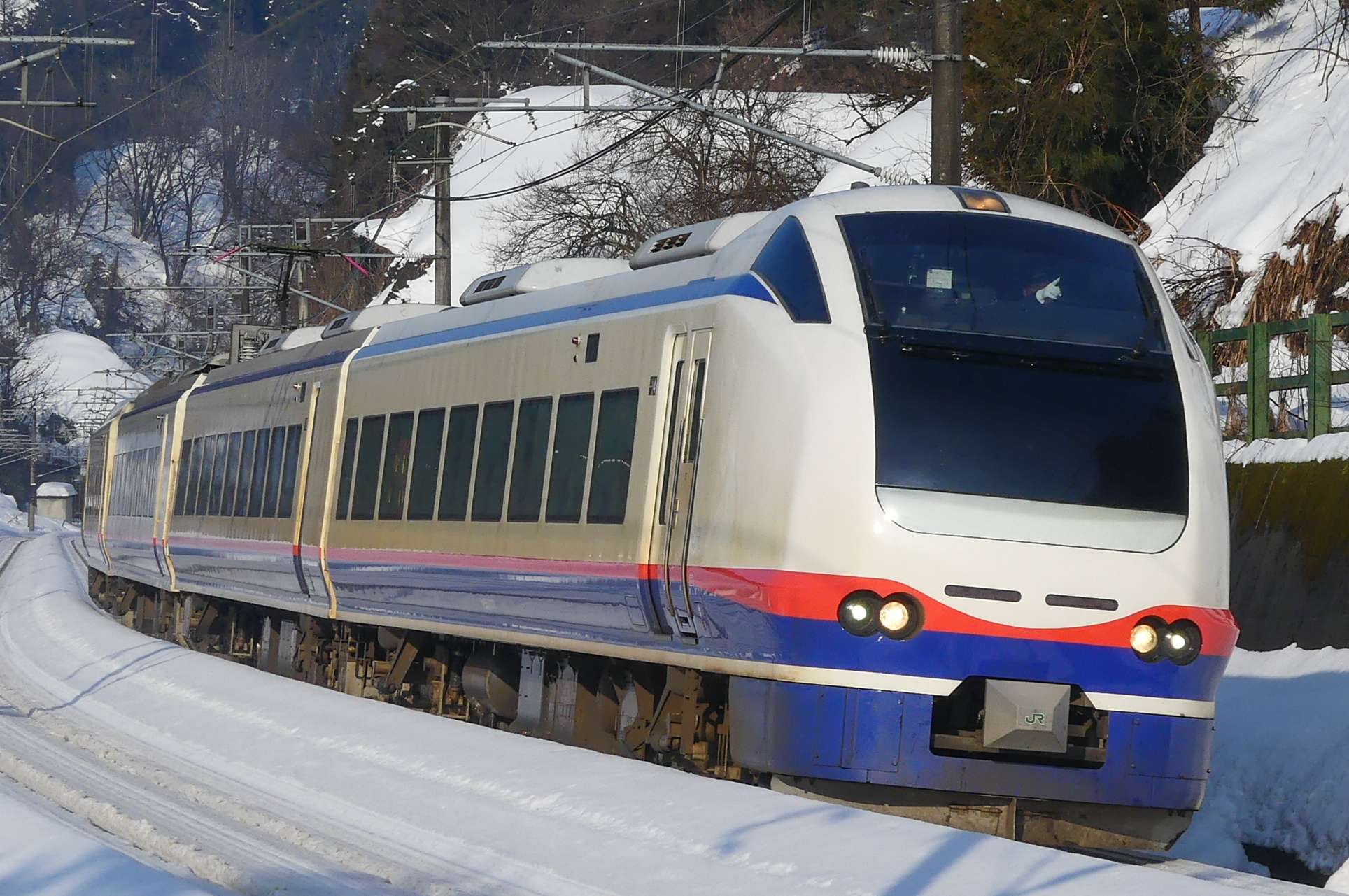
特急「しらゆき」（信越本線 長鳥 - 塚山駅間）
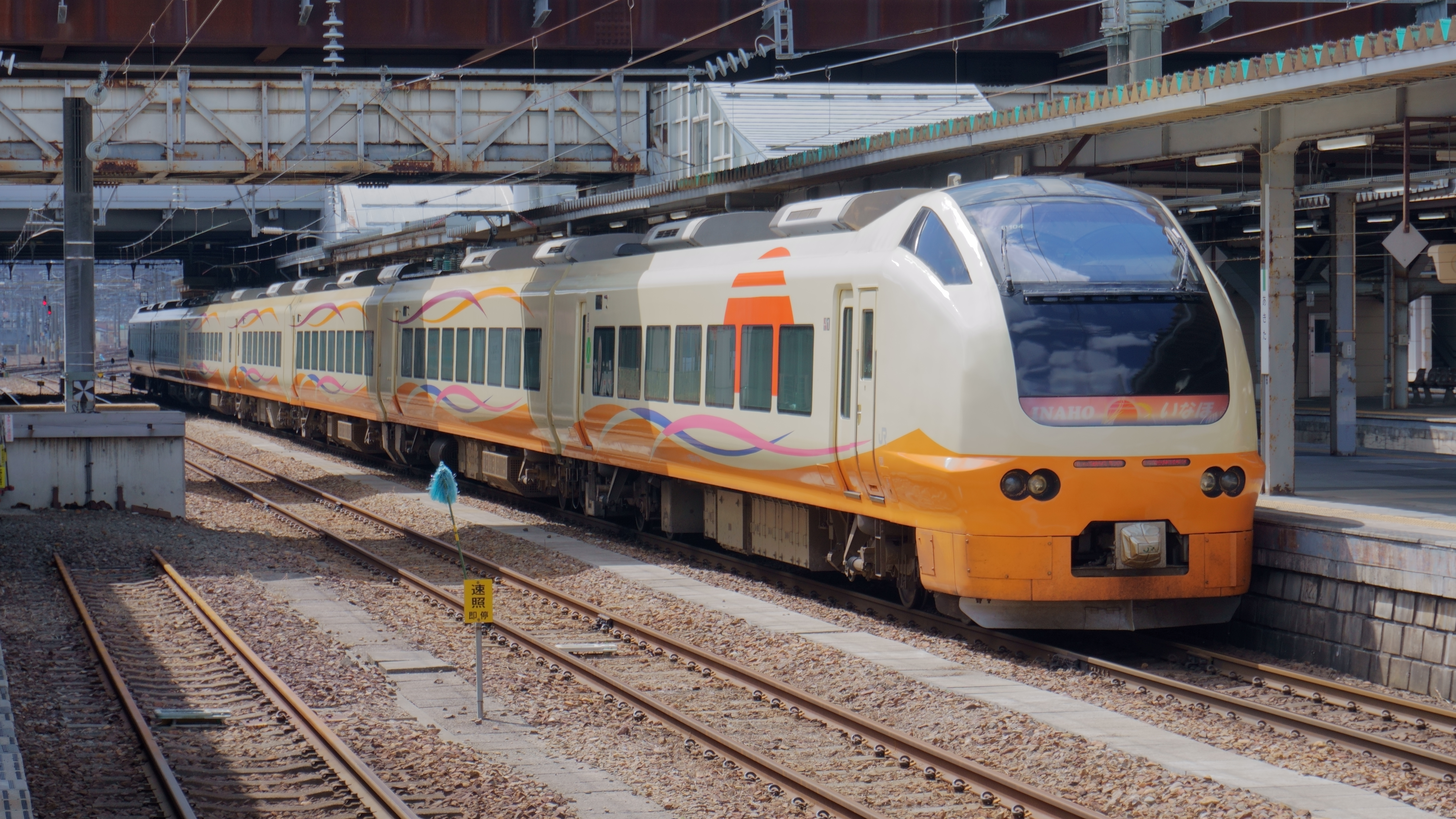
特急「いなほ」（2022年 秋田駅）
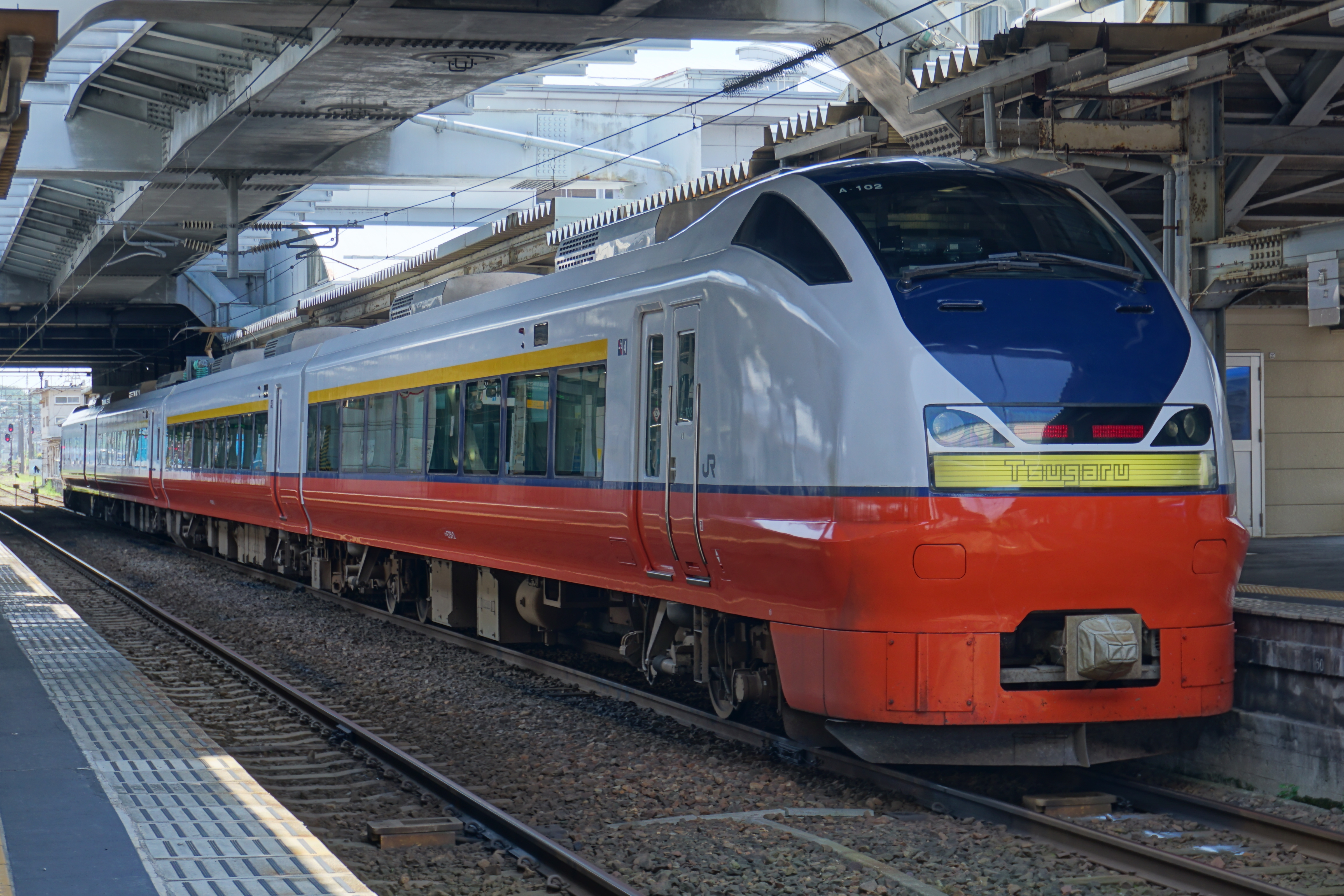
特急「つがる」（2019年 秋田駅）

快速列車
定期列車
- 新快速（大阪駅 - 敦賀駅間）
- 「あいの風ライナー」（金沢駅 - 泊駅間）
- 「べにばな」（新潟駅 - 坂町駅間）- 運休中
- 「最上川」（余目駅 - 酒田駅間）- 運休中

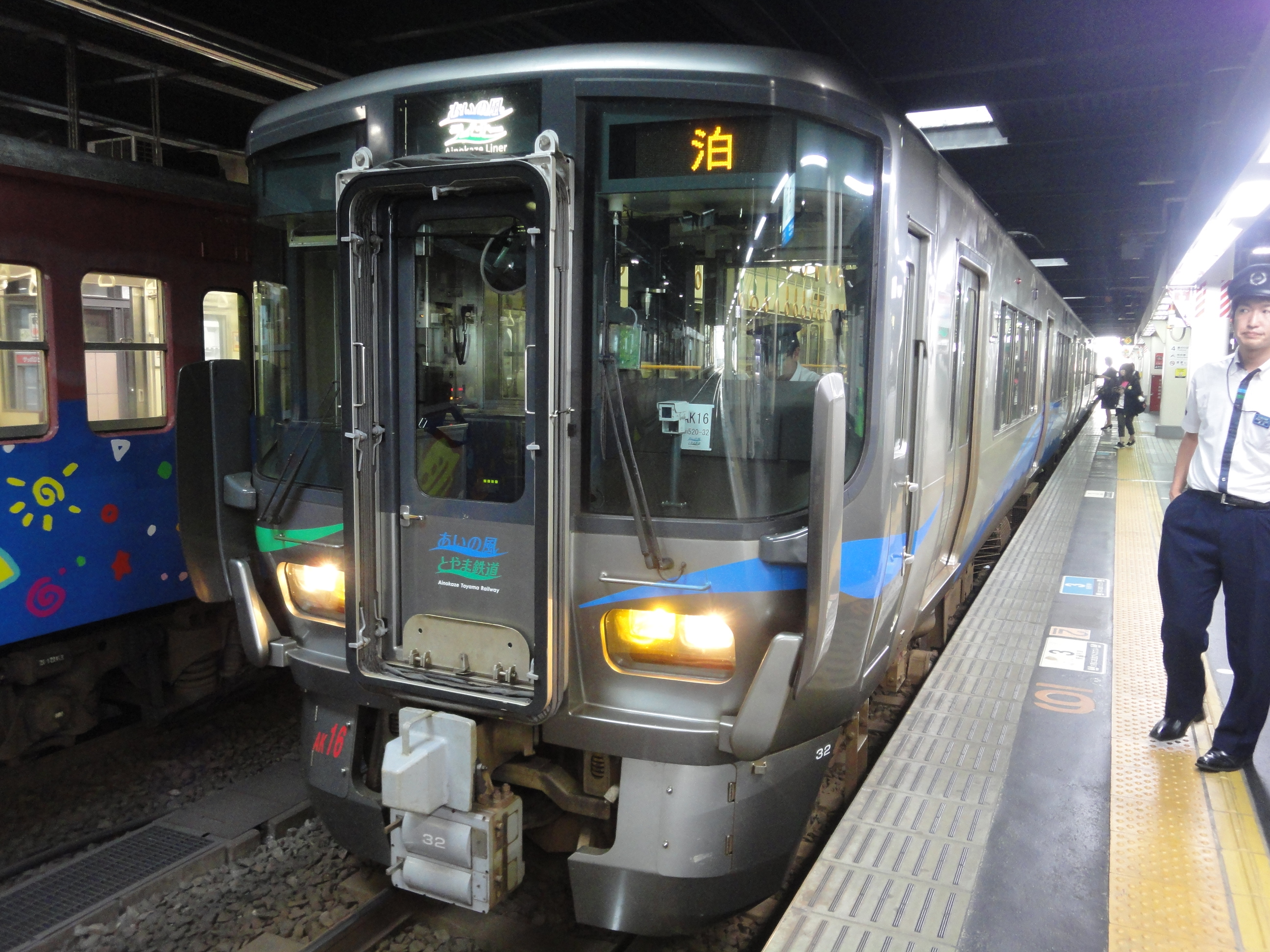
快速あいの風ライナー
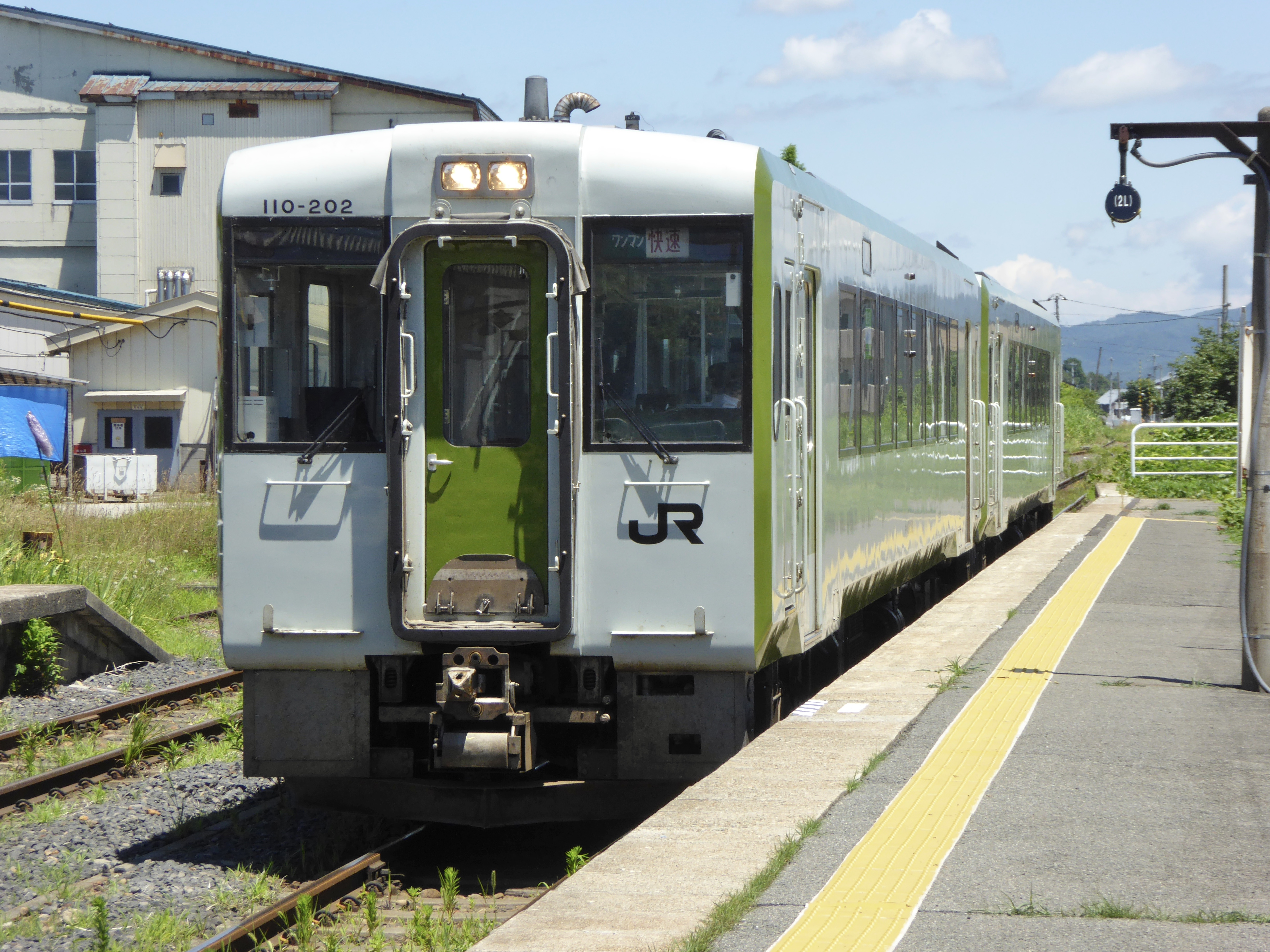
快速べにばな（2022年7月）
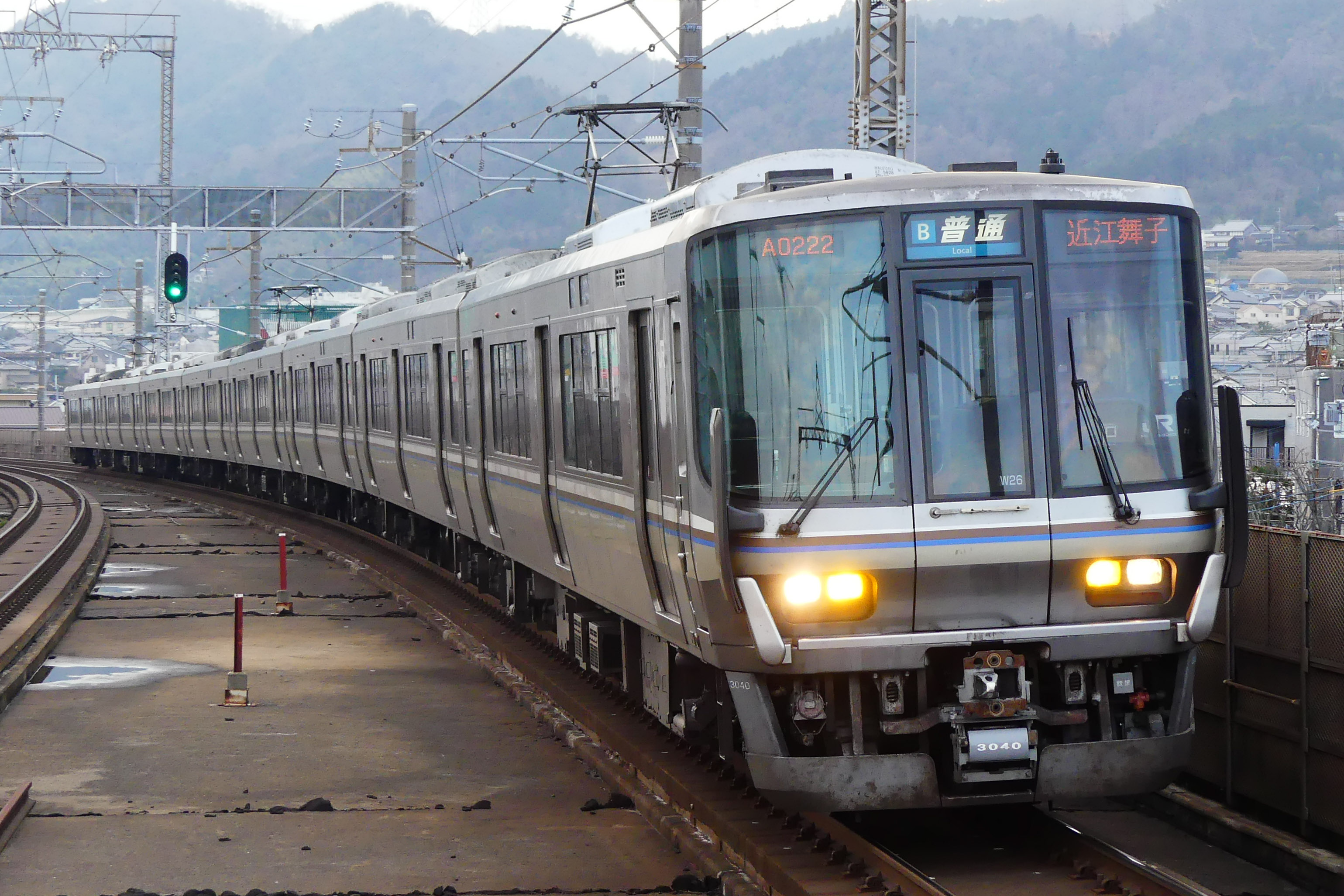
新快速（湖西線）

臨時列車（観光列車）
- 観光急行（市振駅 - 直江津駅間）列車名は単に「急行」であるが、日によって別の列車愛称のヘッドマークを掲出
- 「越乃Shu*Kura」「ゆざわShu*Kura」（直江津駅 - 長岡駅間）
- 「柳都Shu*Kura」（直江津駅 - 新潟駅間）
- 「SL村上ひな街道号」（新津駅 - 村上駅間）
- 「海里」（新潟駅 - 酒田駅間）

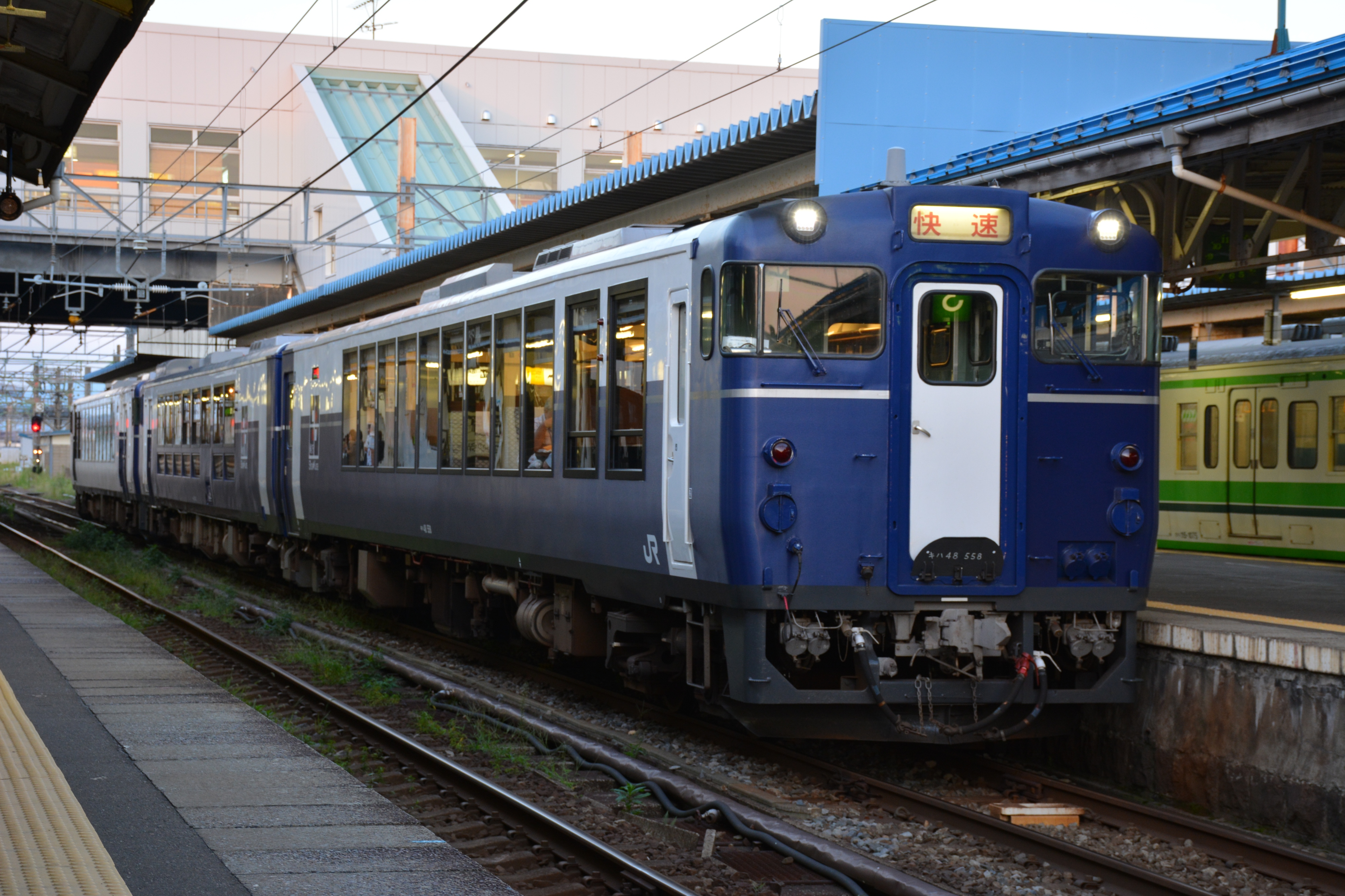
快速「越乃Shu*Kura」（直江津駅）
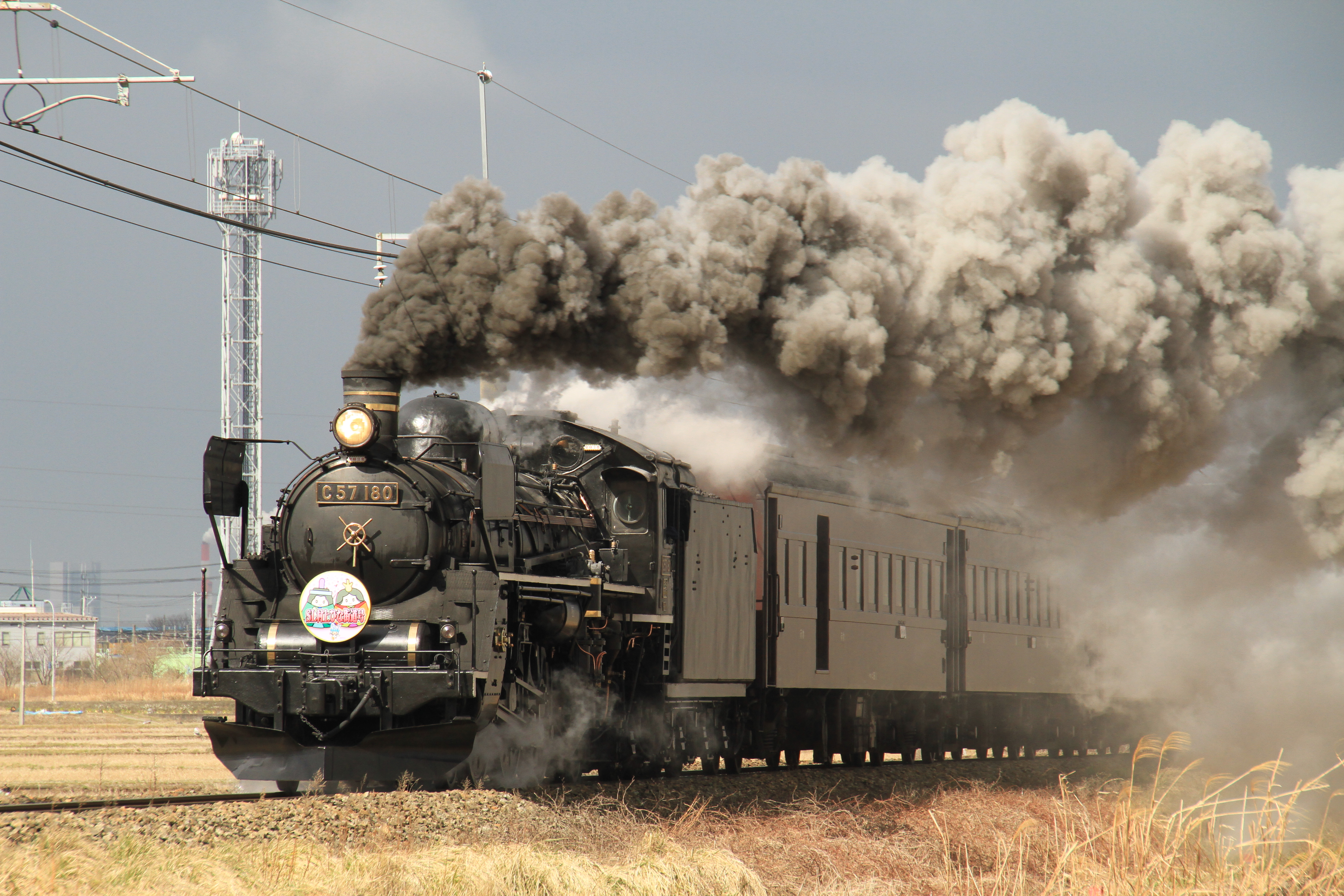
羽越本線を走る「SL村上ひな街道号」（2014年）
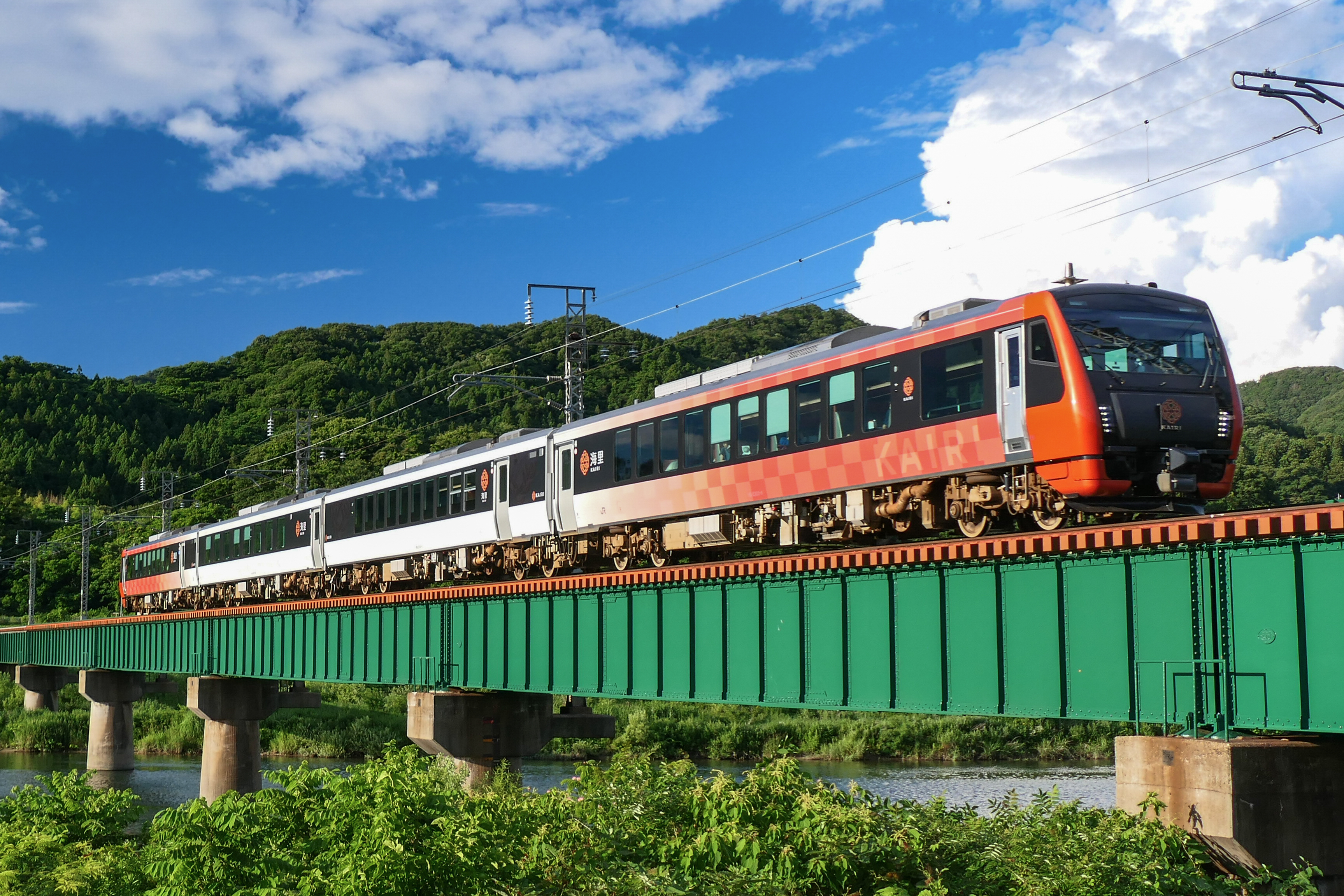
快速「海里」（村上駅 - 間島駅間）
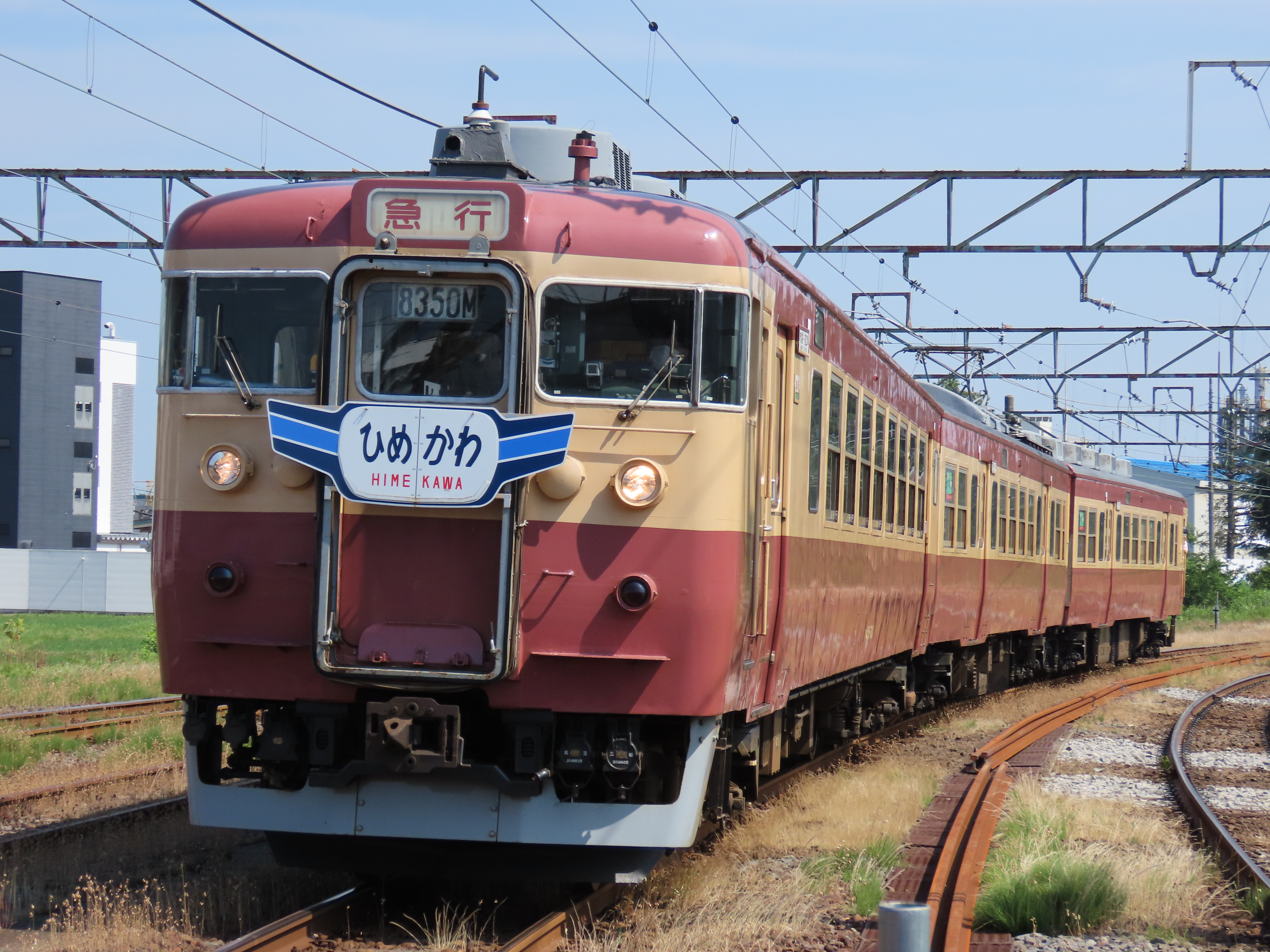
えちごトキめき鉄道を走る観光急行

団体臨時列車
- 「一万三千尺物語」(富山駅 - 泊駅間、富山駅 → 黒部駅 → 高岡駅間)
- 「とやま絵巻」（金沢駅 - 富山駅 - 黒部駅）イベント内容により運行区間異なる。
- 「えちごトキめきリゾート雪月花」（妙高高原駅 - 直江津駅 - 糸魚川駅間）
- 「TRAIN SUITE 四季島」（宮内駅または弘前駅 - 白老駅間）時期により経由区間異なる。
- 「カシオペア紀行」（宮内駅 - 青森駅間）ツアー内容により経由区間異なる。

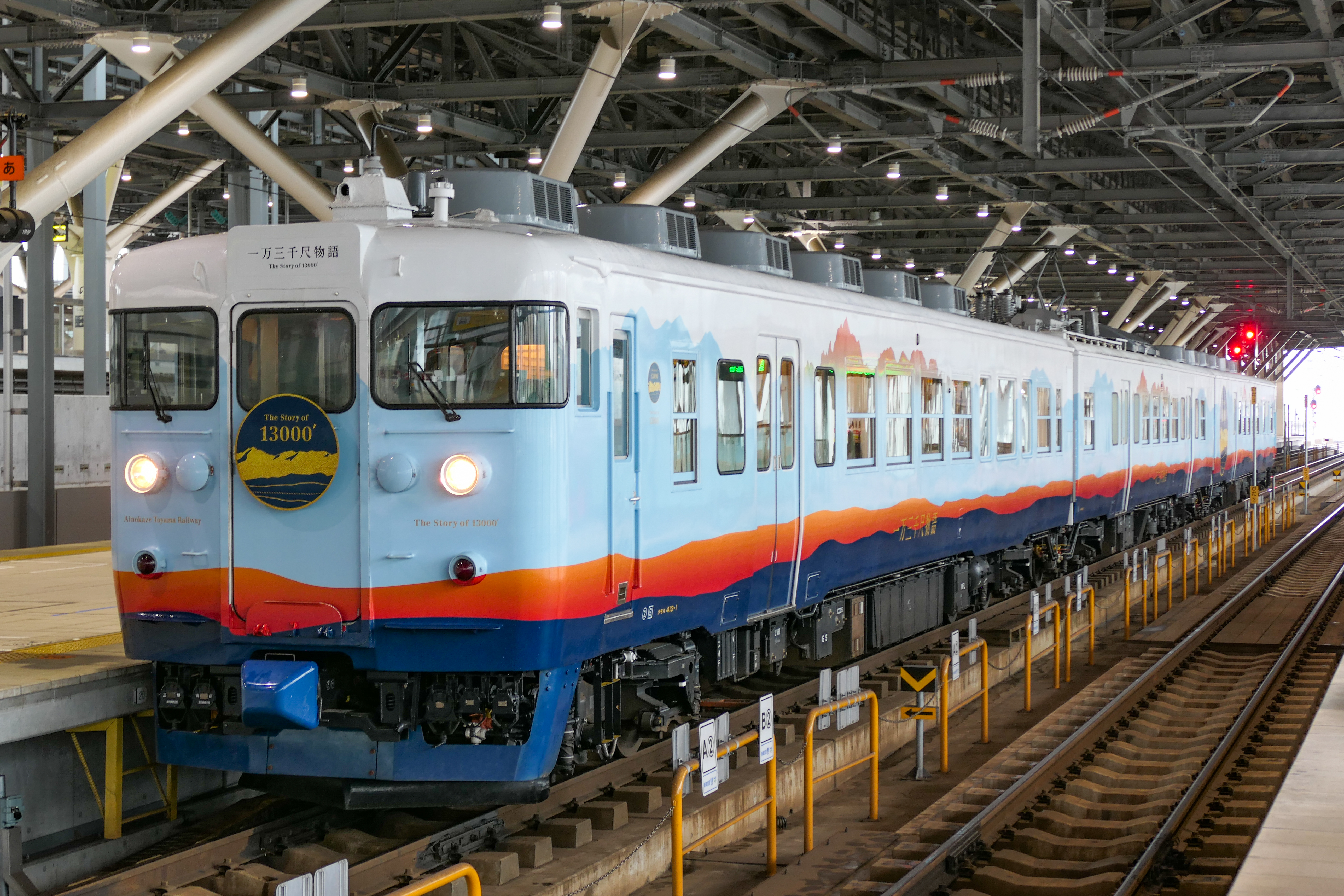
一万三千尺物語（富山駅）
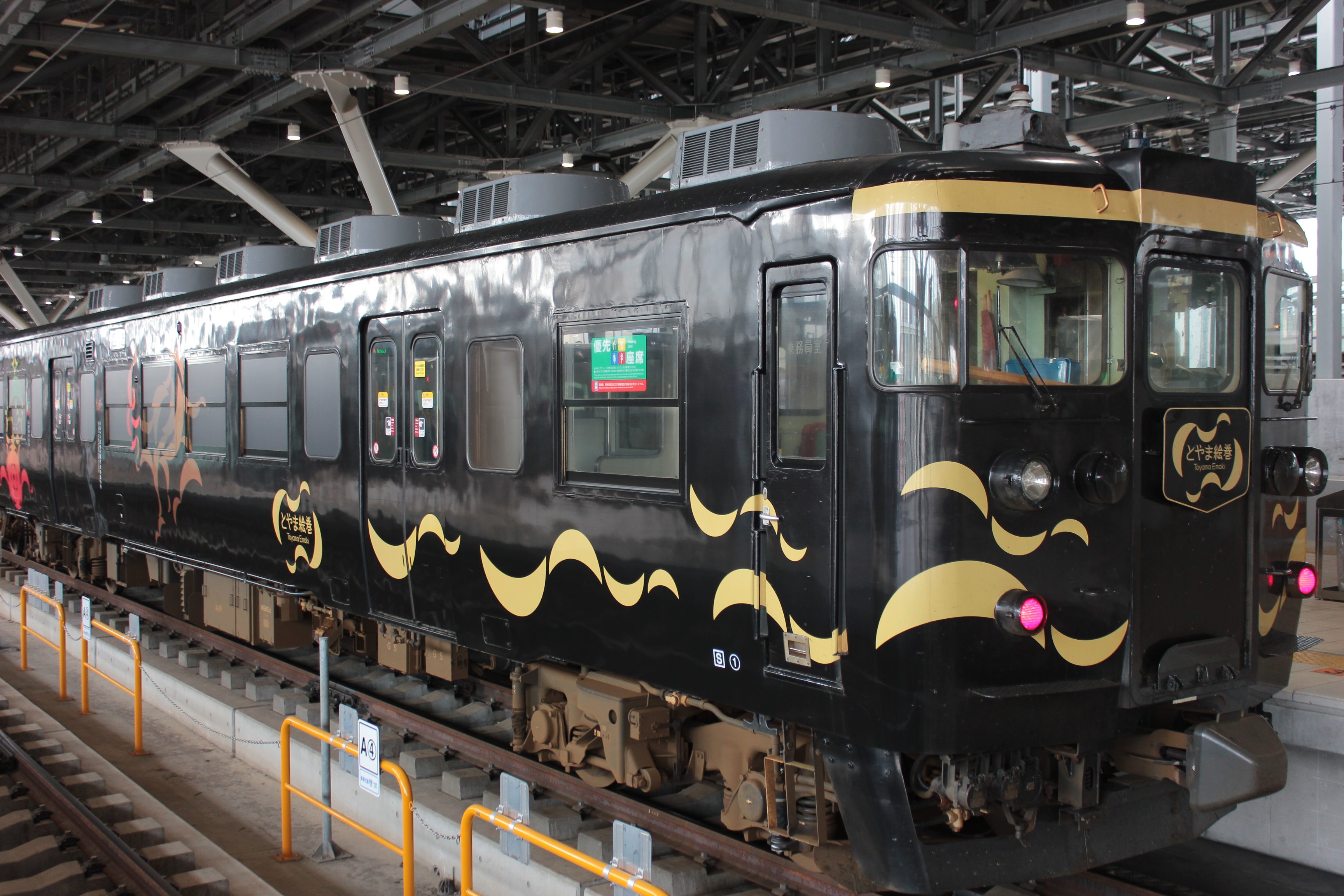
とやま絵巻（富山駅）
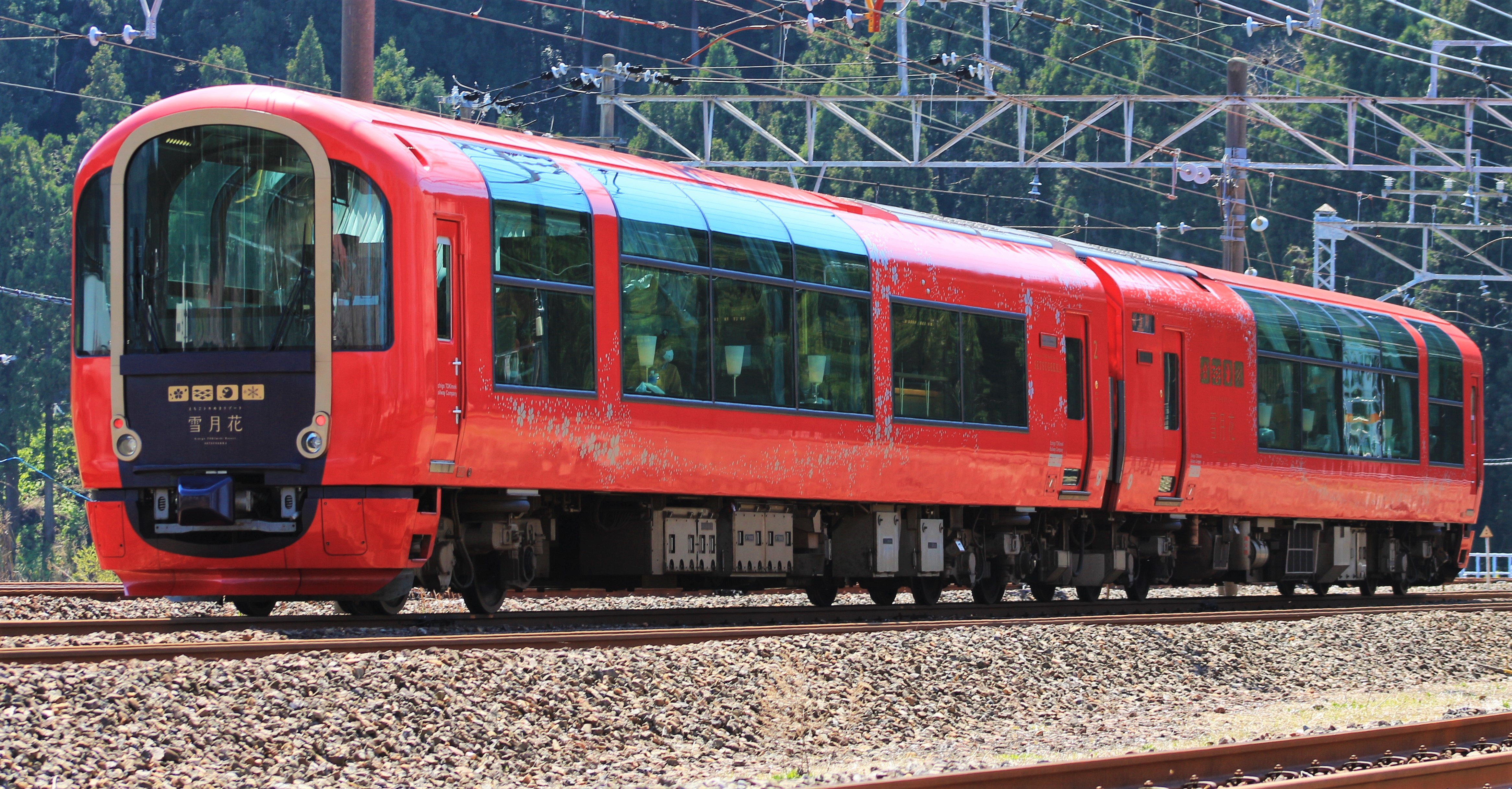
えちごトキめきリゾート「雪月花」（能生駅付近）
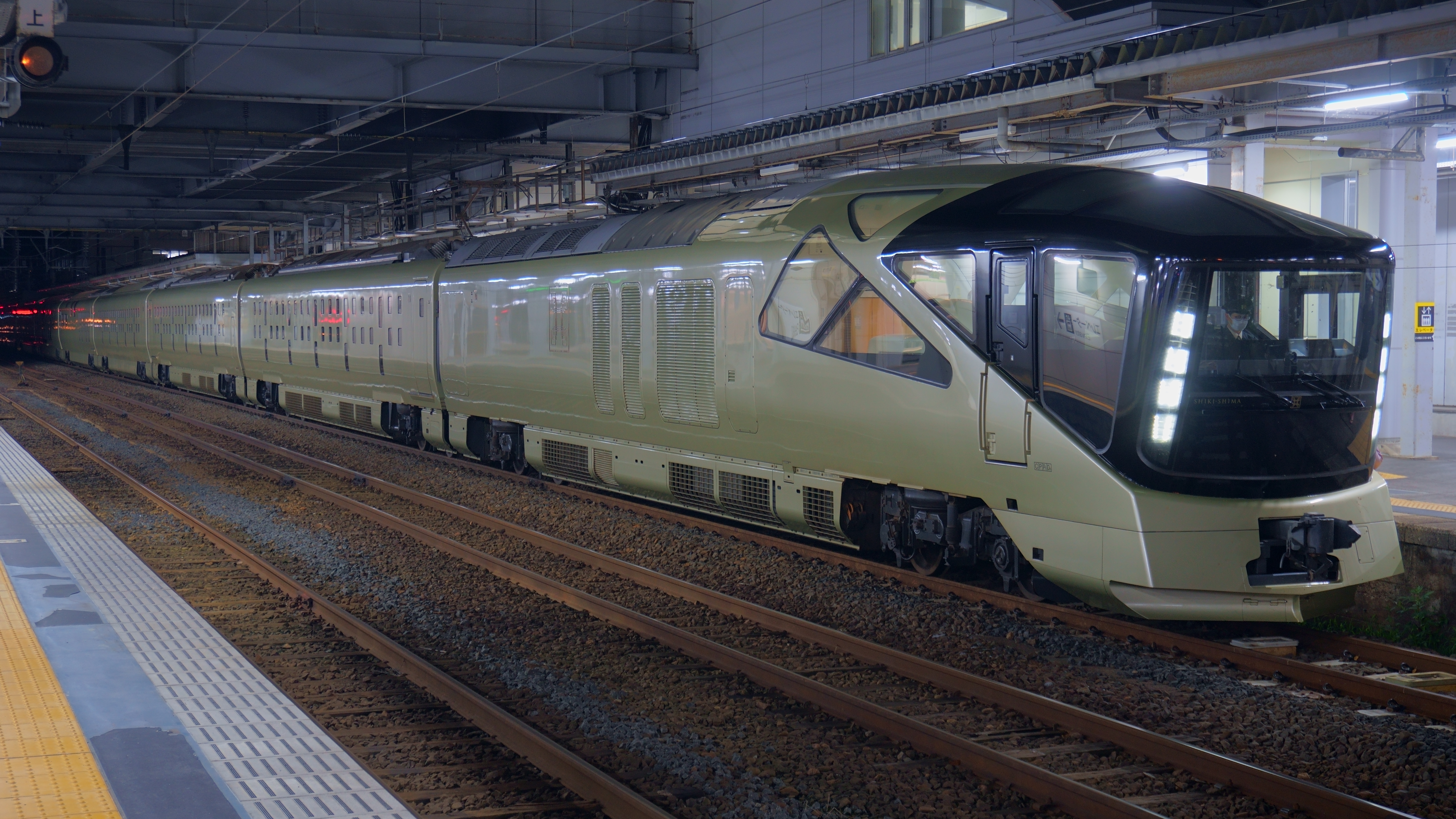
TRAIN SUITE 四季島（秋田駅）

青森駅 - 札幌駅間を含む場合は以下の列車も加わる。
特急列車
- 「北斗」（函館駅 -  札幌駅間）
- 「すずらん」（室蘭駅 - 札幌駅間）
- 「おおぞら」「とかち」（南千歳駅 - 札幌駅間）

2015年3月14日に北陸新幹線の長野駅 - 金沢駅間が開業したことに伴い、並行在来線である北陸本線の金沢駅 - 直江津駅間が第三セクターIRいしかわ鉄道・あいの風とやま鉄道・えちごトキめき鉄道に移管されたことから、京阪神や中京方面から北陸本線に乗り入れる「サンダーバード」「しらさぎ」は、金沢駅 - 富山駅間の運転を取り止め、金沢駅までの運転に短縮された。また金沢駅 - 直江津駅 - 犀潟駅間で運行され、犀潟駅から北越急行ほくほく線経由で越後湯沢駅に発着していた「はくたか」、金沢駅 - 新潟駅間で運行されていた「北越」が廃止された。
2024年3月16日に北陸新幹線の金沢駅 - 敦賀駅間が開業したことに伴い、並行在来線である北陸本線の敦賀駅 - 金沢駅間が第三セクターハピラインふくい・IRいしかわ鉄道に移管されたことから、「サンダーバード」「しらさぎ」は、敦賀駅 - 金沢駅間の運転を取り止め、敦賀駅までの運転に短縮された。また福井駅 - 金沢駅間で運行されていた「ダイナスター」、敦賀駅 - 金沢駅間で朝・夜にそれぞれ運行されていた「おはようエクスプレス・おやすみエクスプレス」が廃止された。これにより、旧北陸本線の敦賀駅 - 直江津駅間のうち金沢駅 - 津幡駅間で運行され、津幡駅から七尾線経由で和倉温泉駅に発着している「能登かがり火」を除き、ほぼ全区間にわたり昼行特急が消滅することとなった。
夜行列車としては急行「きたぐに」が大阪駅 - 新潟駅間に運転されていた。なお、夜行列車は「きたぐに」をのぞき、新津駅から羽越本線に入るため、新潟駅は経由していなかった。その他、夜行列車に限らず新潟県以北の羽越本線方面へ直通する特急列車で新潟駅を経由したのは「白鳥」のみであった。
2010年3月12日までは定期夜行列車として急行「能登」が金沢駅 - 長岡駅間に運転されており（2010年3月13日のダイヤ改正で臨時列車に変更）、同区間は日本で複数の定期急行が重複して走る最後の区間となっていた。
東北本線に不通区間が生じた場合は、同線を経由する寝台特急「北斗星」・「カシオペア」が迂回して日本海縦貫線を経由することもあったが、これらの列車は北海道新幹線新青森駅 - 新函館北斗駅間が開業する2016年3月26日までに廃止されている。
貨物列車では札幌貨物ターミナル駅 - 福岡貨物ターミナル駅間を結ぶ高速貨物列車が1往復あり（大阪以西は東海道・山陽・鹿児島本線経由）、これは貨物列車に限らず、日本国内最長距離を走る列車である。また八戸貨物駅と百済貨物ターミナル駅の間には米輸送専用の貨物列車「全農号」が運行されており、日本海縦貫線沿線で生産された米を輸送している。

### 運行本数
沿線人口の多い東海道本線（大阪駅 - 米原駅間）と信越本線（直江津駅 - 新潟駅間）、白新線、羽越本線（新発田駅 - 村上駅間）、千歳線は一部区間を除き、他路線への直通列車が多数設定されており本数が多いが、その他の路線はそれほど多くない。特に第三セクター区間はIRいしかわ鉄道線の一部区間を除き、特急列車が走らないため運行本数が少ない。

### 廃止列車

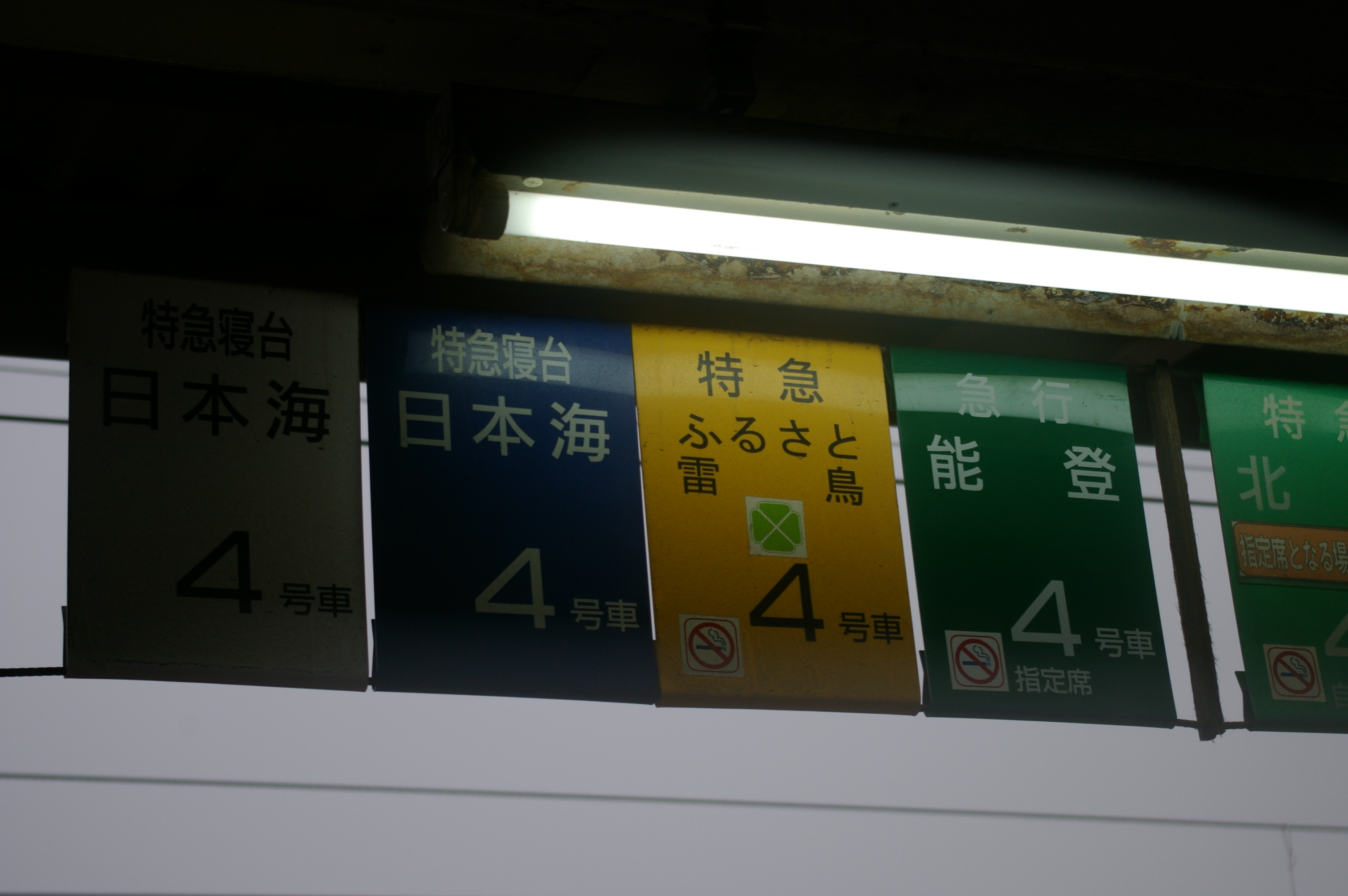
かつて多くの列車が発着していた名残（2010年 糸魚川駅）

かつては日本海縦貫線では多くの特急・寝台特急・急行列車が運転されていたが、1990年代以降長距離区間を乗り通す利用客の減少や新幹線開業による並行在来線の移管などで多くの列車が廃止された。
廃止された特急・寝台特急・急行・準急・快速列車は以下の通り。1988年以降の青森駅 - 南千歳駅間を走行する列車を含み、東海道本線の列車のうち北陸本線に直通しない列車、七尾線・能登線直通列車のうち金沢駅 - 津幡駅間以外に直通しない列車を除く。各列車の区間は特記なければ全運行区間。詳細は各列車の記事を参照。
出典：
特急列車（昼行）
- 「白鳥」（大阪駅 - 青森駅間）1961年 - 2001年。
- 「雷鳥」（大阪駅 - 金沢駅間）1964年 - 2011年。1978年 - 2001年は最長で大阪駅 - 新潟駅間の運転。
- 「スーパー雷鳥」（大阪駅 - 金沢駅・和倉温泉駅間）1989年 - 2001年。
- 「ゆぅトピア和倉」（大阪駅 - 和倉温泉駅間）1989年 - 1991年。
- 「サンダーバード」（敦賀駅 - 魚津駅・和倉温泉駅間）1997年 - 2024年。2015年金沢駅 - 魚津駅間廃止、2024年敦賀駅 - 金沢駅・和倉温泉駅間廃止。大阪駅 - 敦賀駅間は運行中。
- 「しらさぎ」（敦賀駅 - 富山駅・和倉温泉駅間）1964年 - 2024年。2015年金沢駅 - 富山駅・和倉温泉駅間廃止、2024年敦賀駅 - 金沢駅間廃止。名古屋駅 - 敦賀駅間は運行中。
- 「加越」（米原駅 - 金沢駅間） 1975年 - 2003年。
- 「きらめき」（米原駅 - 金沢駅間） 1988年 - 1997年。
- 「おはようエクスプレス」（敦賀駅 - 金沢駅間）2001年 - 2024年。2019年まで福井駅 - 金沢駅間の運転。
- 「おやすみエクスプレス」（敦賀駅 - 金沢駅間）2003年 - 2024年。2019年まで福井駅 - 金沢駅間の運転。
- 「ダイナスター」（福井駅 - 金沢駅間）2015年 - 2024年。
- 「ひだ」（金沢駅 - 名古屋駅間〈高山本線経由〉）金沢駅発着列車は1968年 - 1985年。
- 「白山」（金沢駅 - 上野駅間〈長野駅経由〉）1972年 - 1997年。
- 「はくたか」（金沢駅 - 上野駅間〈上越線経由〉）1965年 - 1982年。1969年まで長野駅経由。
- 「はくたか」（和倉温泉駅・金沢駅 - 越後湯沢駅間）1997年 - 2015年。
- 「かがやき」（金沢駅 - 長岡駅間）1988年 - 1997年。
- 「北越」（金沢駅 - 新潟駅間）1969年 - 2015年。1978年まで大阪駅 - 新潟駅間の運転。
- 「みのり」（長野駅・高田駅 - 新潟駅間）1997年 - 2002年。快速「くびき野」に格下げ。
- 「とき」（上野駅 - 新潟駅間）1962年 - 1982年。
- 「鳥海」（上野駅 - 青森駅間〈上越線経由〉）1982年 - 1985年。
- 「むつ」（秋田駅 - 青森駅間）1985年 - 1986年。
- 「つばさ」（山形駅 - 青森駅間）青森駅発着列車は1985年 - 1986年。
- 「たざわ」（秋田駅 - 青森駅間）青森駅発着列車は1986年 - 1997年。1996年まで盛岡駅 - 青森駅間〈田沢湖線経由〉の運転。1997年に「かもしか」に改称。
- 「かもしか」（秋田駅 - 青森駅間）1997年 - 2010年。2010年に「つがる」に改称。
- 「いなほ」（秋田駅 - 青森駅間）青森駅発着列車は1972年 - 2010年。1982年まで最長で上野駅 - 青森駅間〈上越線経由〉の運転。2010年に秋田駅 - 青森駅間を「つがる」に分離。新潟駅 - 秋田駅間は「いなほ」として運行中。
- 「はつかり」（盛岡駅 - 函館駅間）函館駅発着列車は1988年 - 2002年。
- 「白鳥・スーパー白鳥」（新青森駅 - 函館駅間）2002年 - 2016年。2010年まで八戸駅 - 函館駅間の運転。
- 「スーパー北斗」（函館駅 -  札幌駅間）1994年 - 2020年。「北斗」に愛称統一。

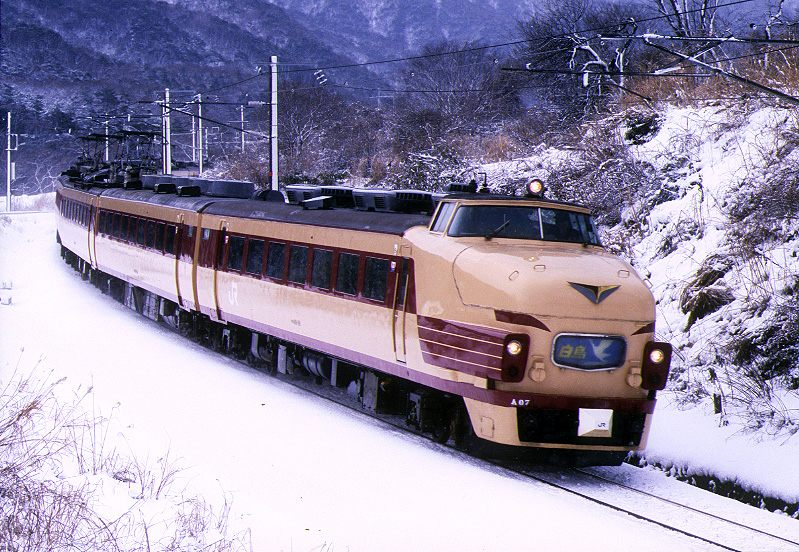
大阪駅 - 青森駅間の日本最高距離を走った特急「白鳥」（2001年）
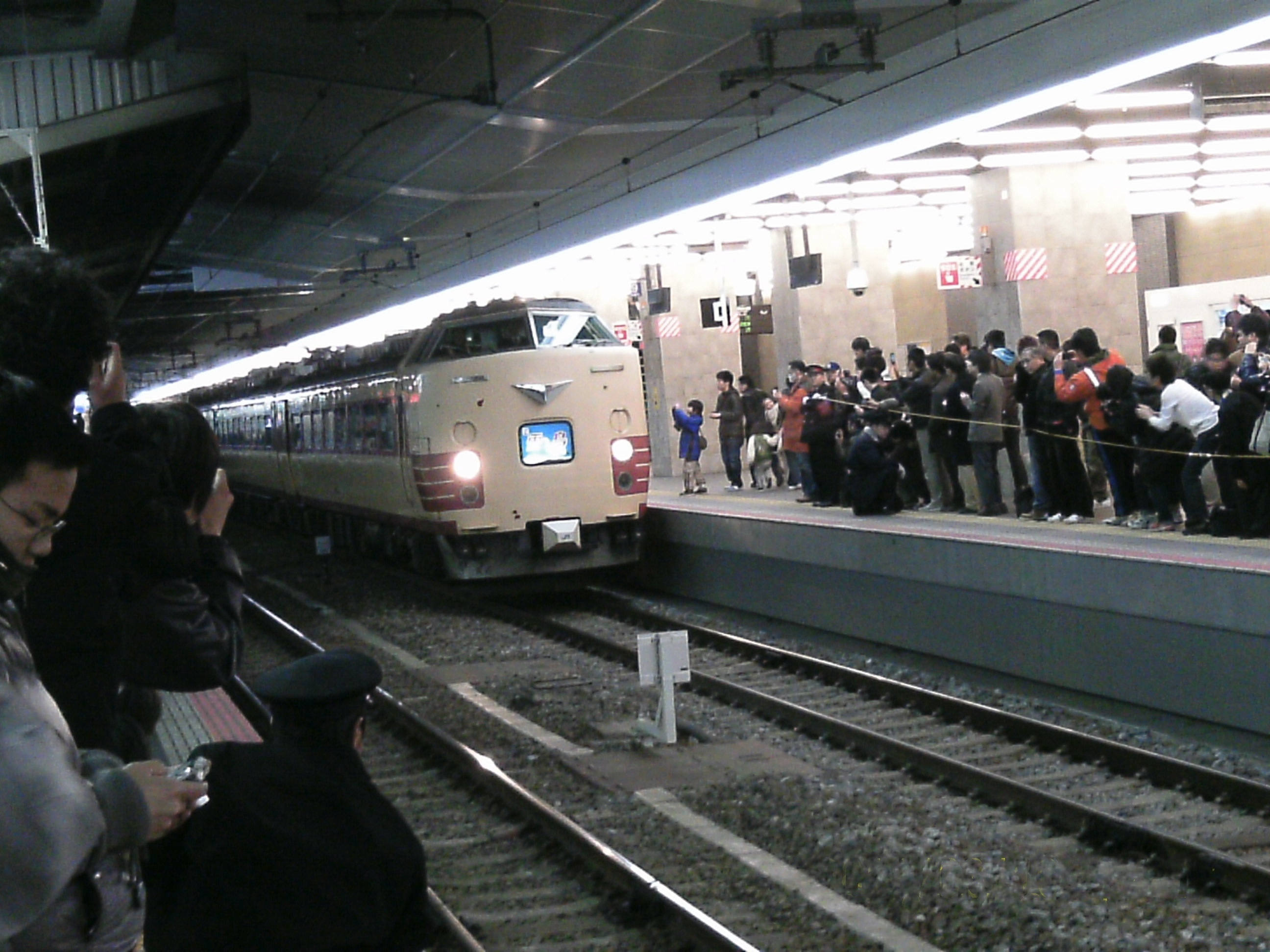
ラストランを迎えた特急「雷鳥」（2011年 大阪駅）
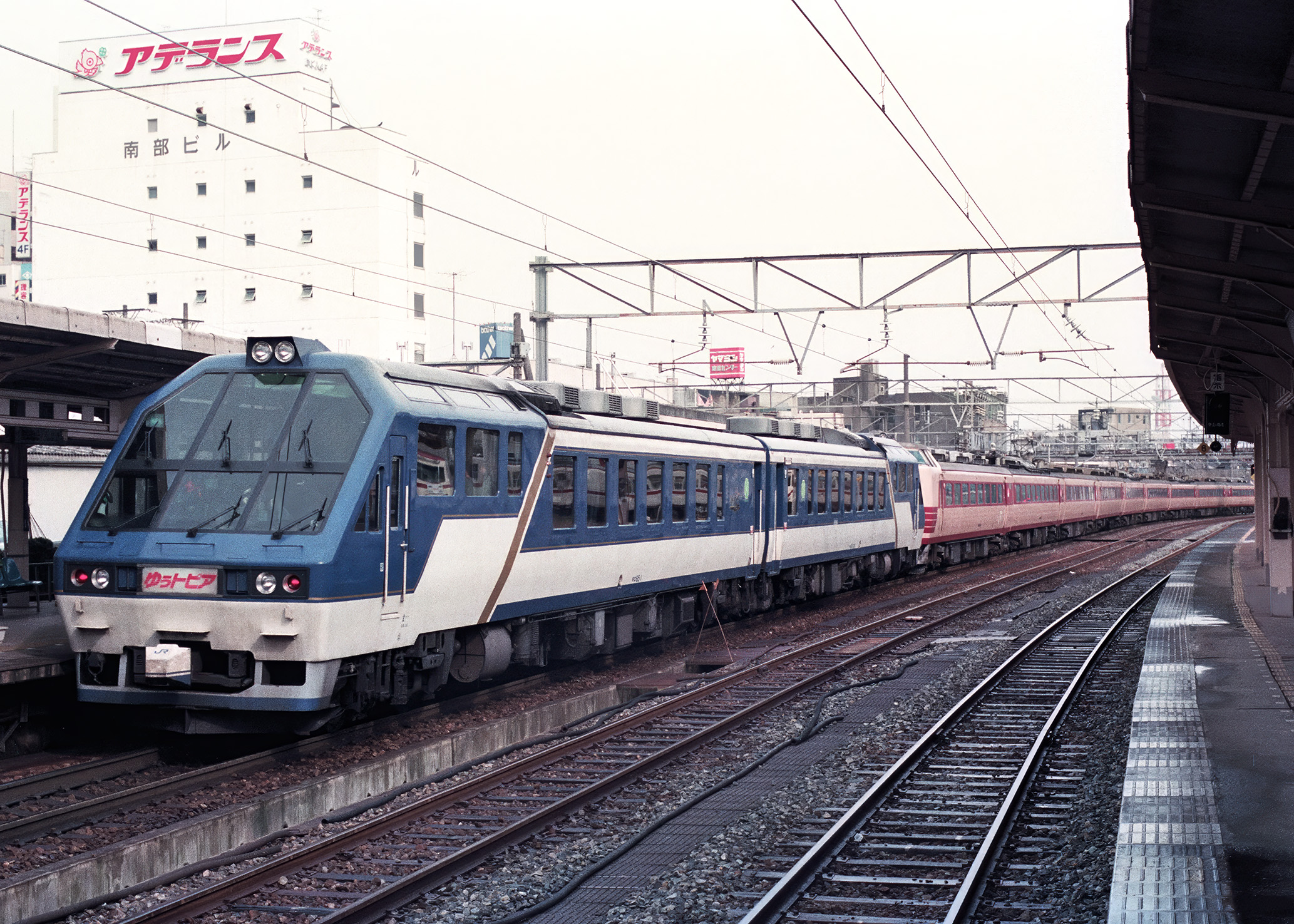
雷鳥と併結する「ゆぅトピア和倉」
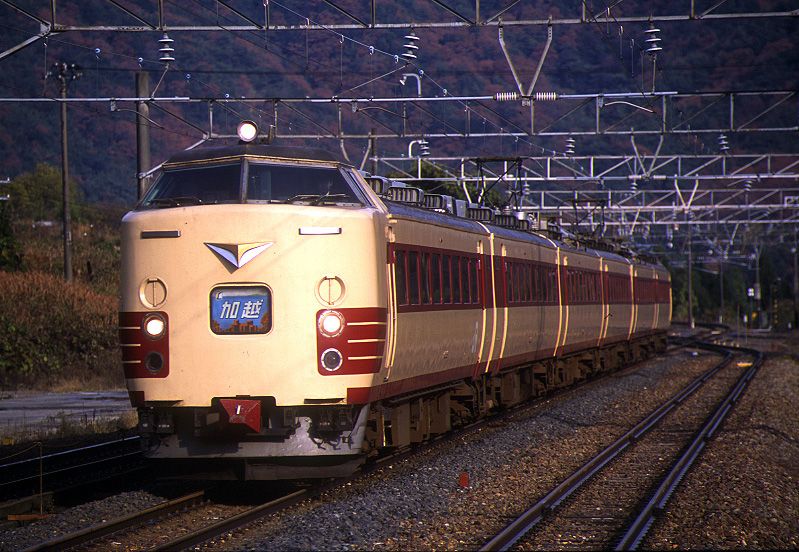
特急「加越」（2002年 新疋田駅付近）
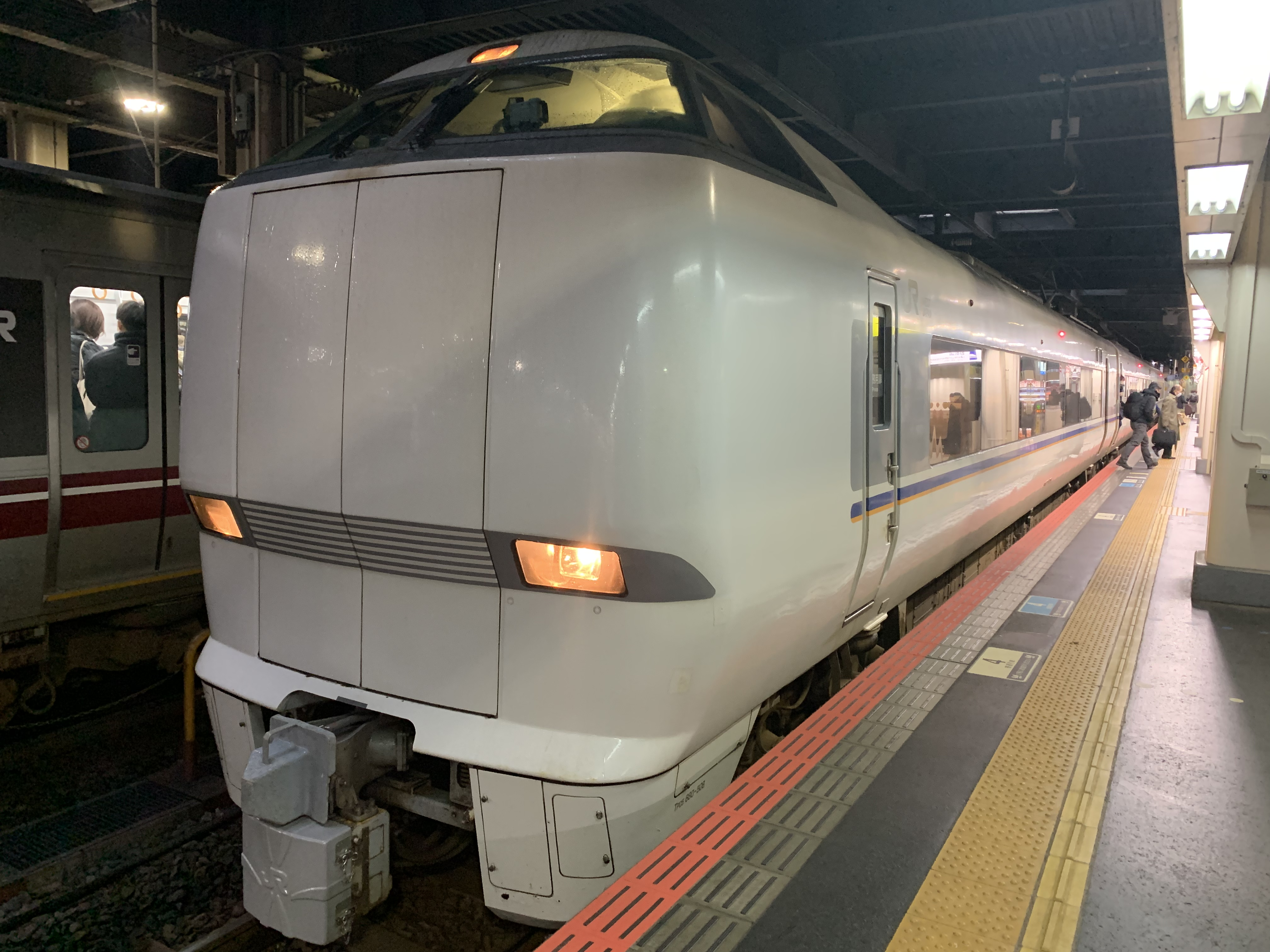
特急「おはようエクスプレス」（2022年 金沢駅）
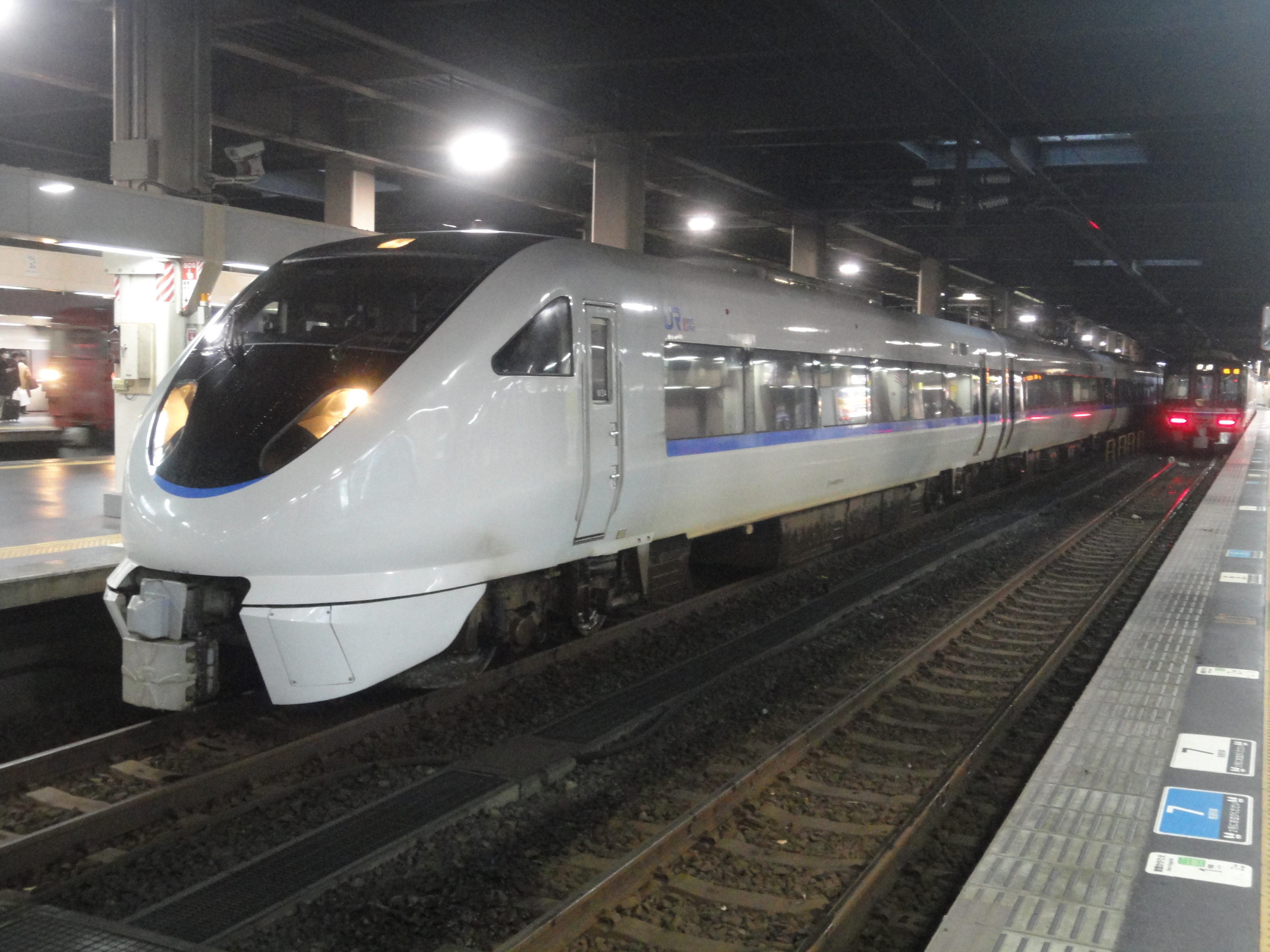
特急「ダイナスター」(2020年 金沢駅)
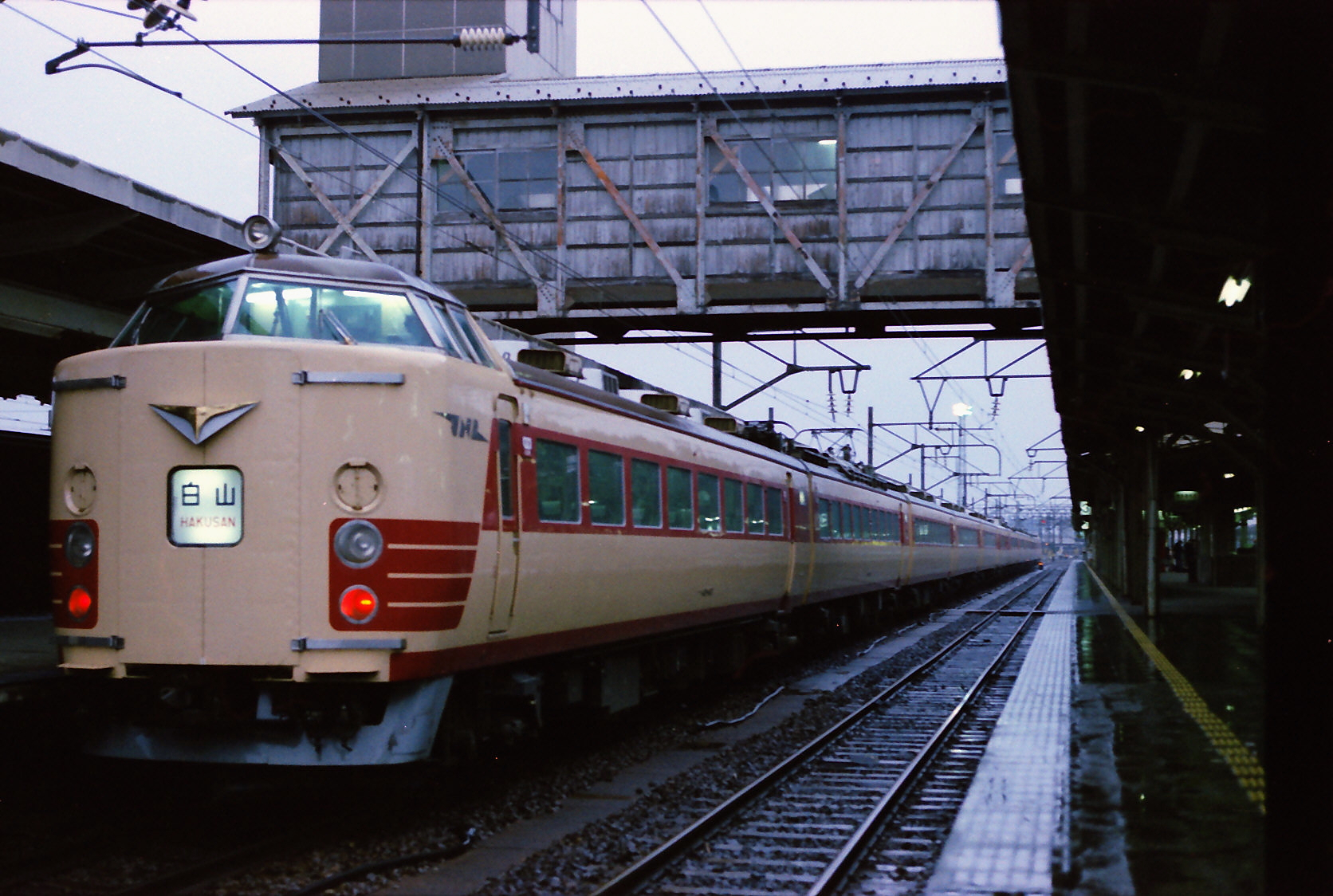
特急「白山」（1977年 金沢駅）
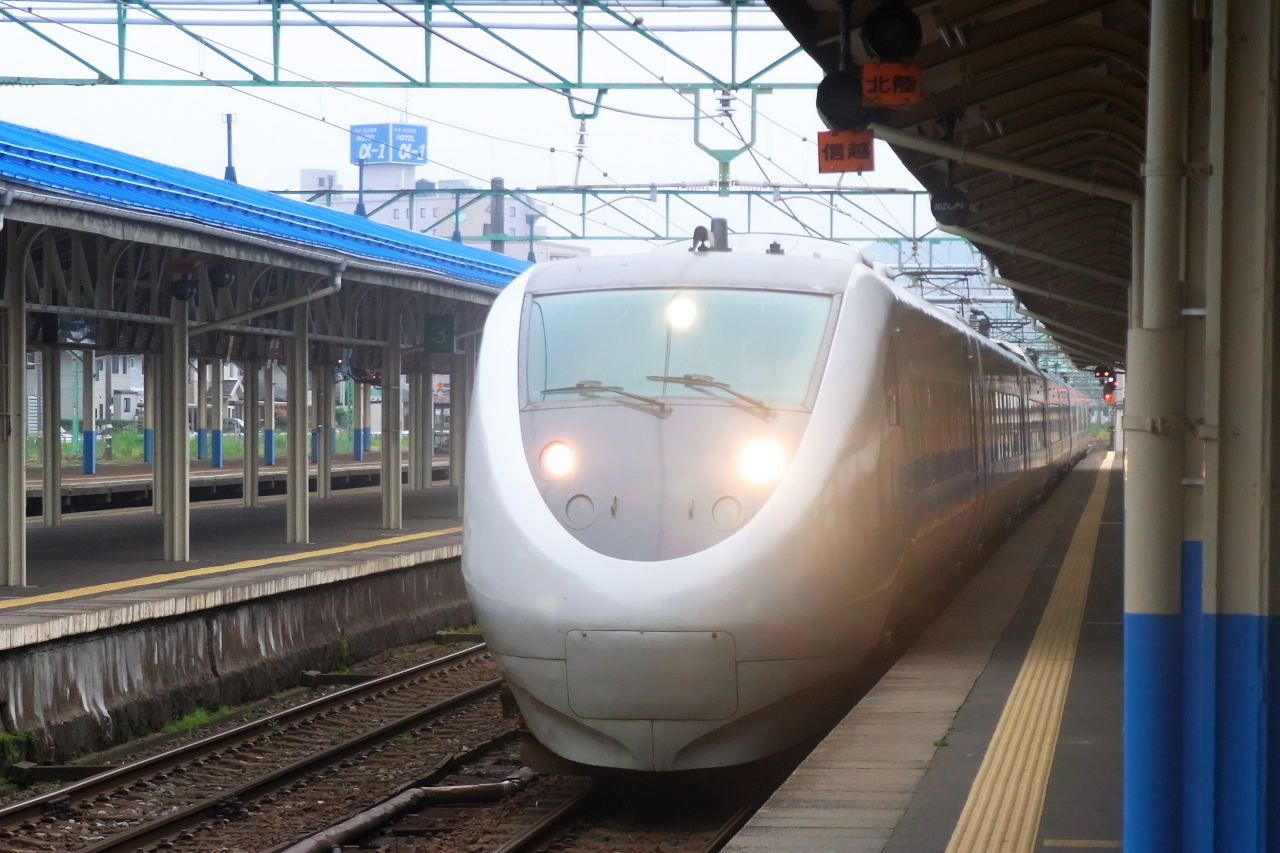
特急「はくたか」越後湯沢行き（2009年 直江津駅）
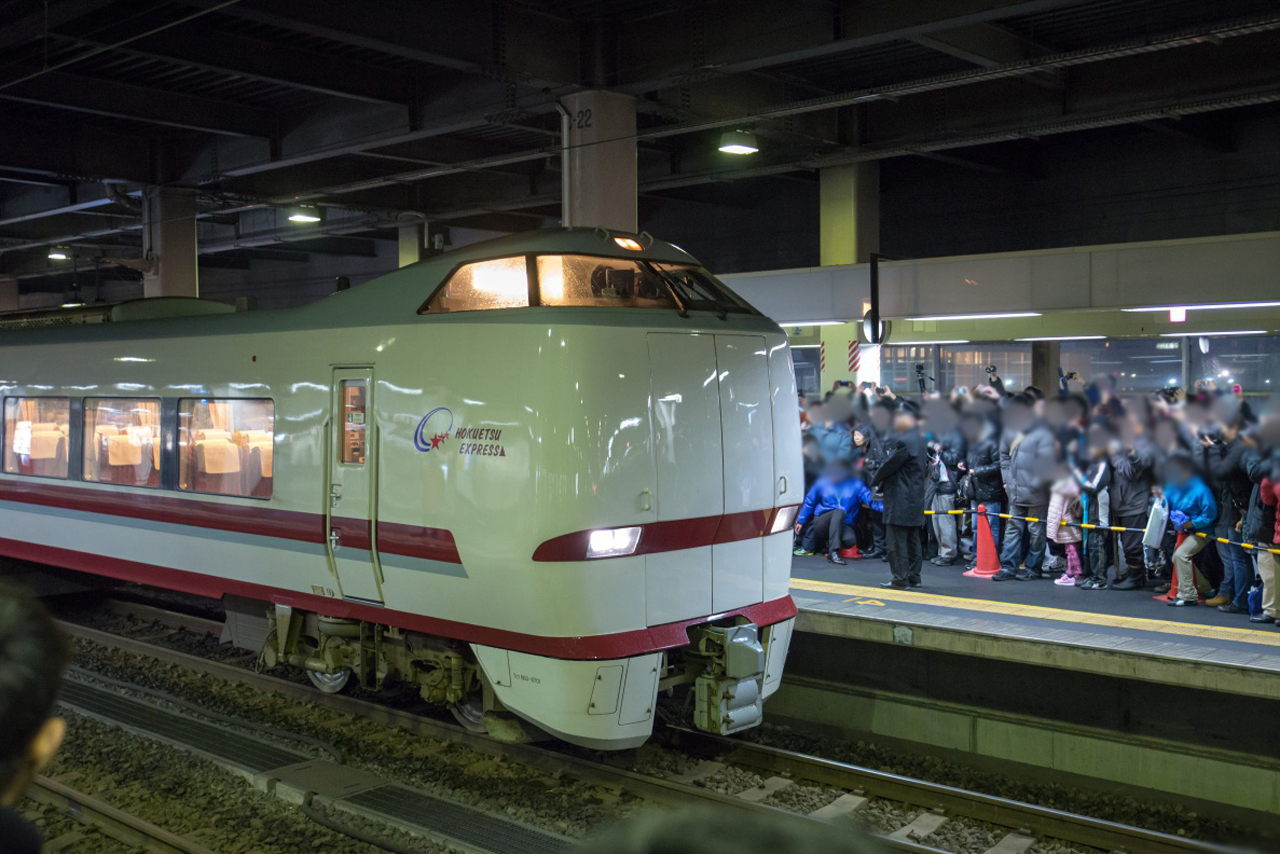
ラストランを迎えた特急「はくたか」（2015年 金沢駅)
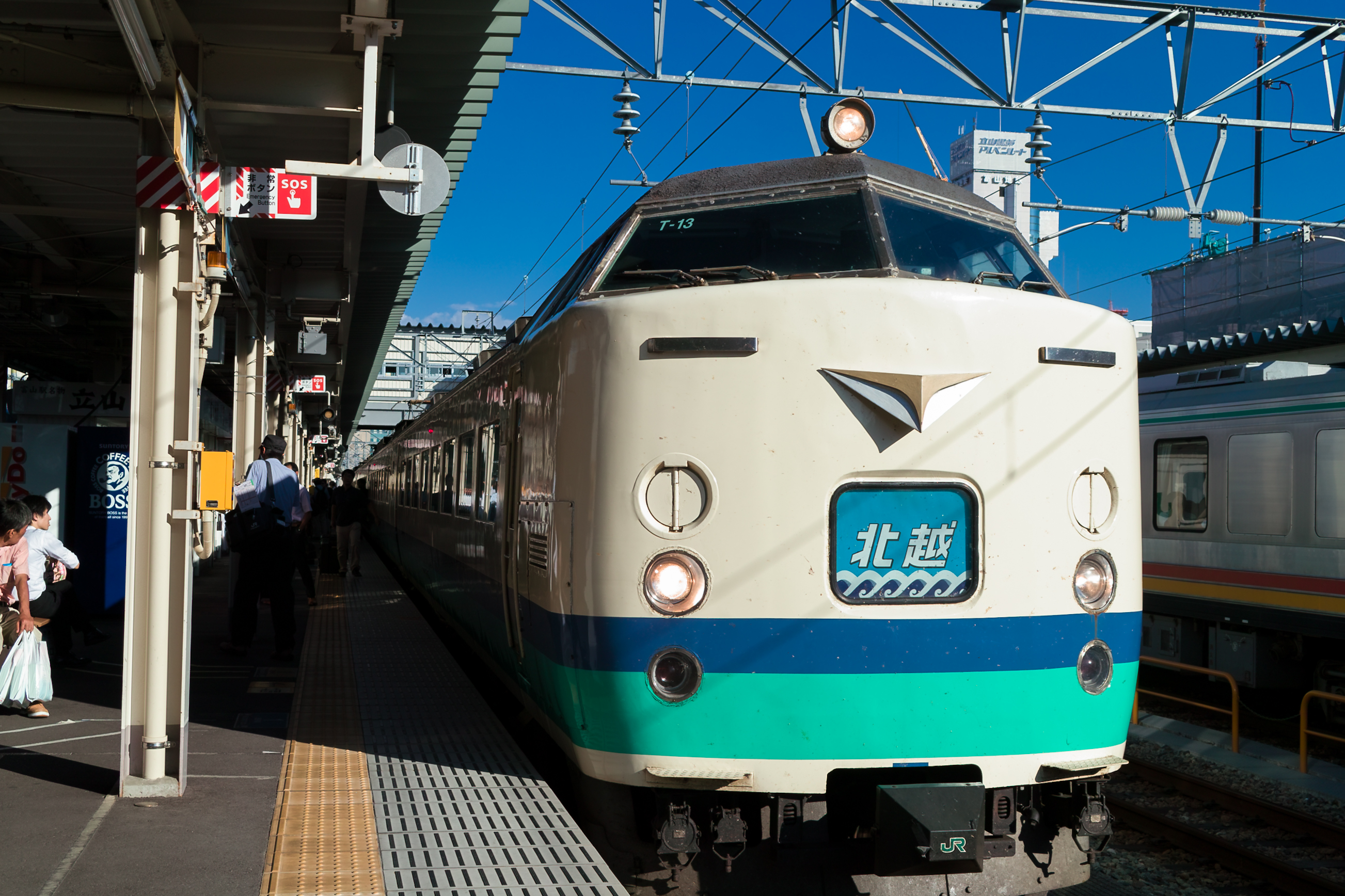
特急「北越」（2012年 富山駅）
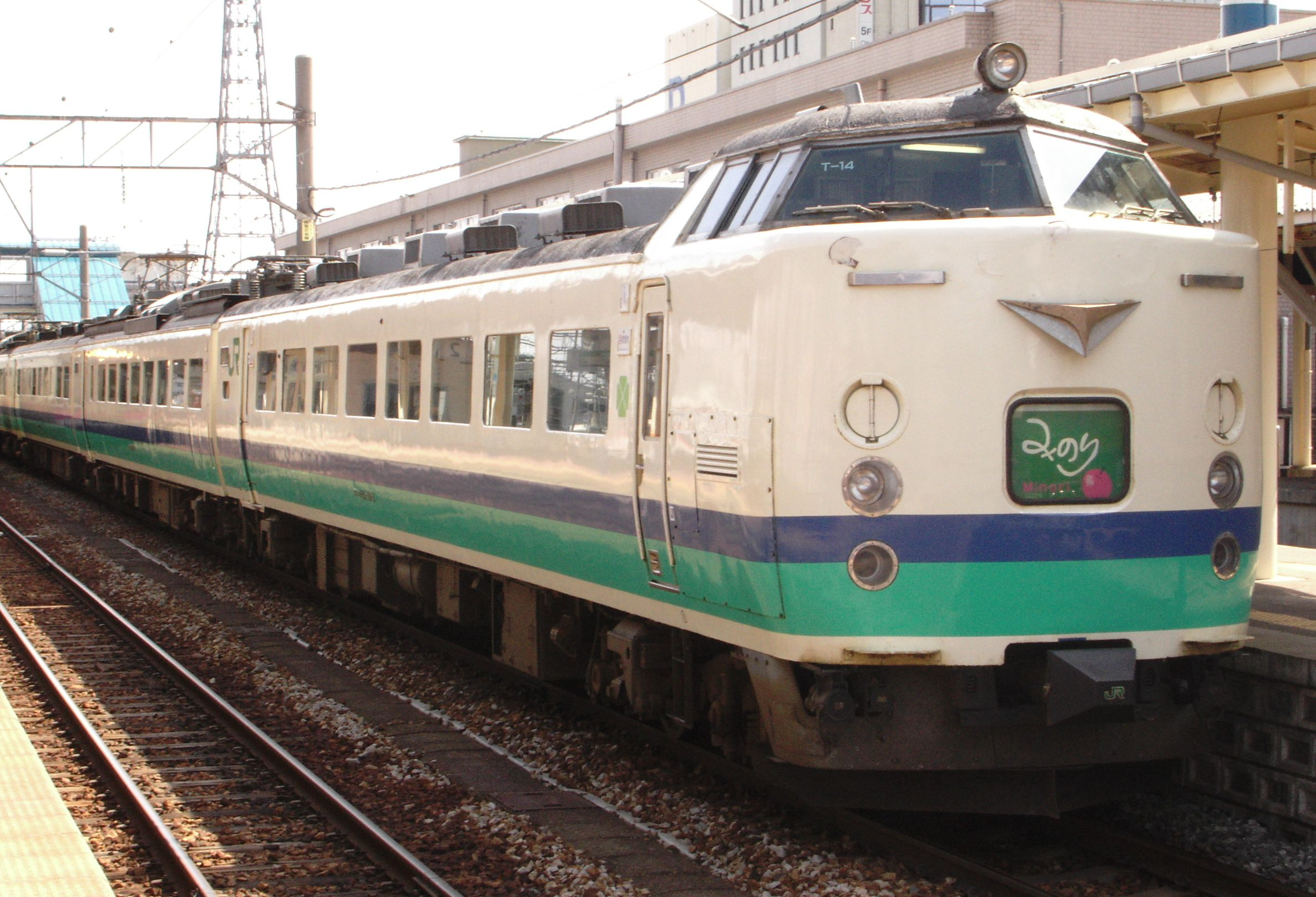
特急「みのり」
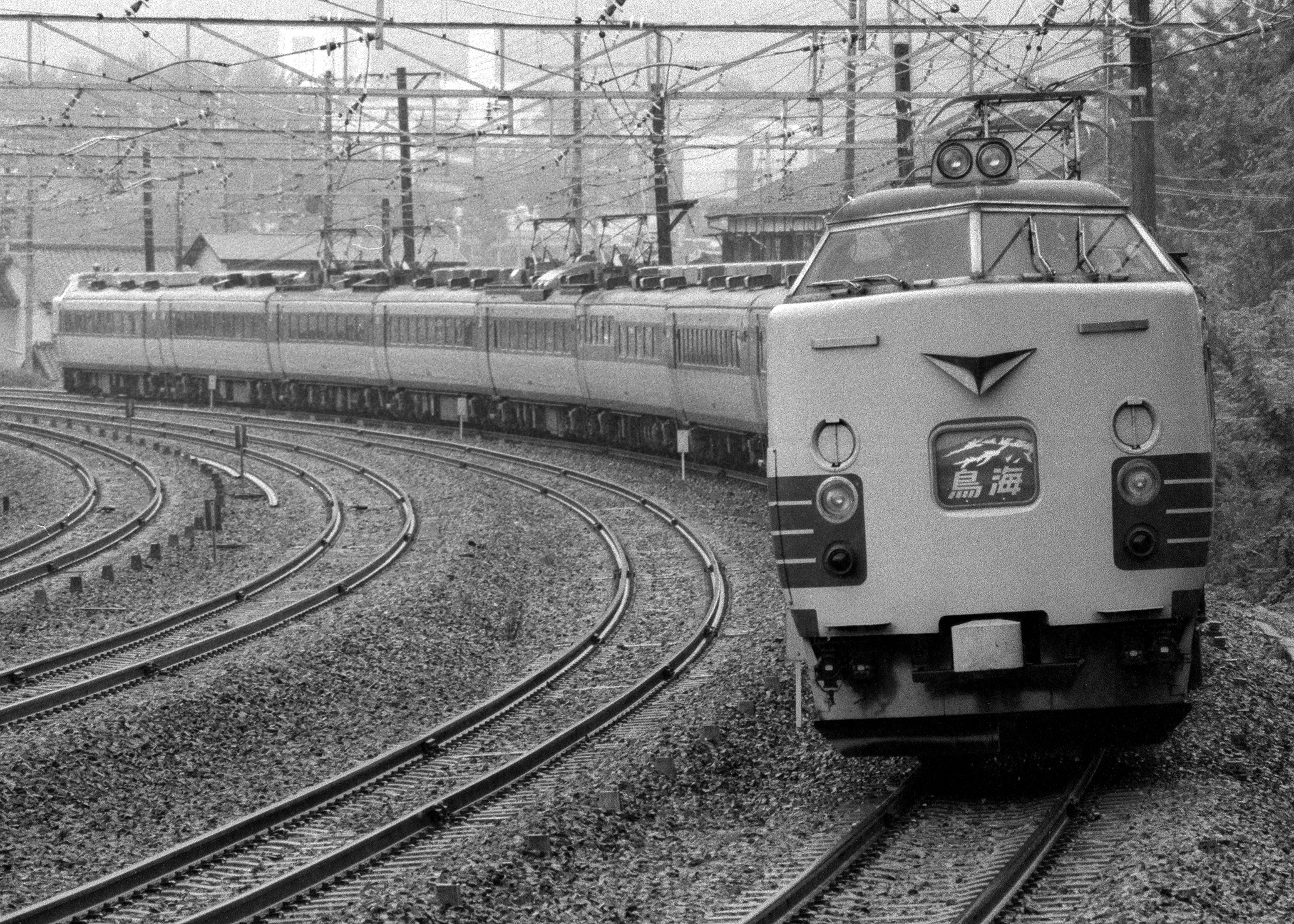
国鉄時代の特急「鳥海」
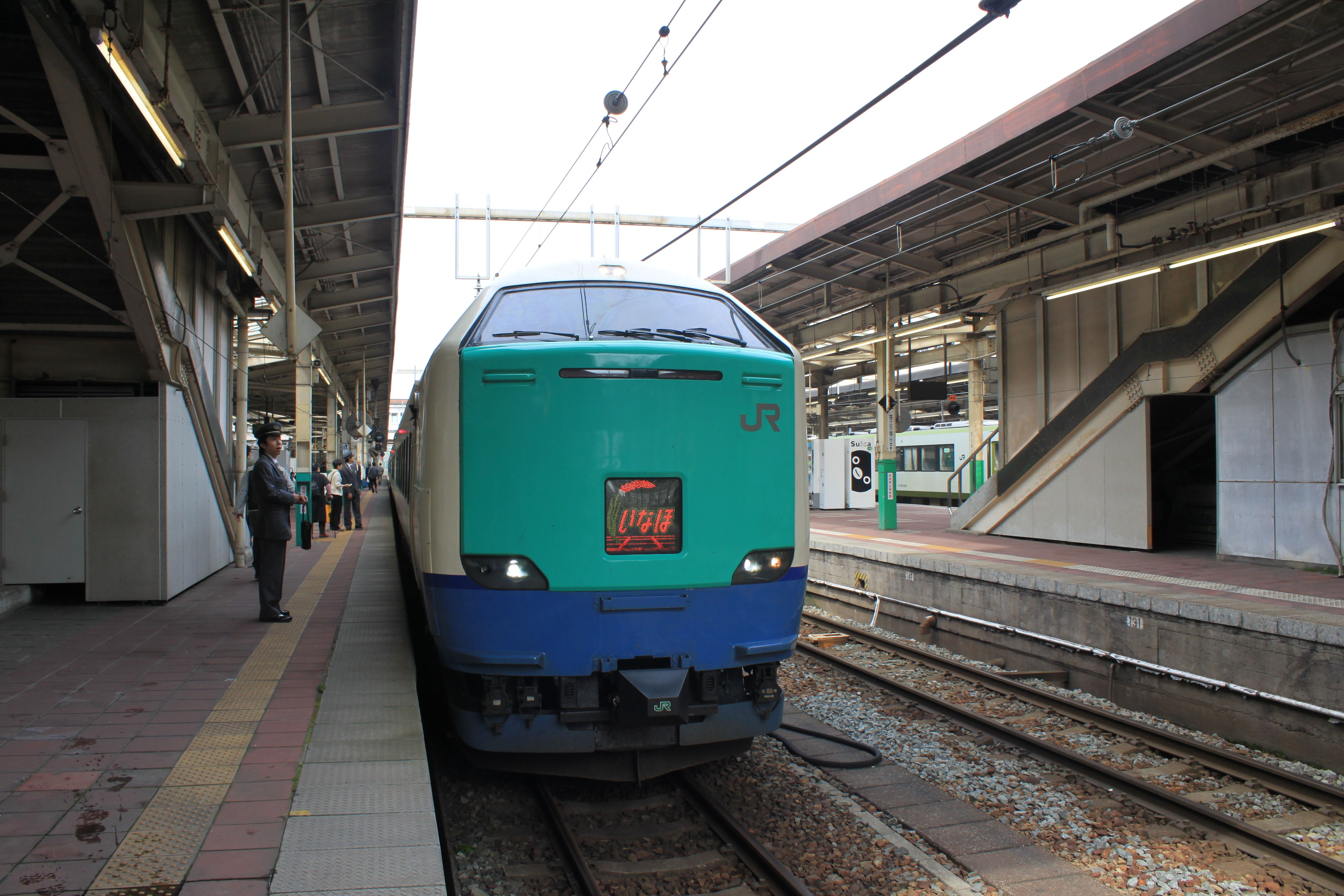
特急「いなほ」（2010年 新潟駅）
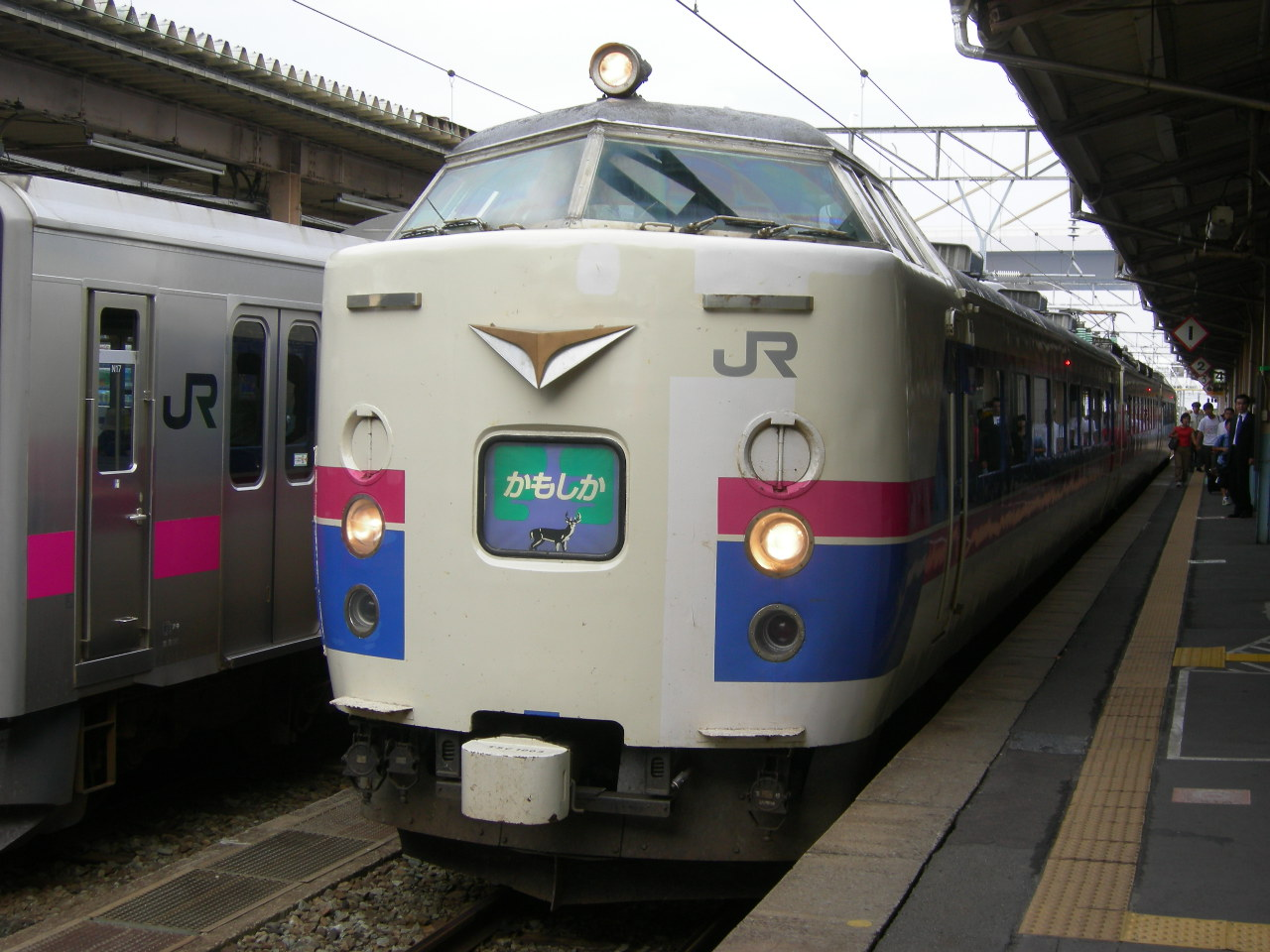
特急「かもしか」（2007年 秋田駅）
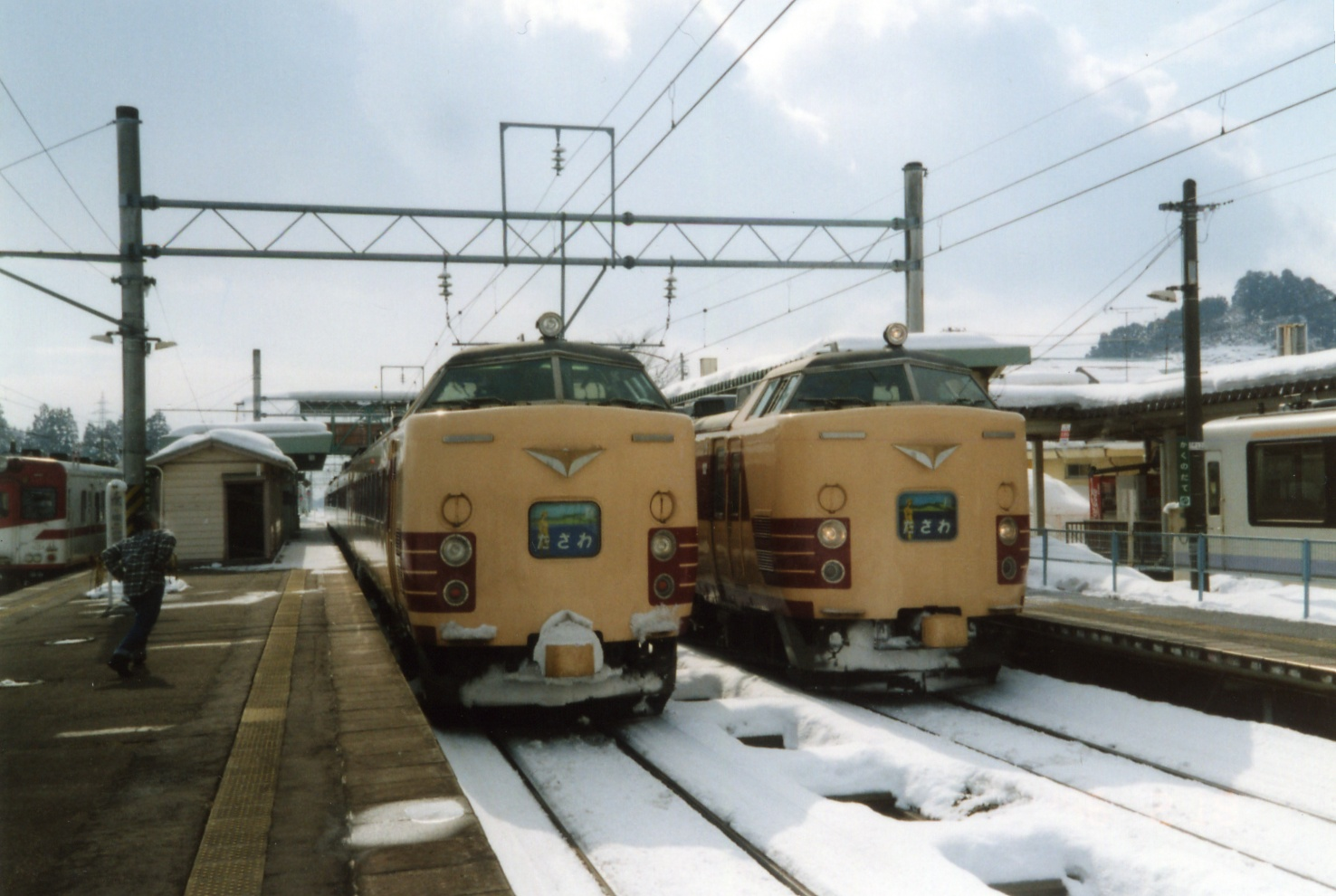
特急「たざわ」
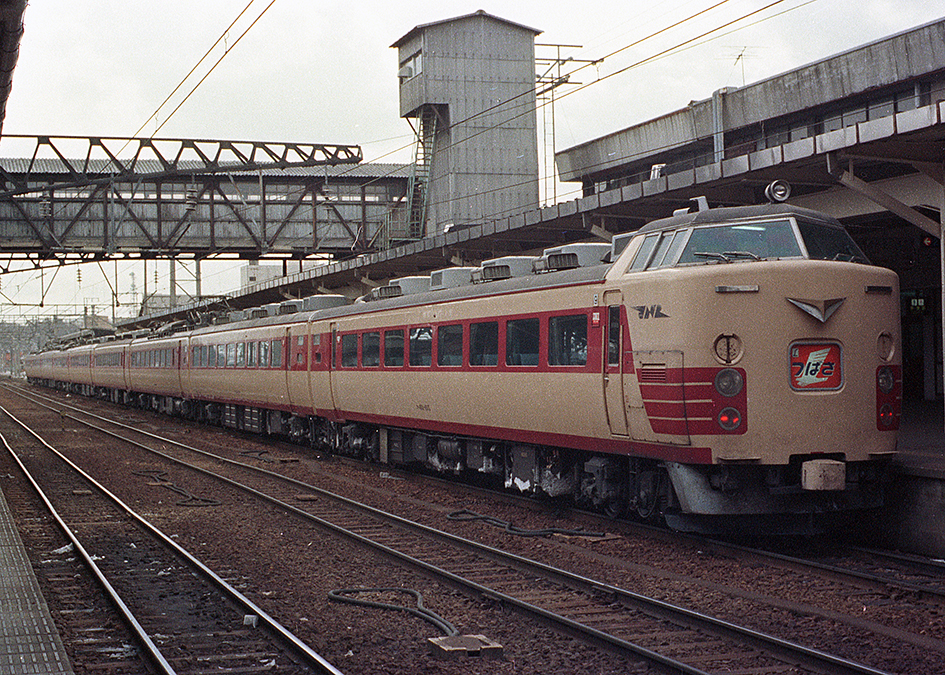
特急「つばさ」
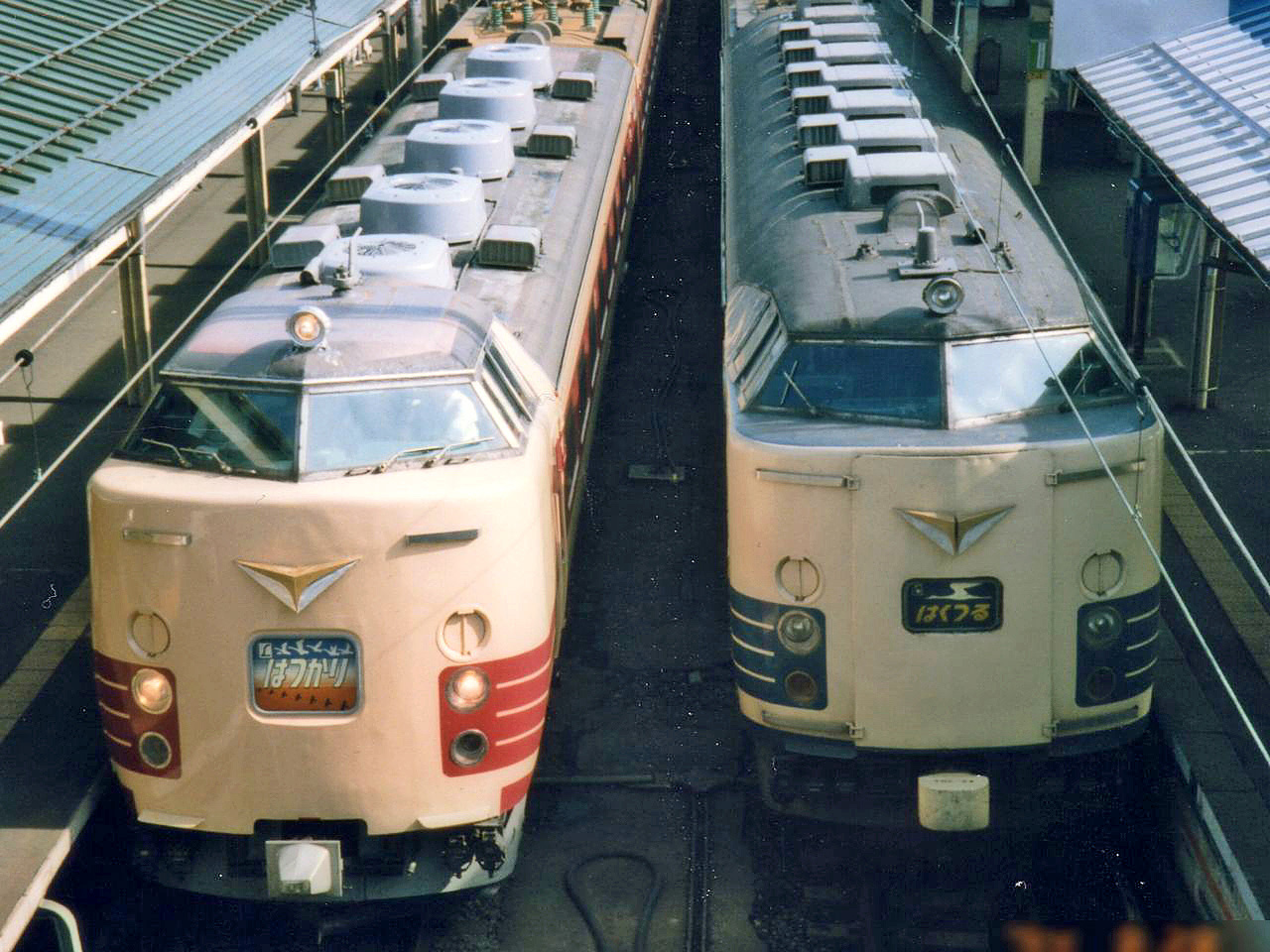
特急「はつかり」（左側 1994年 青森駅）
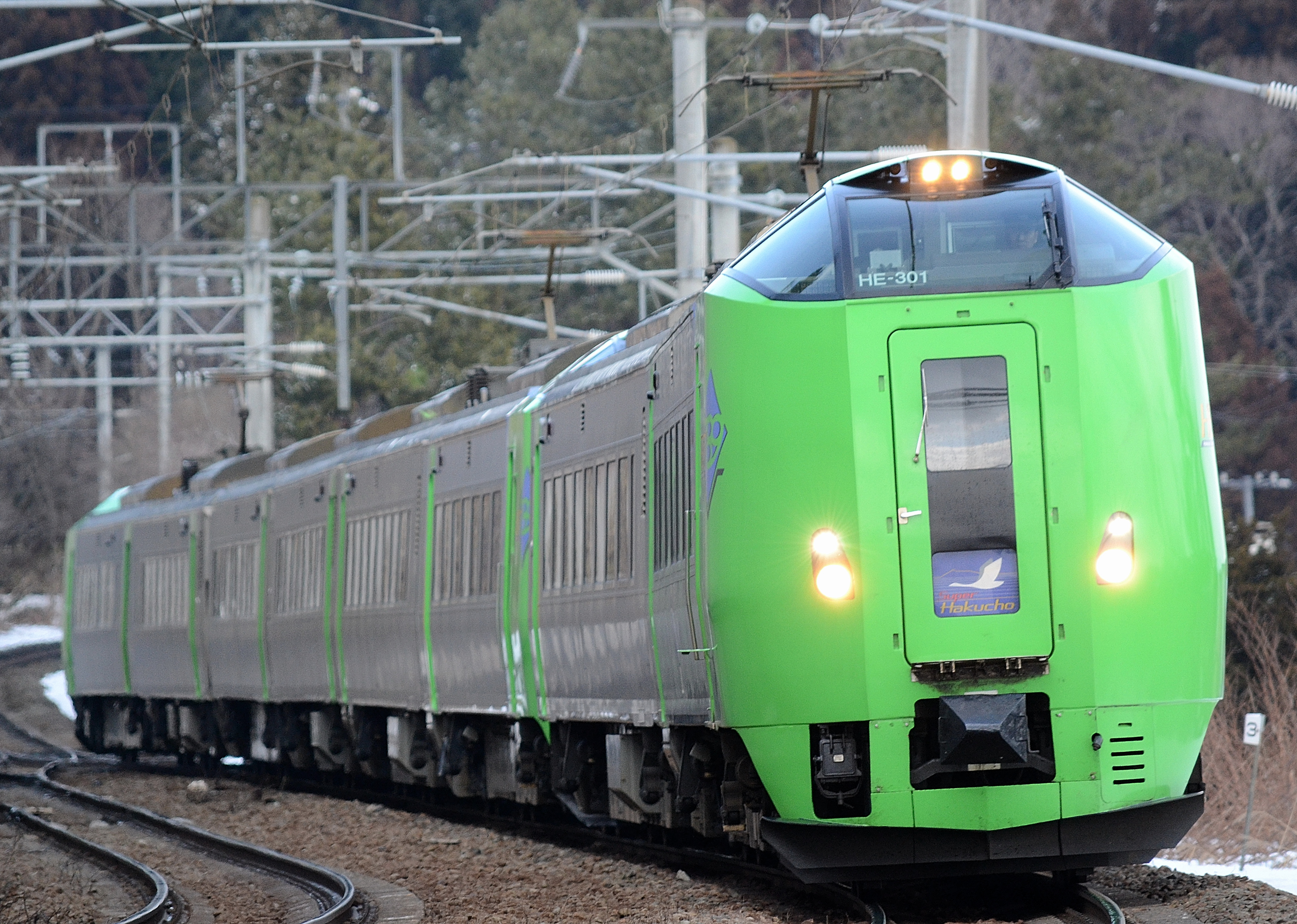
廃止直前の「スーパー白鳥」（2016年）

寝台特急列車
- 「日本海」（大阪駅 - 青森駅・函館駅間）1968年 - 2011年。函館駅発着列車は1988年 - 2008年。
- 「トワイライトエクスプレス」（大阪駅 - 札幌駅間）1989年 - 2015年。
- 「つるぎ」（大阪駅 - 新潟駅間）1972年 - 1994年。
- 「北陸」（金沢駅 - 上野駅間〈上越線経由〉）1975年 - 2010年。
- 「出羽」（上野駅 - 秋田駅間〈上越線経由〉）1982年 - 1993年。
- 「鳥海」（上野駅 - 青森駅間〈上越線経由〉）1990年 - 1997年。「あけぼの」に改称。
- 「あけぼの」（上野駅 - 青森駅間〈福島駅経由〉）1970年 - 1997年。
- 「あけぼの」（上野駅 - 青森駅間〈上越線経由〉）1997年 - 2015年。
- 「北斗星」（上野駅 - 札幌駅間〈東北本線経由〉）1988年 - 2015年。
- 「カシオペア」（上野駅 - 札幌駅間〈東北本線経由〉）1999年 - 2016年。

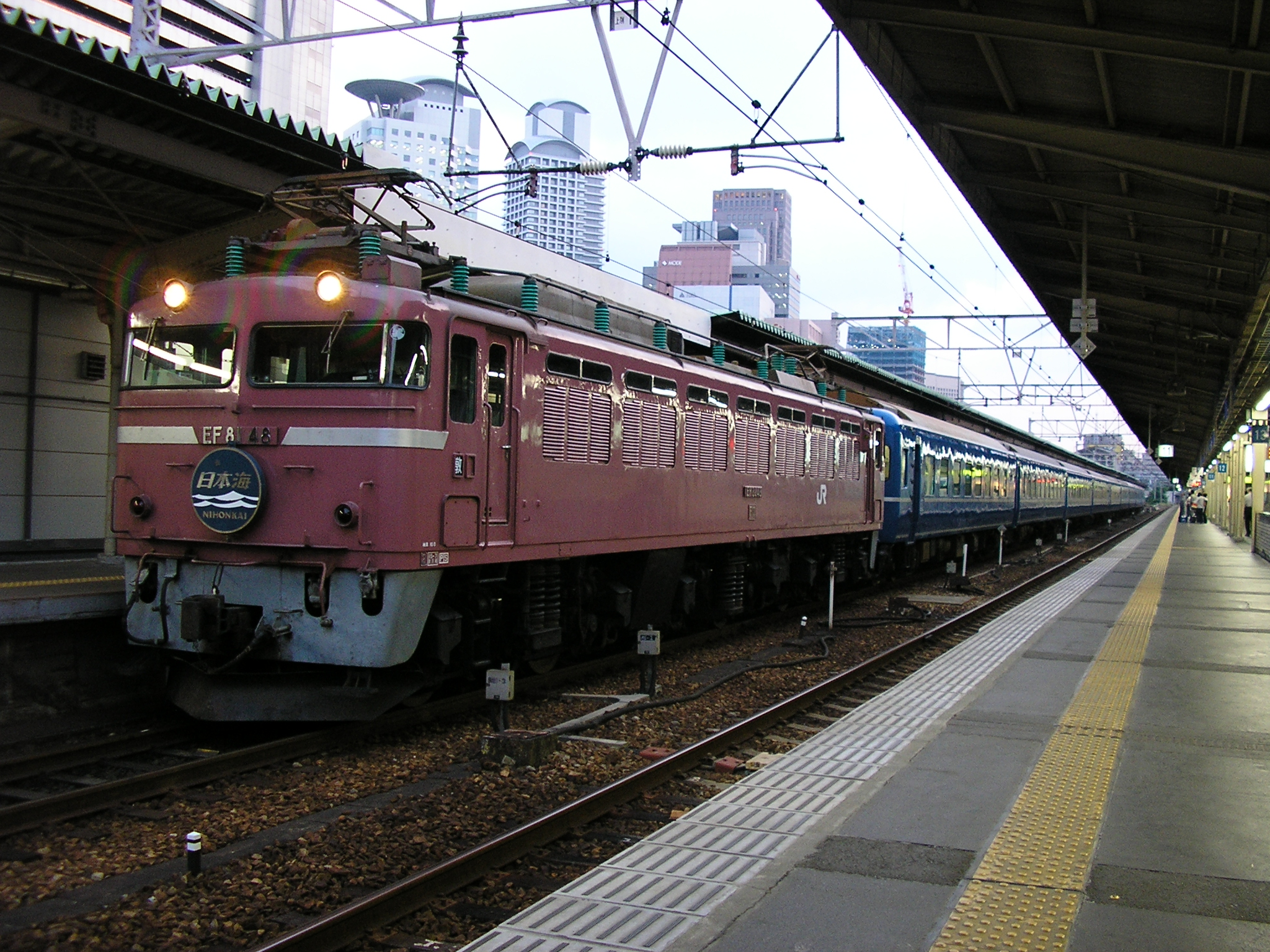
寝台特急「日本海」（2006年 大阪駅）
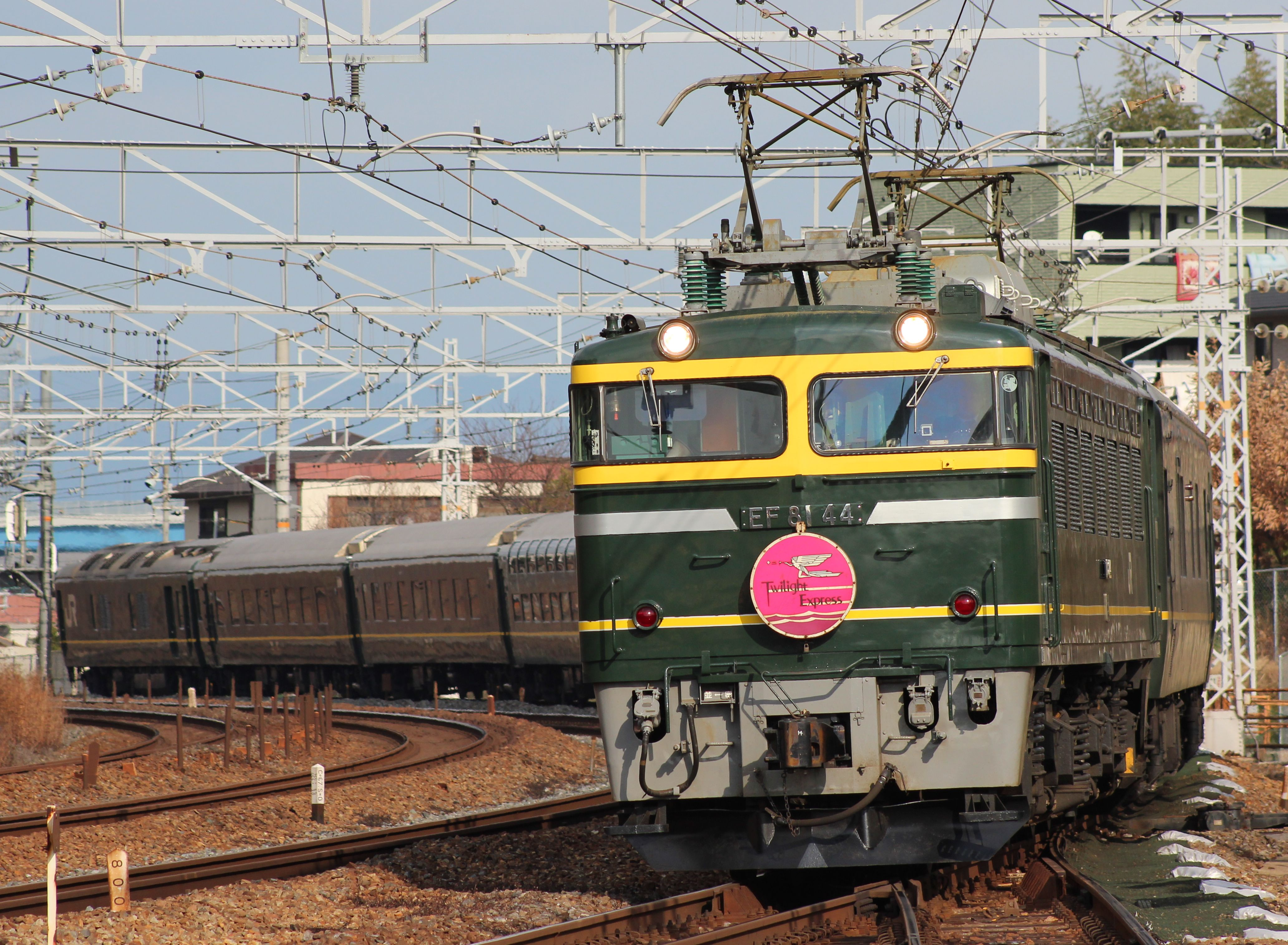
寝台特急「トワイライトエクスプレス」（2013年）
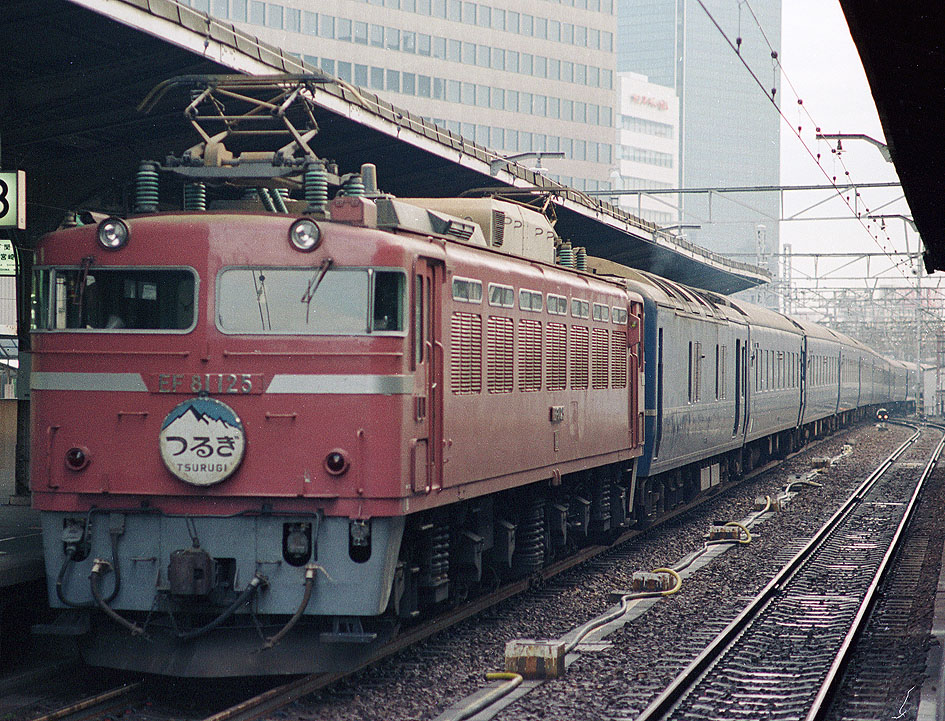
寝台特急「つるぎ」
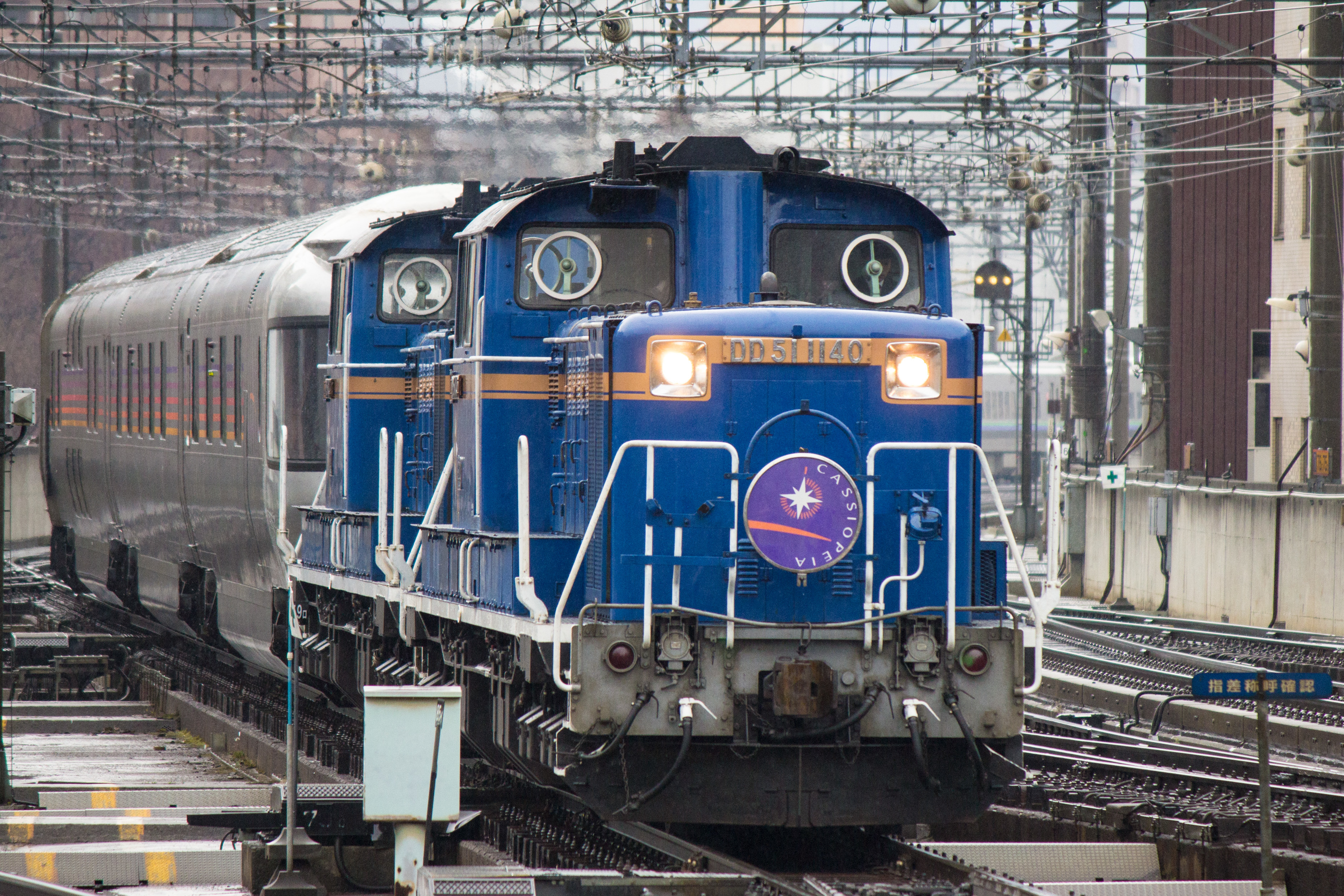
寝台特急「カシオペア」（2015年 札幌駅）

急行列車（昼行）
- 「越前」（大阪駅 - 金沢駅間）1962年 - 1963年、1964年 - 1965年。いずれも「加賀」に改称。
- 「ゆのくに」（大阪駅 - 金沢駅間）1963年 - 1965年、1968年 - 1982年。
- 「加賀」（大阪駅 - 金沢駅間）1963年 - 1968年。「ゆのくに」に統合され廃止。
- 「立山」（大阪駅 - 富山駅間）1956年 - 1985年。
- 「奥能登」（大阪駅 - 和倉駅・輪島駅間）1963年 - 1968年。
- 「越山」（大阪駅 - 富山駅間）1964年 - 1965年。
- 「越後」（大阪駅 - 新潟駅間）1968年 - 1978年。
- 「あさしお」（出雲市駅 - 金沢駅間〈小浜線経由〉）1964年 - 1968年。「大社」に統合。
- 「大社」（天橋立駅 - 名古屋駅・福井駅間〈小浜線経由〉）1966年 - 1982年。名古屋駅発着編成は1982年6月まで大社駅・出雲市駅 - 名古屋駅間の運転で1982年11月廃止。元あさしおの福井駅発着編成は1978年まで米子駅 - 金沢駅間の運転で、1982年11月に「はしだて」に改称。
- 「はしだて」（天橋立駅 - 福井駅間〈小浜線経由〉）1982年 - 1992年。
- 「兼六」（名古屋駅 - 金沢駅間）1966年 - 1975年。
- 「くずりゅう」（米原駅 - 金沢駅間）1966年 - 1985年。
- 「こがね・しろがね」（名古屋駅 - 富山駅 - 名古屋駅間〈片道は高山本線経由〉）1966年 - 1972年。
- 「ひだ」（金沢駅 - 名古屋駅間〈高山本線経由〉）1966年 - 1968年。「のりくら」に改称。
- 「のりくら」（金沢駅 - 名古屋駅間〈高山本線経由〉）金沢駅発着列車は1968年 - 1985年。1984年まで七尾線・能登線直通列車あり。
- 「白馬」（金沢駅 - 松本駅間〈大糸線経由〉）1971年 - 1982年。
- 「しらゆき」（金沢駅 - 青森駅間）1963年 - 1982年。
- 「白山」（金沢駅 - 上野駅間〈長野駅経由〉）1954年 - 1972年。特急に格上げ。
- 「ひめかわ」（青海駅 - 新潟駅間〈越後線経由〉）1966年 - 1982年。1968年まで長岡駅経由、1969年まで糸魚川駅 - 新潟駅間の運転。
- 「くびき」（田口駅 - 新潟駅間）1966年 - 1968年。
- 「赤倉」（名古屋駅 - 新潟駅間〈長野駅経由〉）1962年 - 1982年。
- 「よねやま」（上田駅 - 新潟駅間）1966年 - 1972年。「とがくし」に改称。
- 「とがくし」（上田駅・長野駅 - 新潟駅間）1972年 - 1988年。「赤倉」に改称。
- 「南越後」（松本駅 - 新潟駅間）1985年 - 1988年。「赤倉」に改称。
- 「赤倉」（小諸駅・長野駅・松本駅 - 新潟駅間）1988年 - 1997年。
- 「よねやま」（上野駅 - 直江津駅間〈上越線経由〉）1972年 - 1985年。
- 「越路」（上野駅 - 新潟駅間）1952年 - 1965年。「佐渡」に統合。
- 「佐渡」（上野駅 - 新潟駅間）1956年 - 1985年。
- 「弥彦」（上野駅 - 新潟駅間）1962年 - 1965年。「佐渡」に統合。
- 「ゆきぐに」（上野駅 - 新潟駅間）1963年 - 1965年。「佐渡」に統合。
- 「うおの」（十日町駅 - 新潟駅間）1966年 - 1982年。
- 「ゆざわ」（越後湯沢駅 - 新潟駅間）1966年 - 1972年。
- 「いいで」（上野駅 - 新潟駅間〈磐越西線経由〉）1963年 - 1982年。
- 「あがの」（福島駅 - 新潟駅間〈磐越西線経由〉）1966年 - 1985年。1982年まで仙台駅 - 新潟駅間〈磐越西線経由〉の運転。快速に格下げ。
- 「羽越」（新潟駅 - 秋田駅間）1968年 - 1982年。
- 「鳥海」（上野駅 - 秋田駅間〈上越線経由〉）1965年 - 1982年。
- 「あさひ」（新潟駅 - 仙台駅間〈米坂線経由〉）1966年 - 1982年。「べにばな」に改称。
- 「べにばな」（新潟駅 - 山形駅間〈米坂線経由〉）1982年 - 1991年。1985年まで新潟駅 - 仙台駅間〈米坂線経由〉の運転。快速に格下げ。
- 「月山」（山形駅 - 酒田駅・吹浦駅間〈仙山線経由〉）1966年 - 1992年。1982年まで仙台駅発着列車あり。1972年まで鶴岡駅、同年 - 1986年は鼠ヶ関駅発着列車あり。快速に格下げ。
- 「もがみ」（仙台駅・米沢駅 - 酒田駅・羽後本荘駅間〈陸羽東線経由〉）1966年 - 1986年。羽後本荘駅発着列車は1968年から。
- 「千秋」（仙台駅・米沢駅 - 青森駅間〈陸羽東線経由〉）1966年 - 1983年。
- 「こまくさ」（山形駅 - 青森駅間）1978年 - 1982年。
- 「むつ」（秋田駅 - 青森駅間）1965年 - 1985年。特急に格上げ。1968年まで仙台駅 - 青森駅 - 秋田駅間の運転。
- 「よねしろ」（秋田駅 - 陸中花輪駅間）1986年 - 2002年。
- 「よねしろ」（秋田駅 - 盛岡駅間〈花輪線経由〉）1966年 - 1968年。「はちまんたい」に改称。
- 「はちまんたい」（秋田駅 - 盛岡駅間〈花輪線経由〉）1968年 - 1972年。
- 「さんりく」（仙台駅 - 弘前駅間〈釜石線・山田線・花輪線経由〉）1966年。「陸中」に改称。
- 「陸中」（秋田駅 - 仙台駅間〈花輪線・山田線・釜石線経由〉）1966年 - 1972年。
- 「よねしろ」（盛岡駅 - 弘前駅間〈花輪線経由〉）1970年 - 1985年。1972年までは仙台駅 - 秋田駅間〈花輪線経由〉、1972年 - 1982年は宮古駅・盛岡駅 - 秋田駅間〈花輪線経由〉の運転。
- 「みちのく」（上野駅 - 弘前駅間〈花輪線経由〉）花輪線直通編成は1965年 - 1970年。1966年まで上野駅 - 大鰐駅間〈花輪線経由〉の運転。
- 「しもきた」（大鰐駅・碇ヶ関駅 - 盛岡駅間〈青森駅経由〉）1966年 - 1982年。
- 「岩木」（深浦駅 - 青森駅・鮫駅間）1968年。「深浦」に改称。
- 「深浦」（深浦駅 - 陸中八木駅間）1968年 - 1982年。1972年まで深浦駅 - 青森駅・鮫駅間の運転。

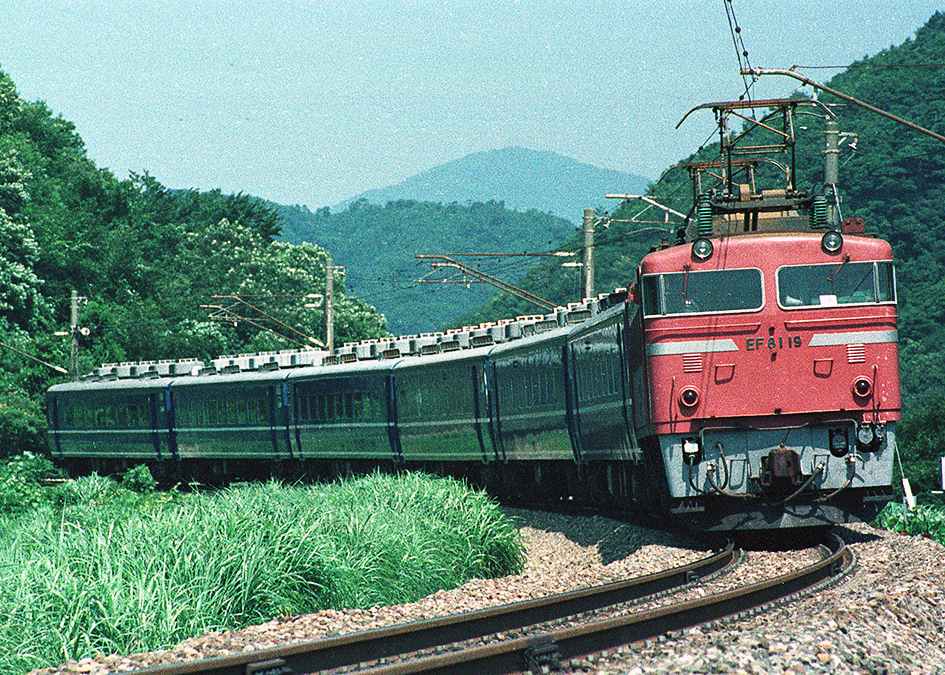
臨時運行された急行「加賀」（1985年 新疋田駅付近）
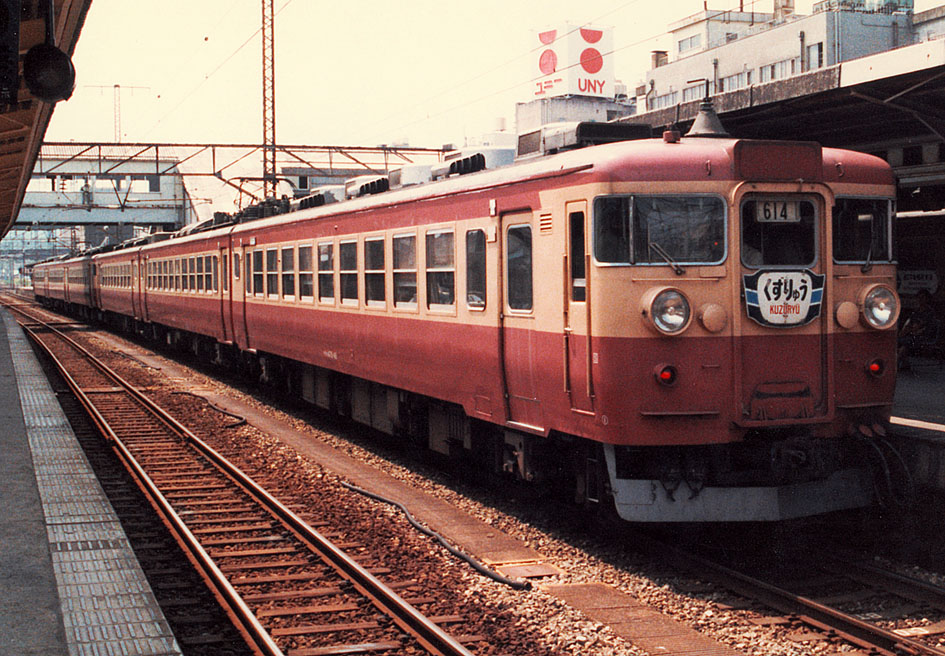
急行「くずりゅう」
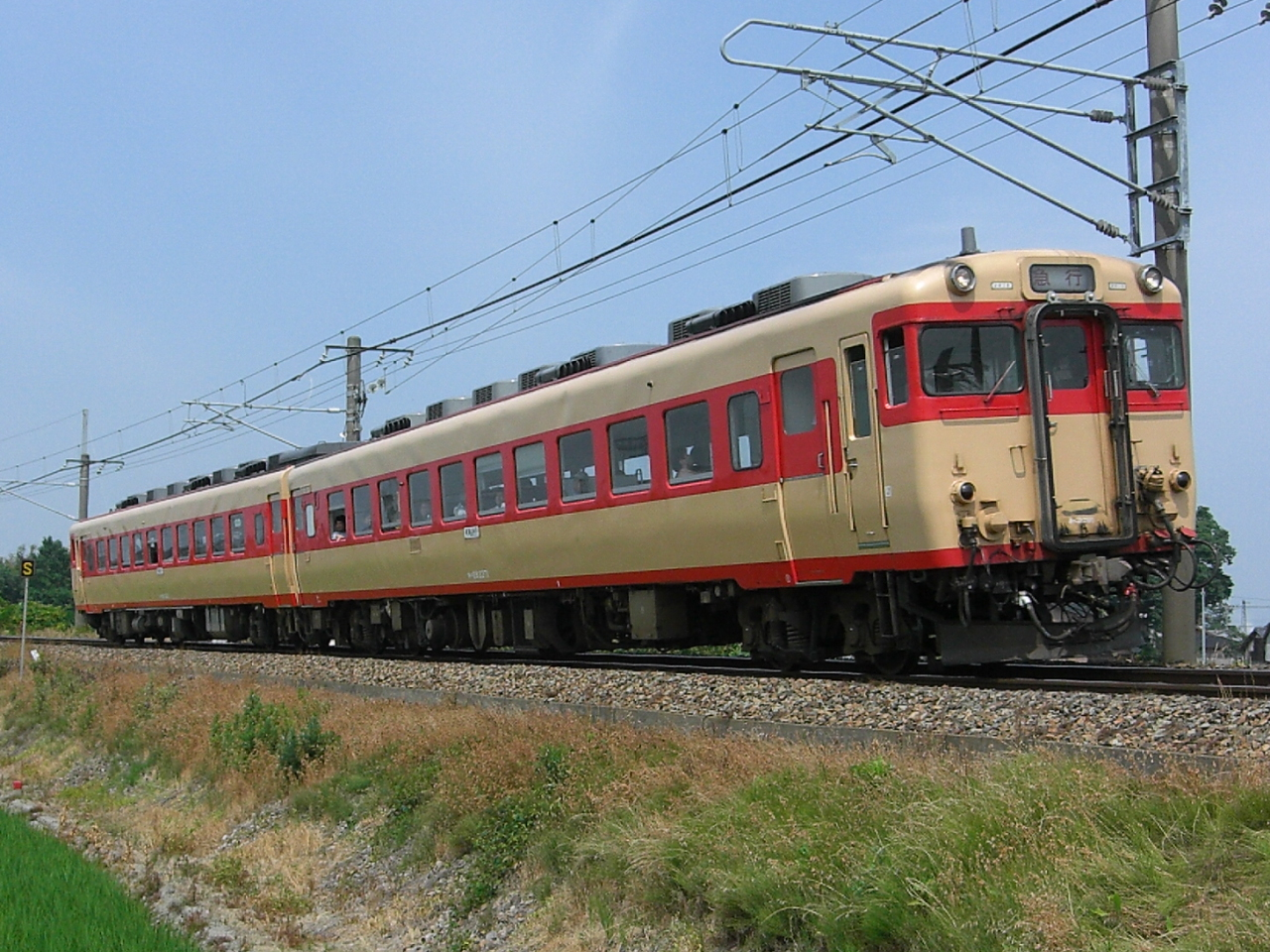
リバイバル運転された急行「あさひ」

急行列車（夜行）
- 「能登」（東京駅 - 金沢駅間〈米原駅経由〉）1959年 - 1968年。
- 「日本海」（大阪駅 - 青森駅間）1947年 - 1968年。愛称は特急に転用、列車は「きたぐに」に改称。
- 「つるぎ」（大阪駅 - 富山駅間）1963年 - 1968年。「立山」に統合。
- 「金星」（大阪駅 - 富山駅間）1965年 - 1968年。「つるぎ」に改称。
- 「つるぎ」（大阪駅 - 新潟駅間）1968年 - 1972年。特急に格上げ。
- 「きたぐに」（大阪駅 - 新潟駅間）1968年 - 2012年。1982年まで大阪駅 - 青森駅間の運転。
- 「北陸」（福井駅・金沢駅 - 上野駅間〈上越線経由〉）1947年 - 1975年。1953年 - 1956年は大阪駅 - 上野駅間の運転。特急に格上げ。
- 「黒部」（金沢駅 - 上野駅間〈長野駅経由〉）1961年 - 1968年。
- 「越前」（福井駅 - 上野駅間〈長野駅経由〉）1965年 - 1982年。
- 「能登」（金沢駅 - 上野駅間〈上越線経由〉）1975年 - 2010年。1993年 - 2001年は福井駅 - 上野駅間の運転。1997年まで長野駅経由。
- 「越後」（上野駅 - 新潟駅間）1963年 - 1965年。「越路」に改称。
- 「越路」（上野駅 - 新潟駅間）1965年 - 1968年。「佐渡」に統合。
- 「佐渡」（上野駅 - 新潟駅間）夜行は1968年 - 1982年。
- 「津軽」（上野駅 - 青森駅間〈上越線経由〉）1954年 - 1956年。「羽黒」に改称。
- 「羽黒」（上野駅 - 秋田駅間〈上越線経由〉）1956年 - 1968年。
- 「鳥海」（上野駅 - 秋田駅間〈上越線経由〉）夜行は1968年 - 1982年。
- 「天の川」（上野駅 - 秋田駅間〈上越線経由〉）1963年 - 1994年。1972年まで上野駅 - 新潟駅間の運転。
- 「出羽」（上野駅 - 酒田駅間〈陸羽西線経由〉）1963年 - 1982年。
- 「津軽」（上野駅 - 青森駅間〈福島駅経由〉）1956年 - 1993年。
- 「はまなす」（青森駅 - 札幌駅間）1988年 - 2016年。

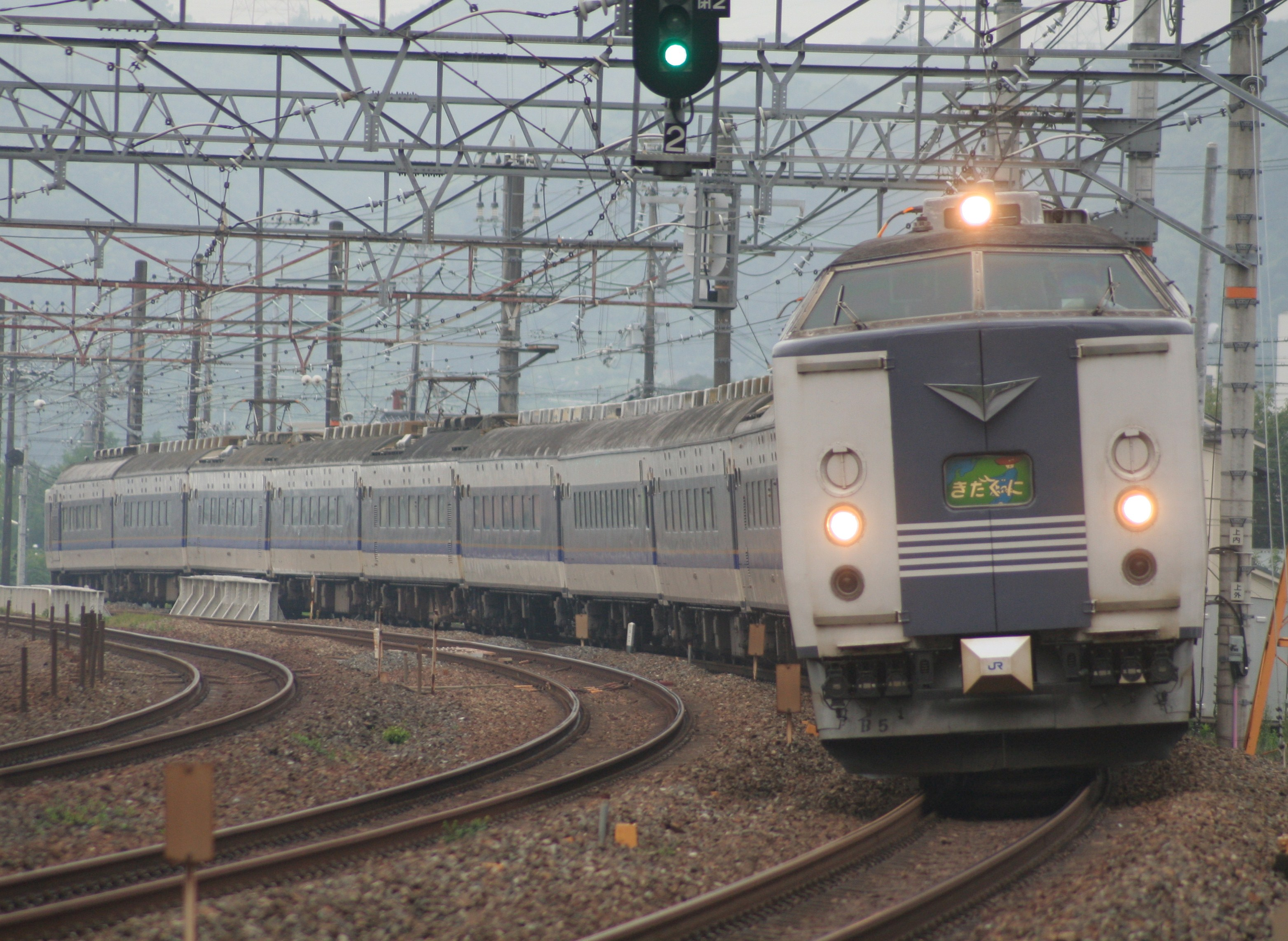
急行「きたぐに」（東海道本線 山崎駅-島本駅）
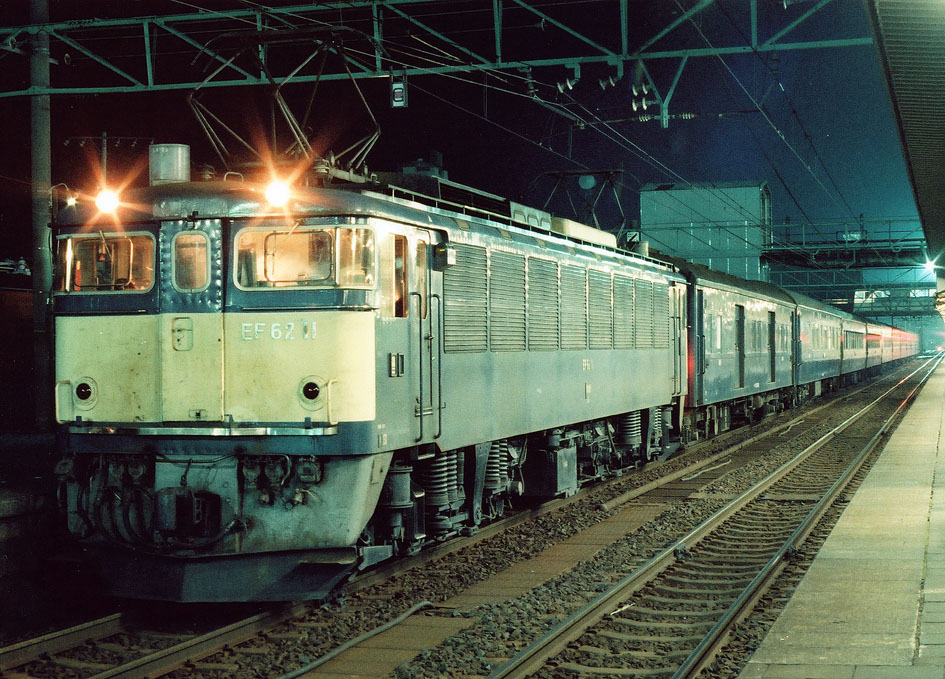
急行「越前」
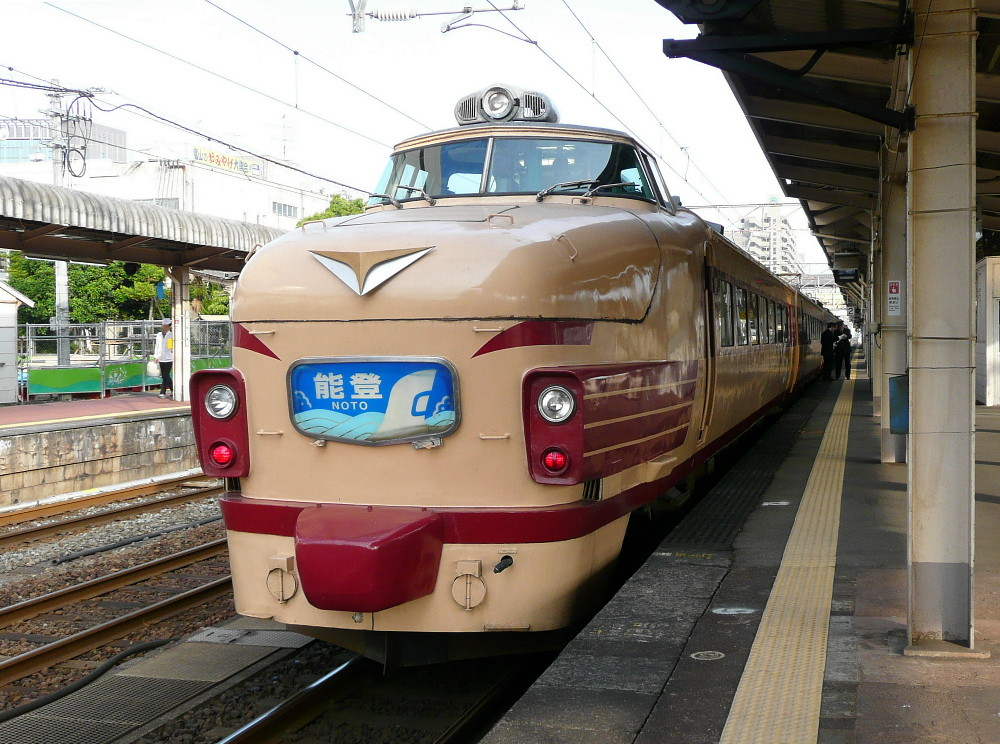
急行「能登」（2007年）
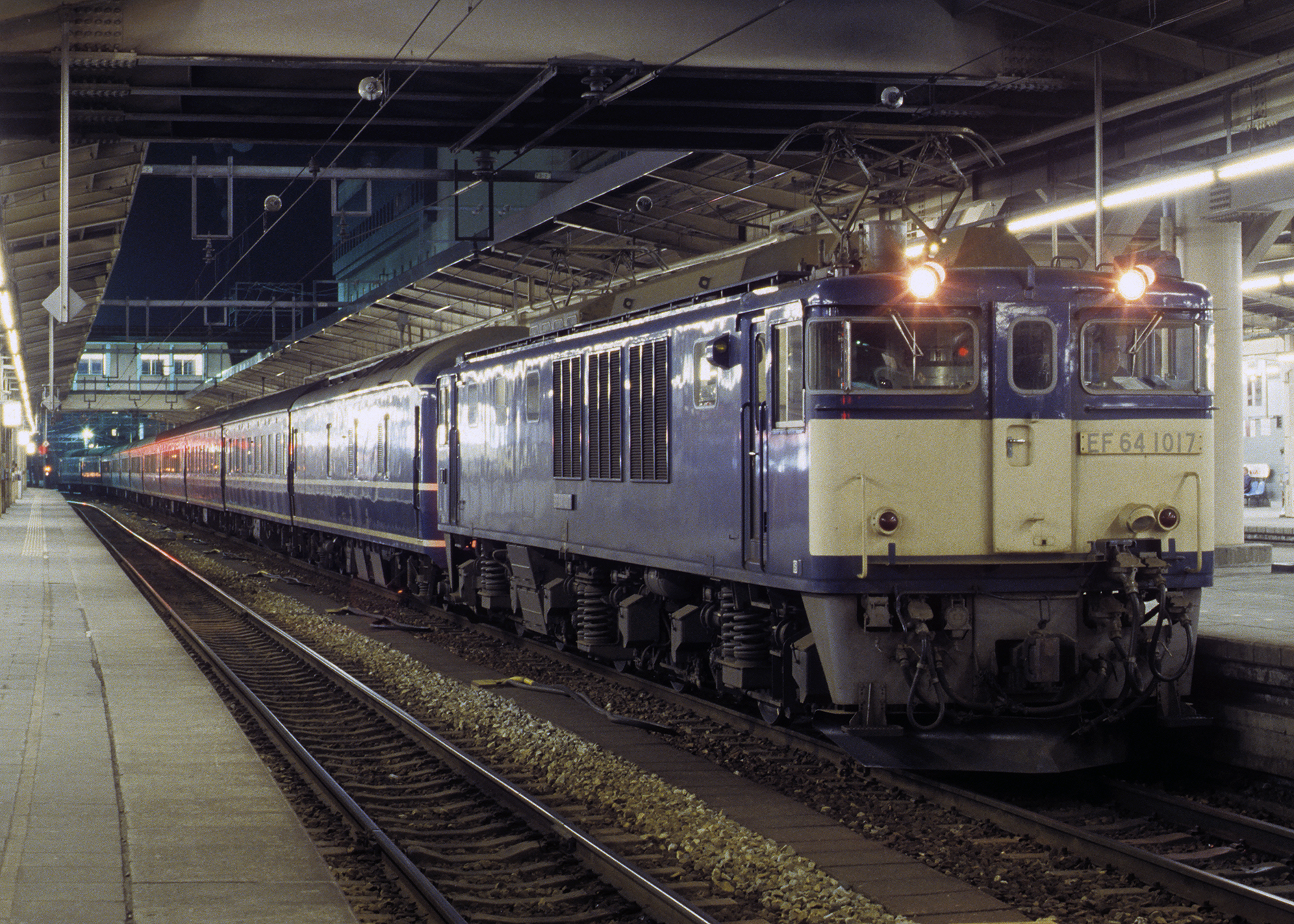
寝台急行「天の川」（1985年 新潟駅）
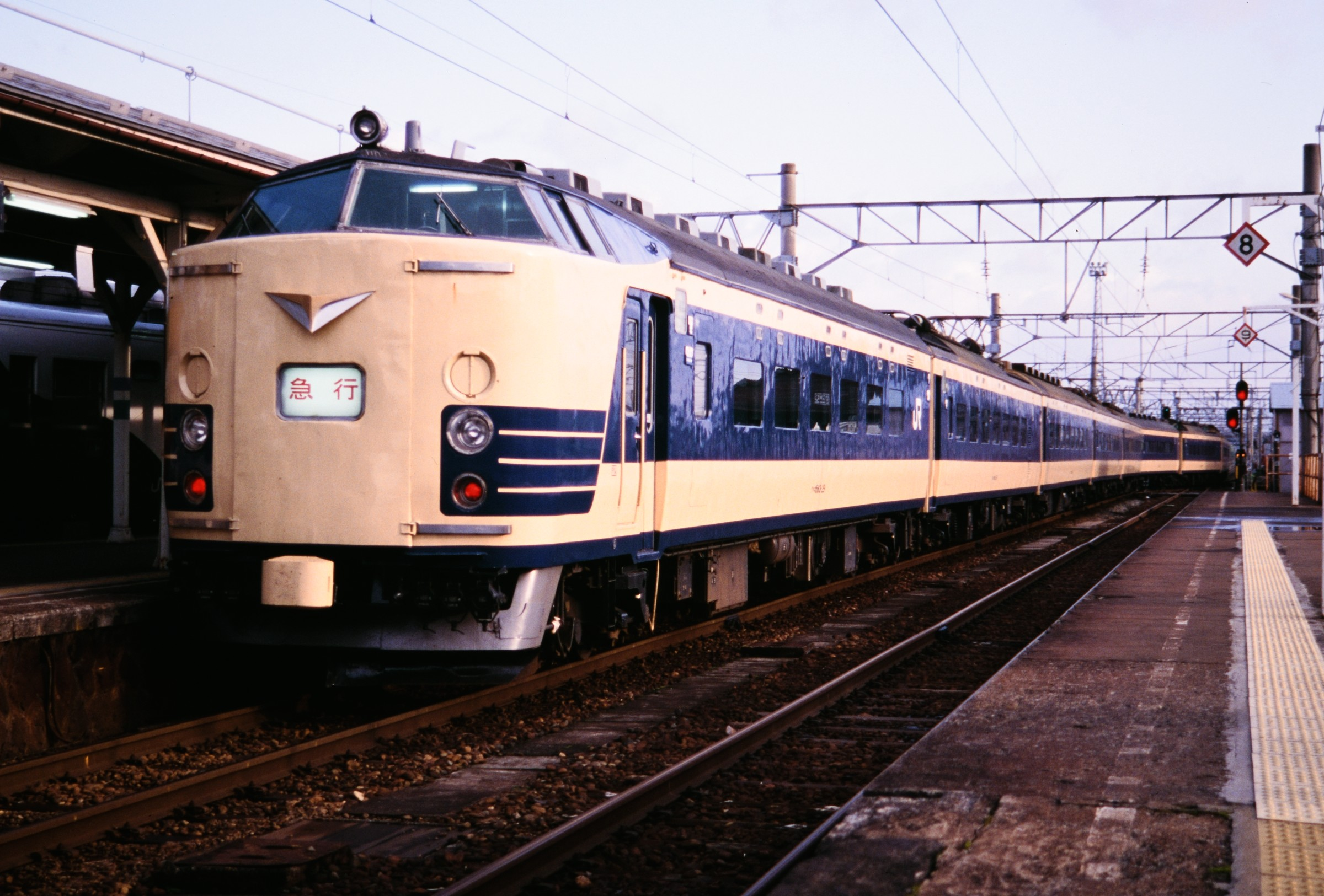
急行「津軽」
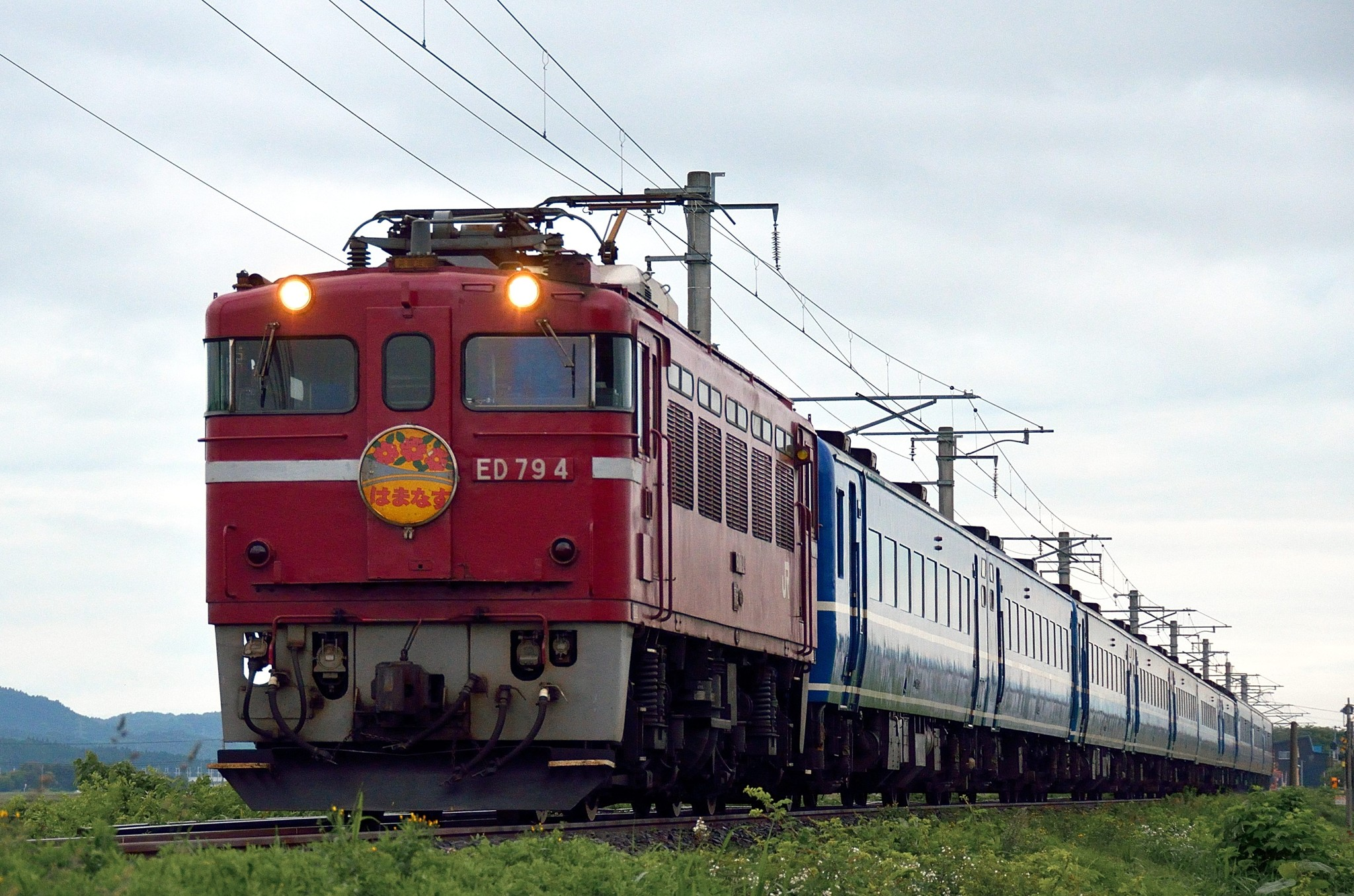
急行「はまなす」（2013年）

準急列車（昼行）
- 「ゆのくに」（大阪駅 - 金沢駅間）1952年 - 1963年。急行に格上げ。
- 「加賀」（大阪駅 - 金沢駅間）1961年 - 1963年。急行に格上げ。
- 「越前」（敦賀駅 - 金沢駅間）1963年 - 1964年。「くずりゅう」に改称。
- 「くずりゅう」（敦賀駅 - 金沢駅間）1964年 - 1965年。
- 「こがね・しろがね」（名古屋駅 - 富山駅 - 名古屋駅間〈片道は高山本線経由〉）1960年 - 1966年。急行に格上げ。
- 「ひだ」（金沢駅 - 名古屋駅間〈高山本線経由〉）金沢駅発着列車は1960年 - 1966年。急行に格上げ。
- 「あさま」（小諸駅 - 新潟駅間）1961年 - 1962年。
- 「よねやま」（上田駅 - 新潟駅間）1961年 - 1966年。急行に格上げ。1963年まで長野駅 - 新潟駅間の運転。
- 「ひめかわ」（糸魚川駅 - 新潟駅間〈長岡駅経由〉）1963年 - 1966年。急行に格上げ。
- 「くびき」（田口駅 - 新潟駅間）1963年 - 1966年。急行に格上げ。1965年まで新井駅 - 新潟駅間の運転。
- 「うおの」（十日町駅 - 新潟駅間）1962年 - 1966年。急行に格上げ。
- 「ゆざわ」（越後湯沢駅 - 新潟駅間）1965年 - 1966年。急行に格上げ。
- 「あがの」（仙台駅 - 新潟駅間〈磐越西線経由〉）1959年 - 1966年。急行に格上げ。
- 「羽越」（新潟駅 - 秋田駅間）1962年 - 1965年。
- 「あさひ」（新潟駅 - 仙台駅間〈米坂線経由〉）1960年 - 1966年。急行に格上げ。
- 「月山」（山形駅 - 酒田駅・鶴岡駅間〈仙山線経由〉）1960年 - 1966年。急行に格上げ。鶴岡駅発着編成は1962年から。
- 「もがみ」（仙台駅・米沢駅 - 酒田駅間〈陸羽東線経由〉）1959年 - 1966年。急行に格上げ。
- 「よねしろ」（秋田駅 - 盛岡駅間〈花輪線経由〉）1962年 - 1966年。急行に格上げ。
- 「さんりく」（仙台駅 - 弘前駅間〈釜石線・山田線・花輪線経由〉）1965年 - 1966年。急行に格上げ。
- 「白鳥」（秋田駅 - 鮫駅間〈青森駅経由〉）1960年 - 1961年。「岩木」に改称。
- 「岩木」（秋田駅 - 青森駅間）1961年 - 1965年。青森駅 - 仙台駅間の急行「むつ」に統合。
- 「八甲田」（大鰐駅 - 盛岡駅間〈青森駅経由〉）1959年 - 1961年。「しもきた」に改称。
- 「しもきた」（大鰐駅 - 盛岡駅・鮫駅・種差駅・大畑駅間〈青森駅経由〉）1961年 - 1965年。種差駅発は1964年から。
- 「岩木」（鯵ヶ沢駅 - 鮫駅間〈青森駅経由〉）1965年 - 1968年。急行に格上げ。

準急列車（夜行）
- 「つるぎ」（大阪駅 - 富山駅間）1961年 - 1963年。急行に格上げ。
- 「妙高」（上野駅 - 新潟駅間〈長野駅経由〉）新潟駅発着は1956年 - 1961年。上野駅 - 長野駅間の運転に短縮。
- 「越後」（上野駅 - 新潟駅間）1958年 - 1963年。急行に格上げ。

快速列車（昼行）
- 「ホリデーライナーかなざわ」（富山駅 - 金沢駅間）2007年 - 2015年。
- 「やひこ」（上田駅 - 新潟駅間〈越後線経由〉）1991年 - 1993年。
- 「くびき野」（新井駅 - 新潟駅間）2002年 - 2015年。
- （糸魚川快速、糸魚川駅 - 新潟駅間）2015年 - 2017年。
- （新井快速、新井駅 - 新潟駅間）2015年 - 2022年。
- 「マリンブルーくじらなみ」（柿崎駅 - 熊谷駅間〈上越線経由〉）1997年 - 2010年。
- 「おはよう信越」（直江津駅 - 新潟駅間）2012年 - 2021年。「信越」に改称。
- 「らくらくライナー」（新潟駅 - 長岡駅間）1994年 - 1999年。「らくらくホームトレイン」に改称。
- 「らくらくホームトレイン」（新潟駅 - 長岡駅間）1999年 - 2004年。「らくらくトレイン長岡」に改称。
- 「らくらくトレイン長岡」（新潟駅 - 長岡駅間）2004年 - 2012年。「らくらくトレイン信越」に改称。
- 「らくらくトレイン信越」（新潟駅 - 直江津駅間）2012年 - 2021年。「信越」に改称。
- 「信越」（新潟駅 - 直江津駅間）2021年 - 2022年。
- 「あがの」（会津若松駅 - 新潟駅間）1985年 - 2022年。1993年まで郡山駅 - 新潟駅間の運転。
- 「SLばんえつ物語」（新津駅 - 新潟駅） 2002年 - 2018年。2018年から新津駅発着に短縮。
- 「らくらくトレイン村上」（新潟駅 - 村上駅間）2004年 - 2021年。
- 「きらきらうえつ」（新潟駅 - 酒田駅間）2001年 - 2019年。
- 「月山」（山形駅 - 酒田駅間）1992年 - 1999年。
- 「こよし」（羽後本荘駅 - 秋田駅間）1986年 - 2002年。
- 「ゆうぞら」（秋田駅 - 東能代駅間）1988年 - 1993年。
- 「しらかみ」（秋田駅 - 大館駅・青森駅間）1993年 - 1997年。「しらゆき」に改称。
- 「しらゆき」（秋田駅 - 大館駅間）1997年 - 2002年。1999年まで青森駅発着列車あり。
- 「いわき」（秋田駅・大館駅・弘前駅 - 青森駅間）1993年 - 2002年。
- 「八幡平」（盛岡駅 - 弘前駅間〈花輪線経由〉）弘前駅発着列車は1985年 - 1999年。
- 「岩木」（弘前駅・五所川原駅 - 青森駅間）1986年 - 1993年。
- 「深浦」（深浦駅 - 青森駅間）1986年 - 2014年。
- 「海峡」（青森駅 - 函館駅間）1988年 - 2002年。
- 「アイリス」（函館駅 - 長万部駅）1987年 - 2016年。

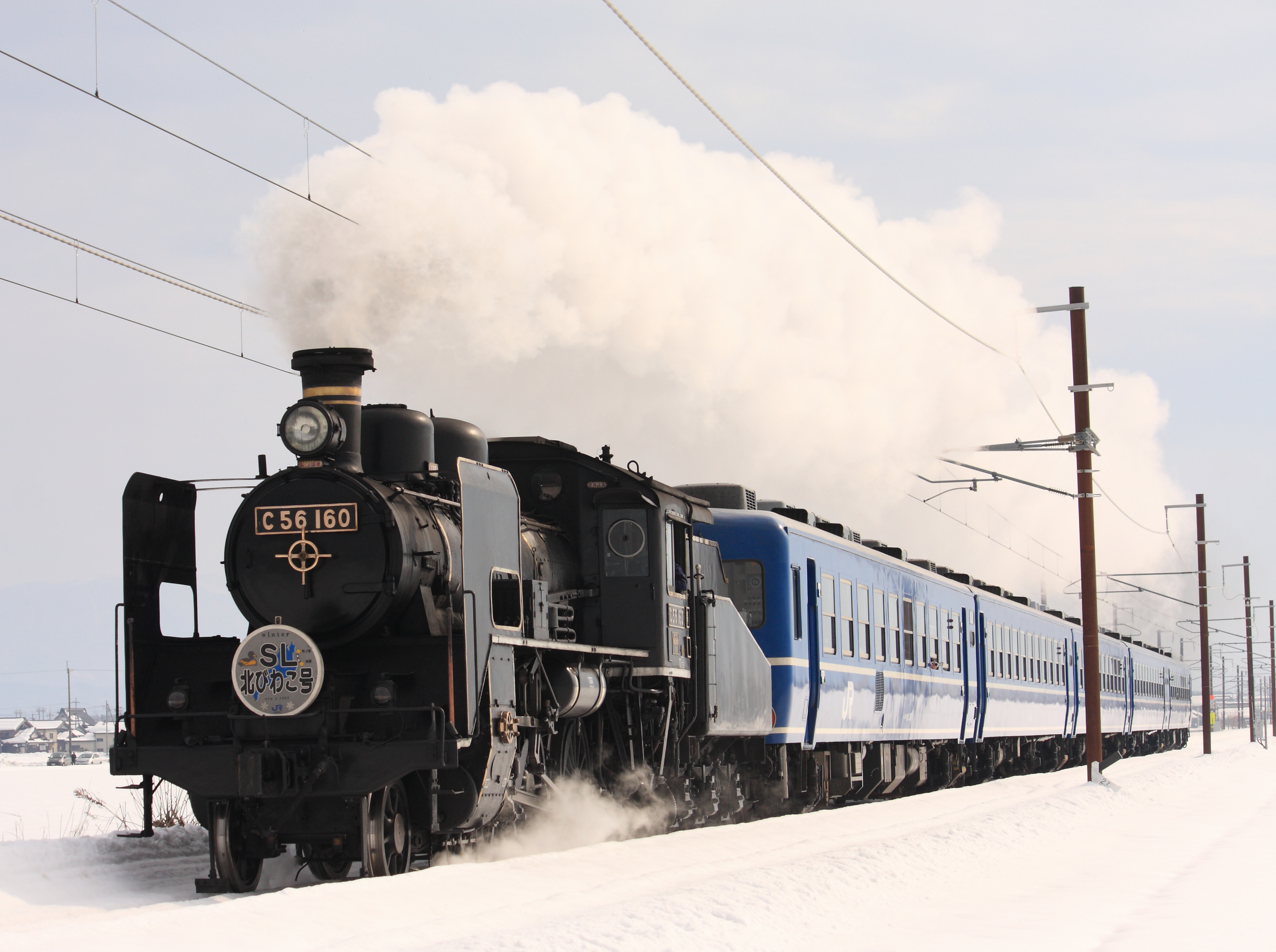
快速「SL北びわこ号」(2012年)
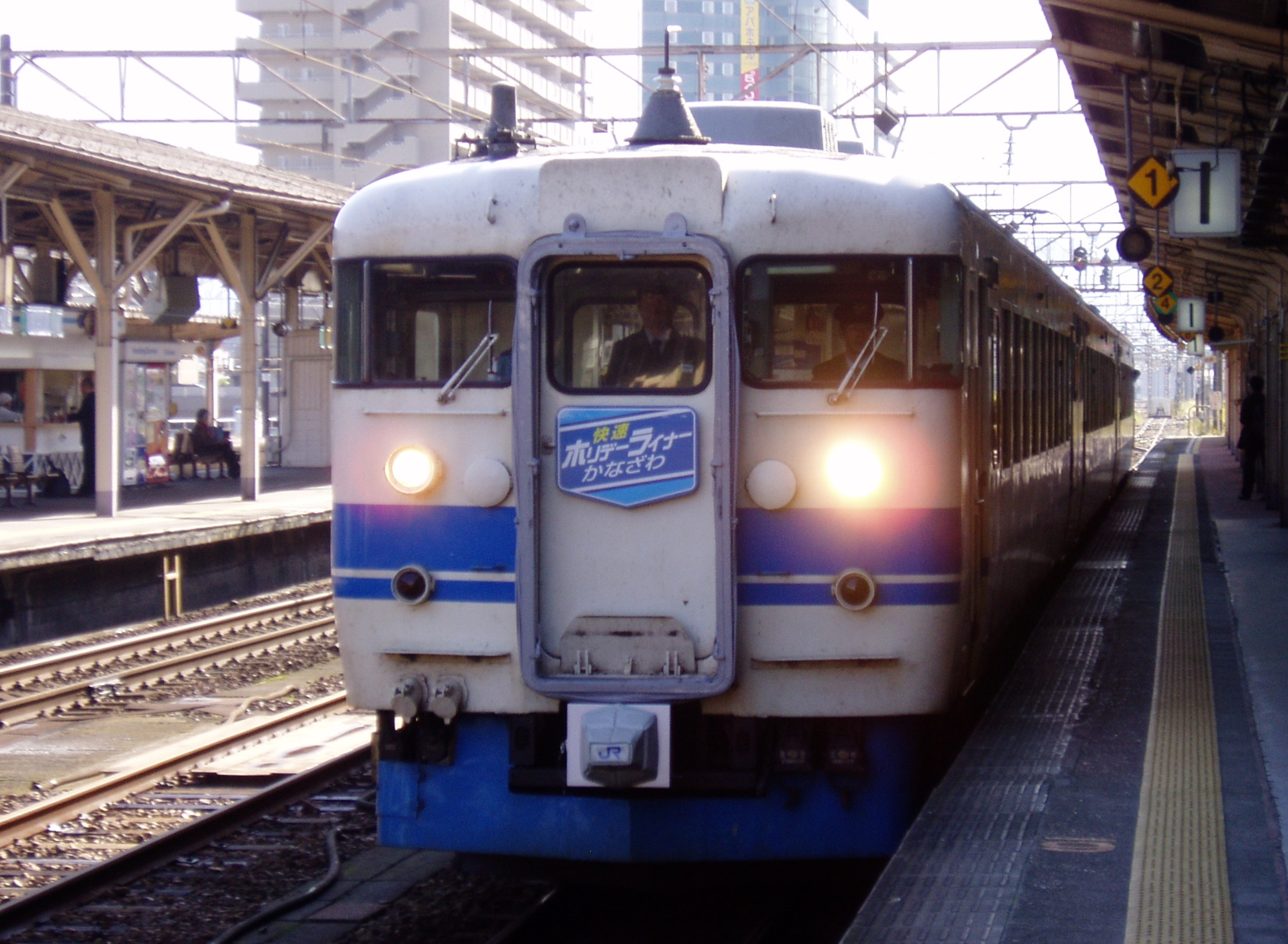
快速「ホリデーライナーかなざわ」
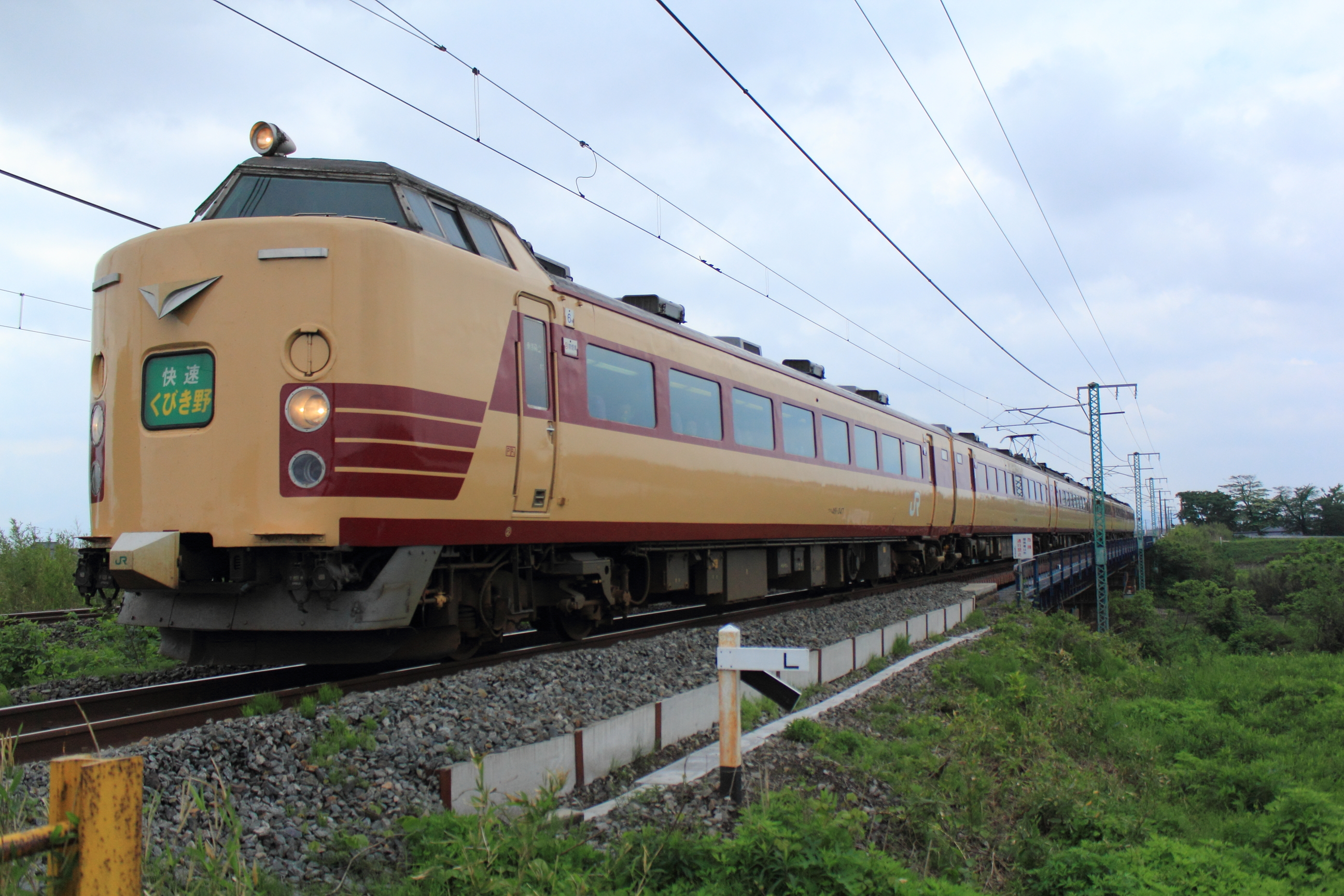
快速「くびき野」（2012年信越本線、亀田駅 - 荻川駅間）
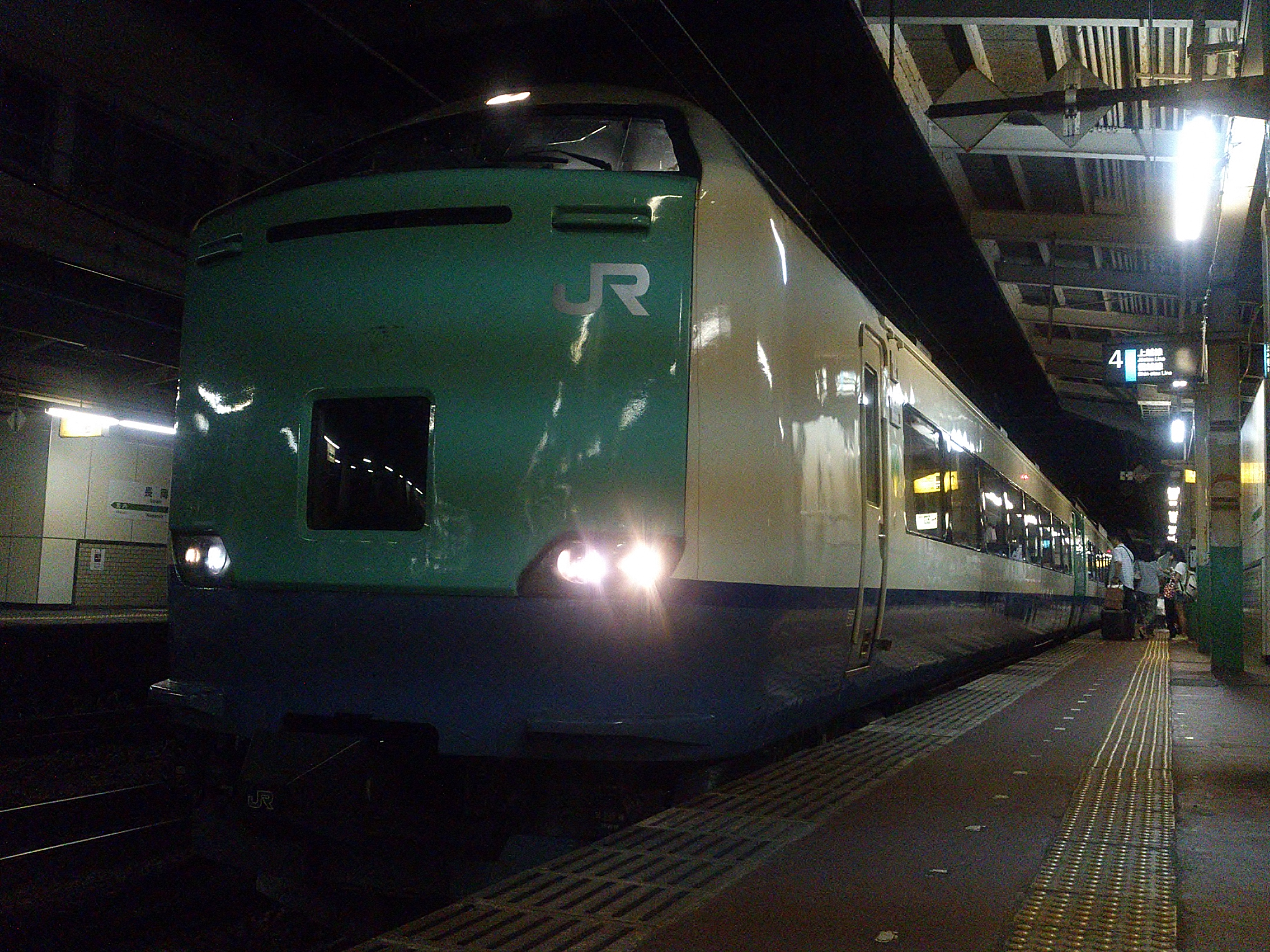
糸魚川快速（2016年 長岡駅）
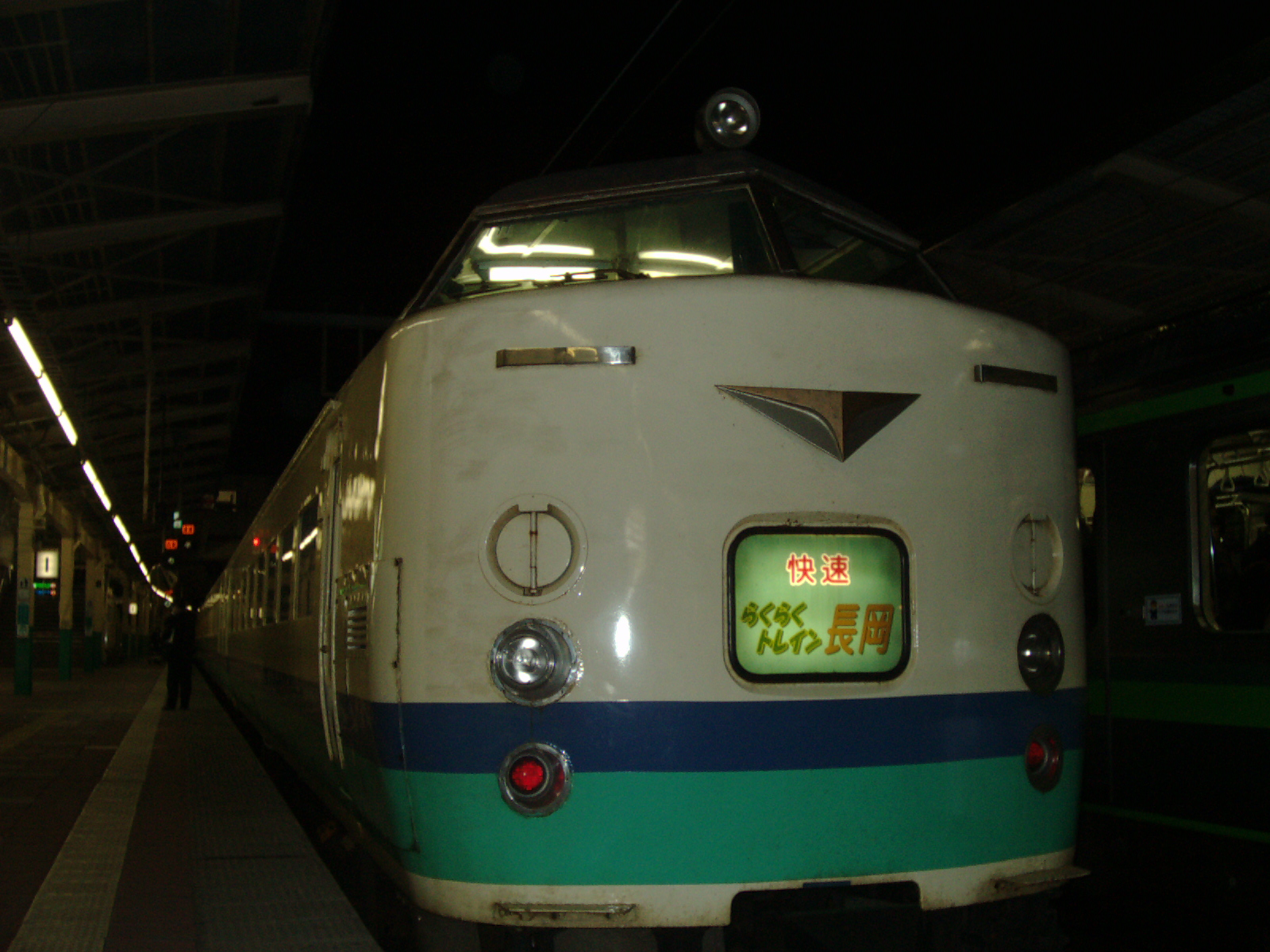
快速「らくらくトレイン長岡」
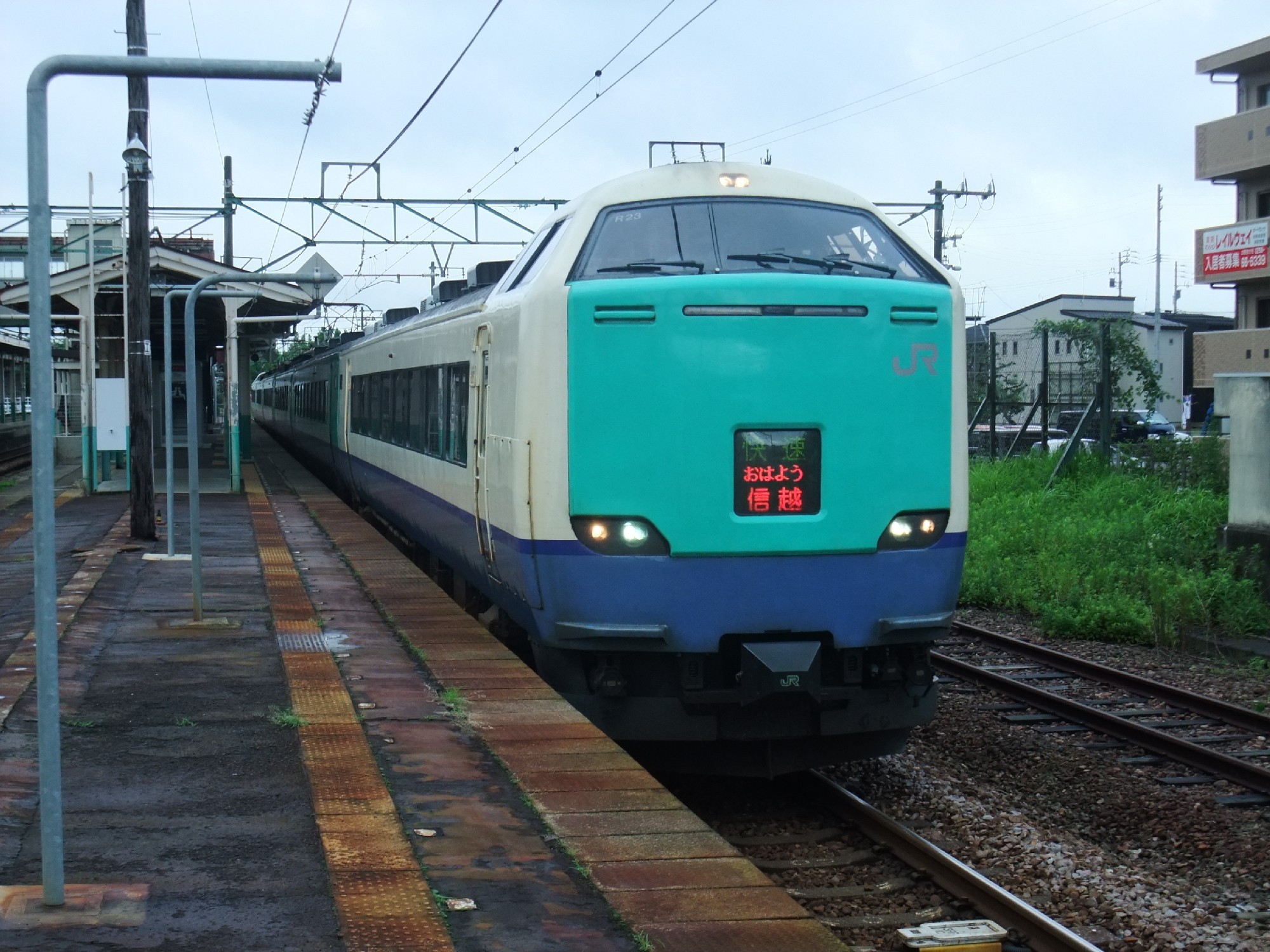
快速「おはよう信越」
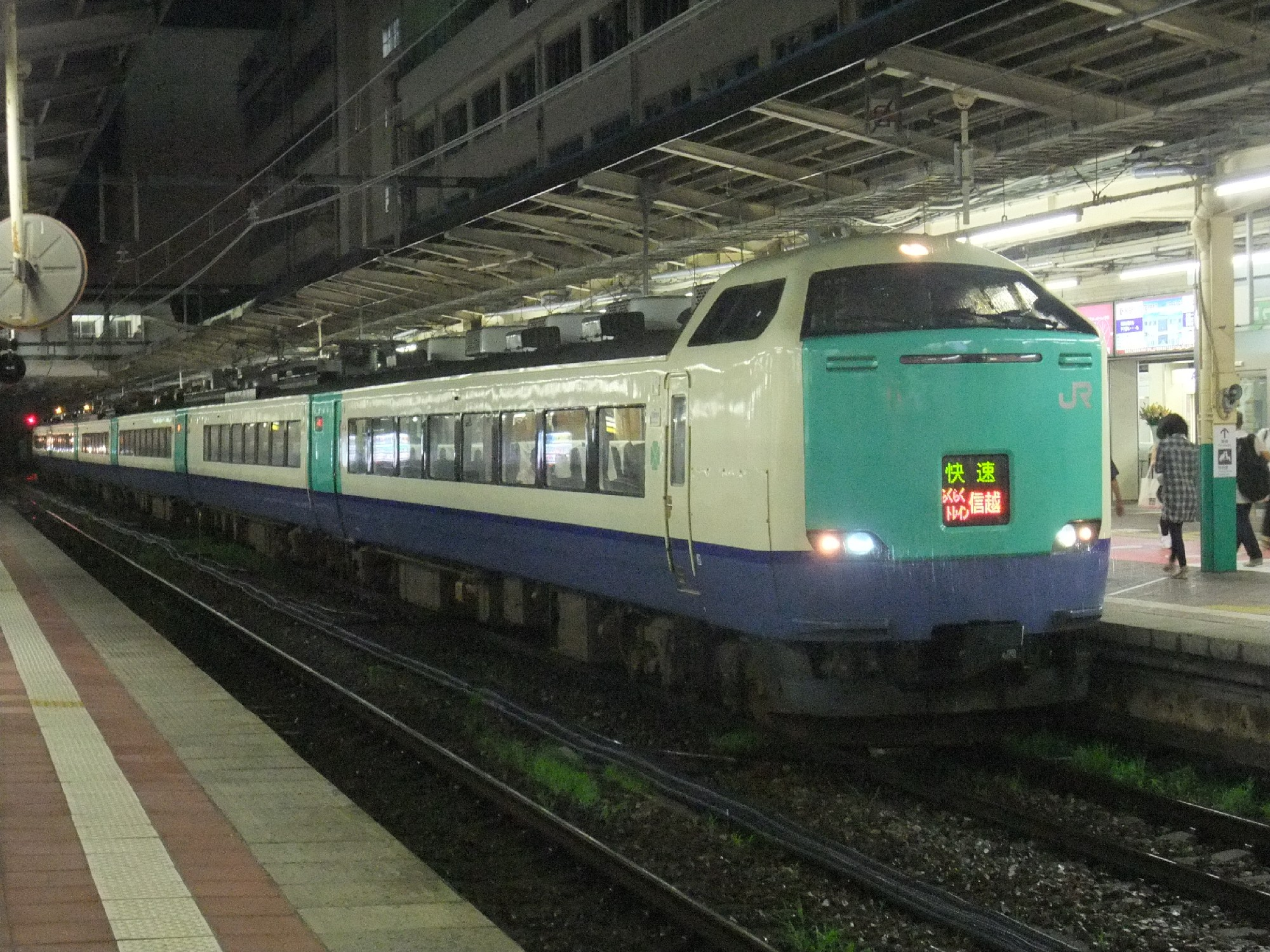
快速「らくらくトレイン信越」
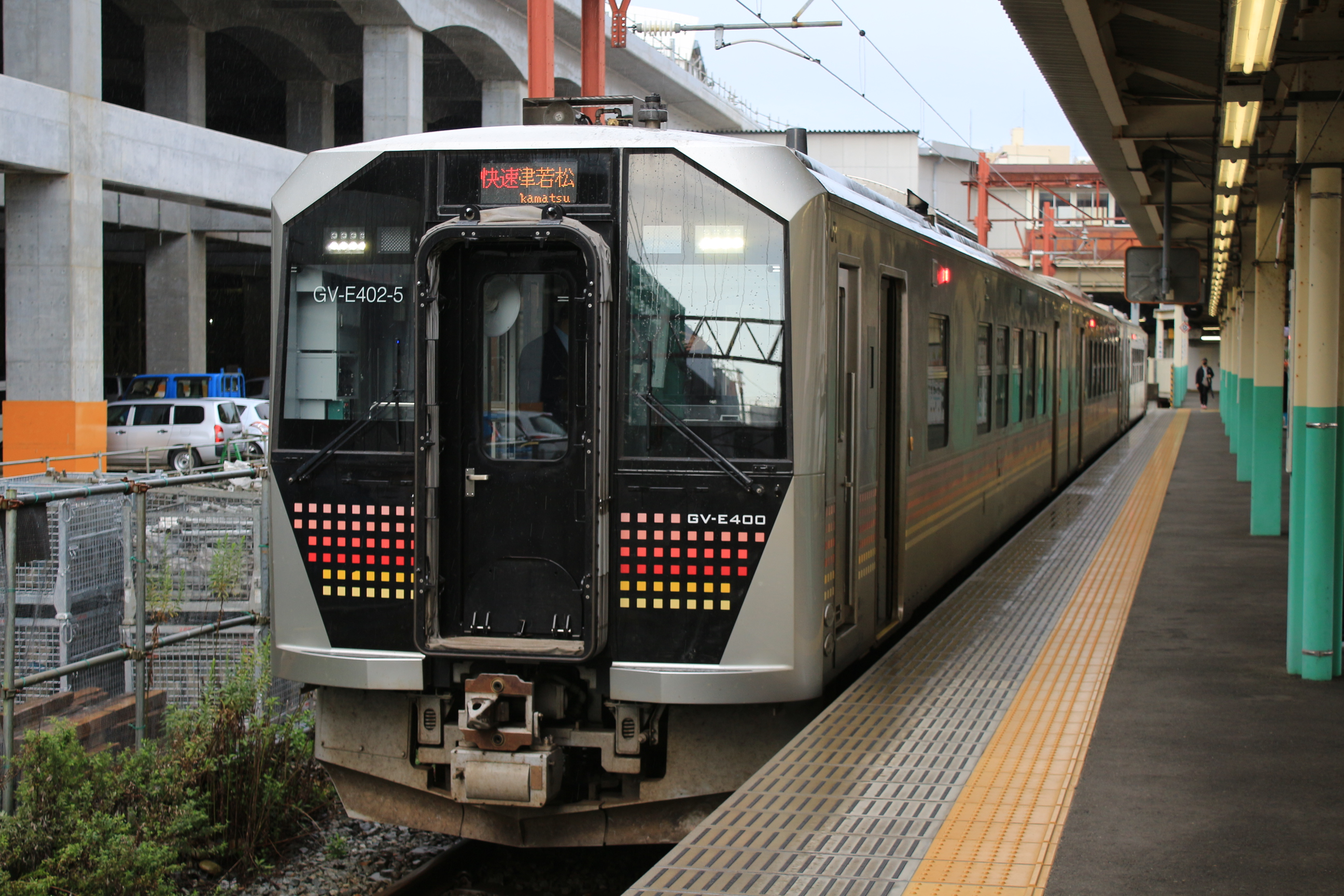
快速「あがの」（2020年 新潟駅）
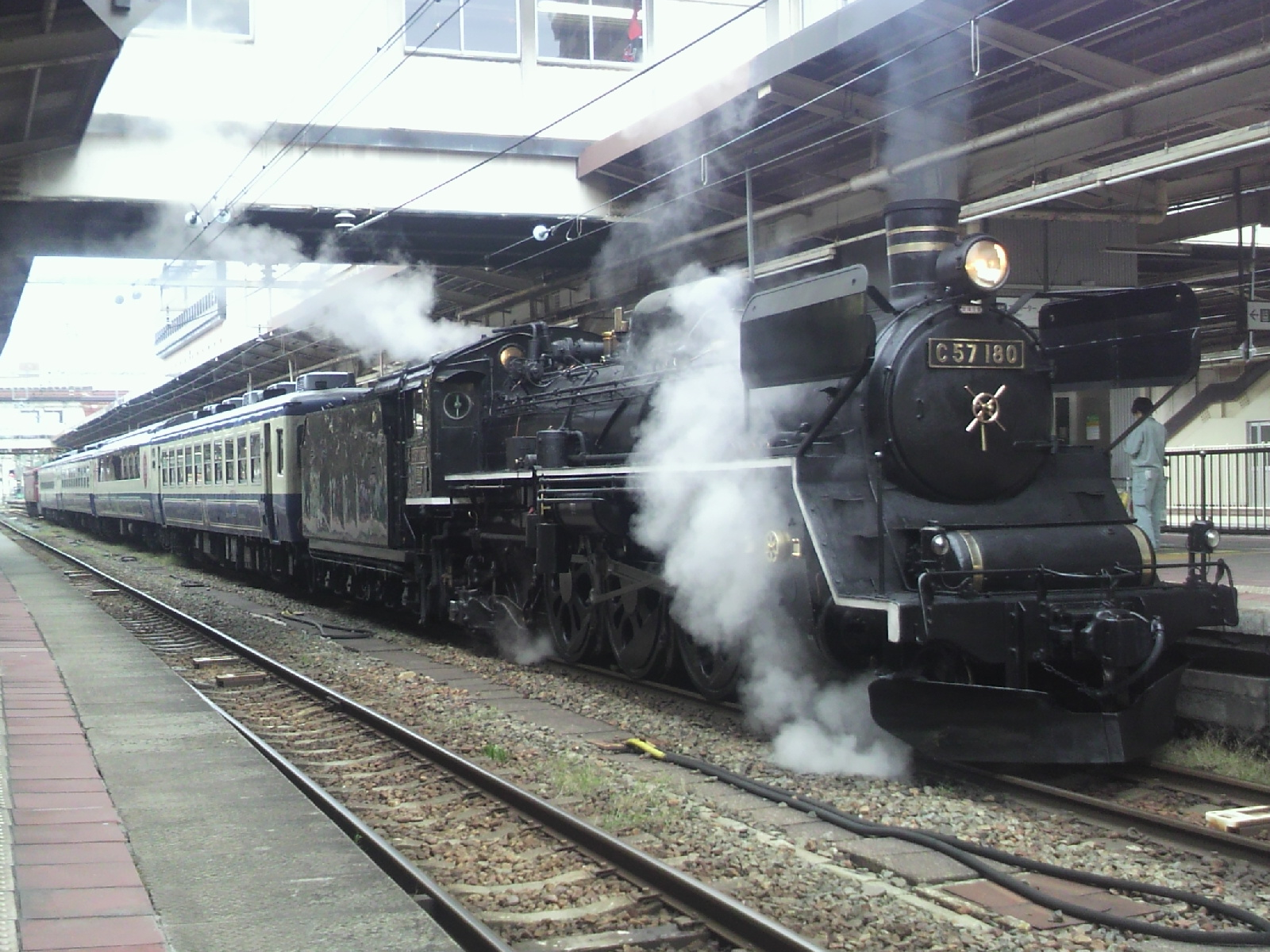
「SLばんえつ物語」（新潟駅）
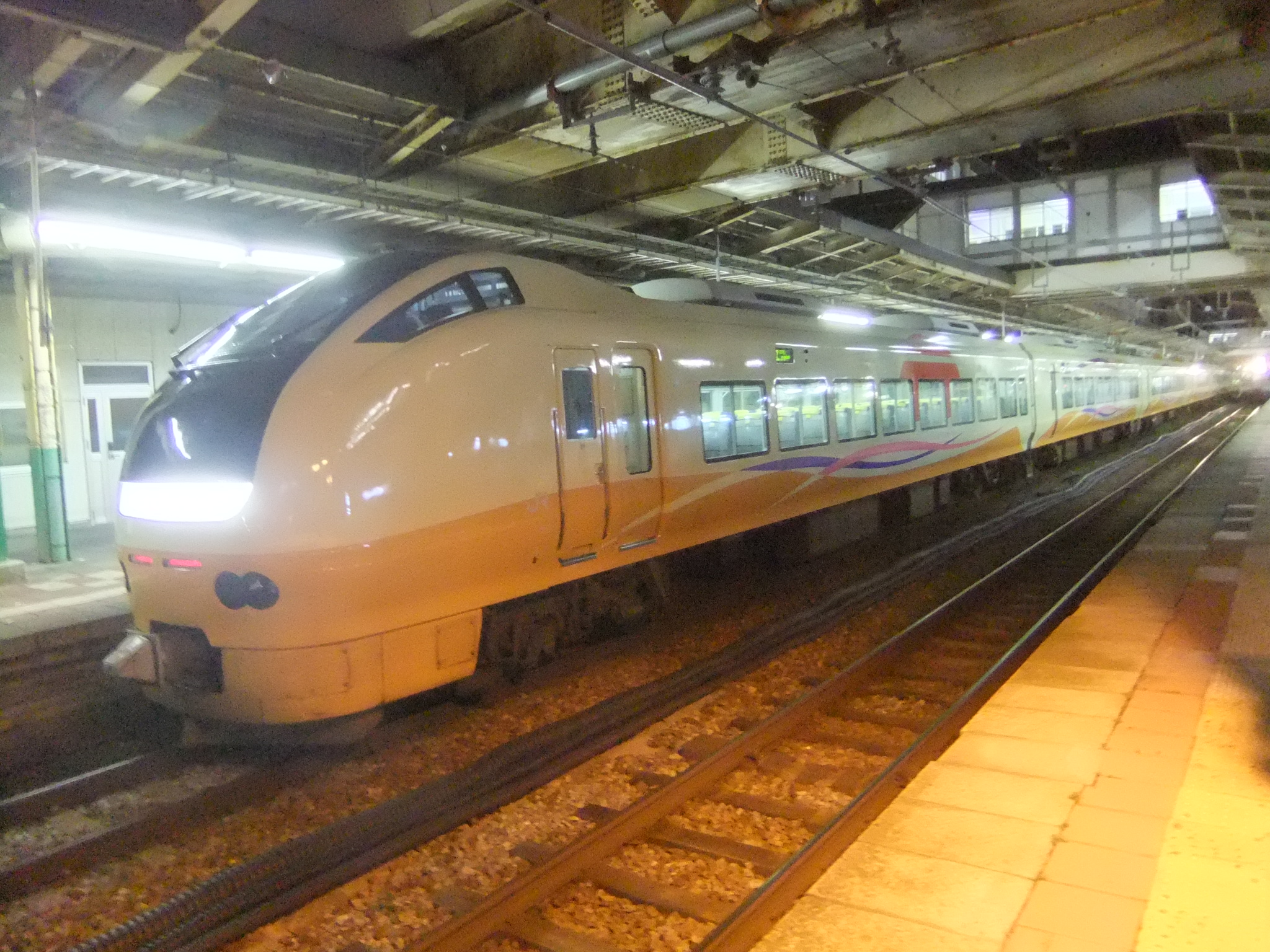
快速「らくらくトレイン村上」
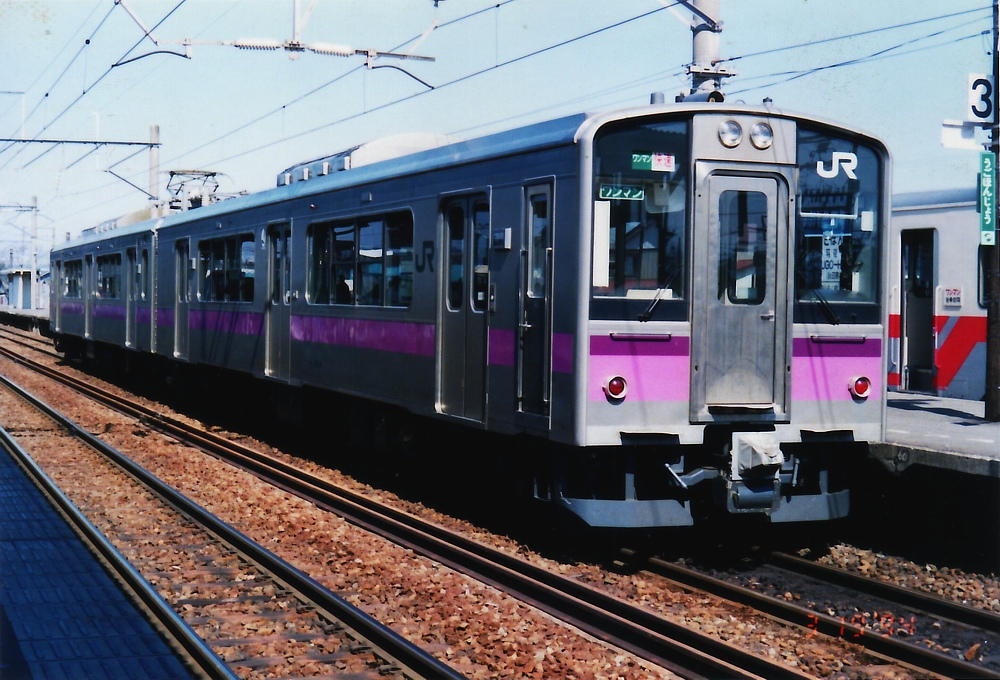
快速「こよし」
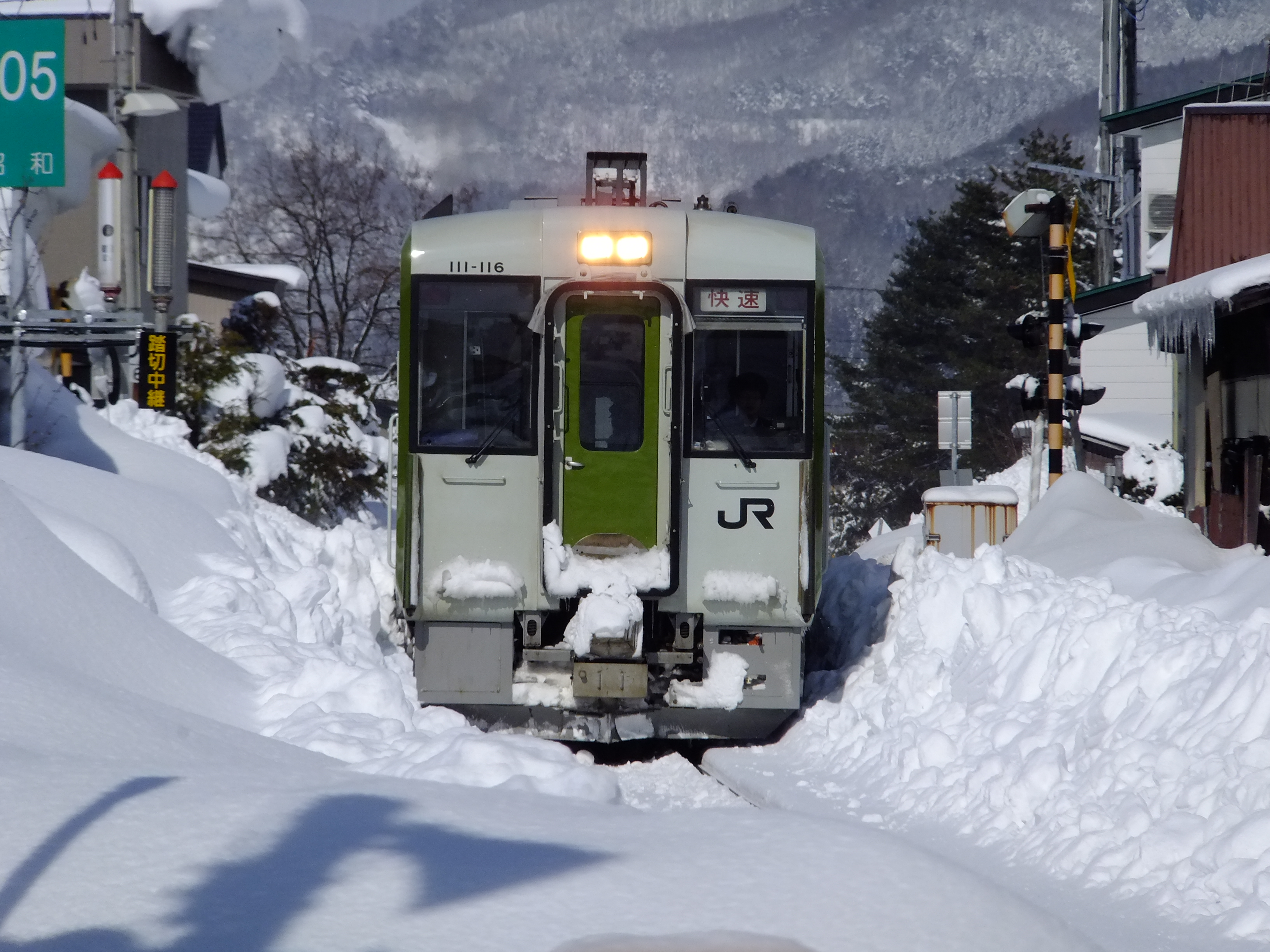
快速「八幡平」（2015年 東大館駅）
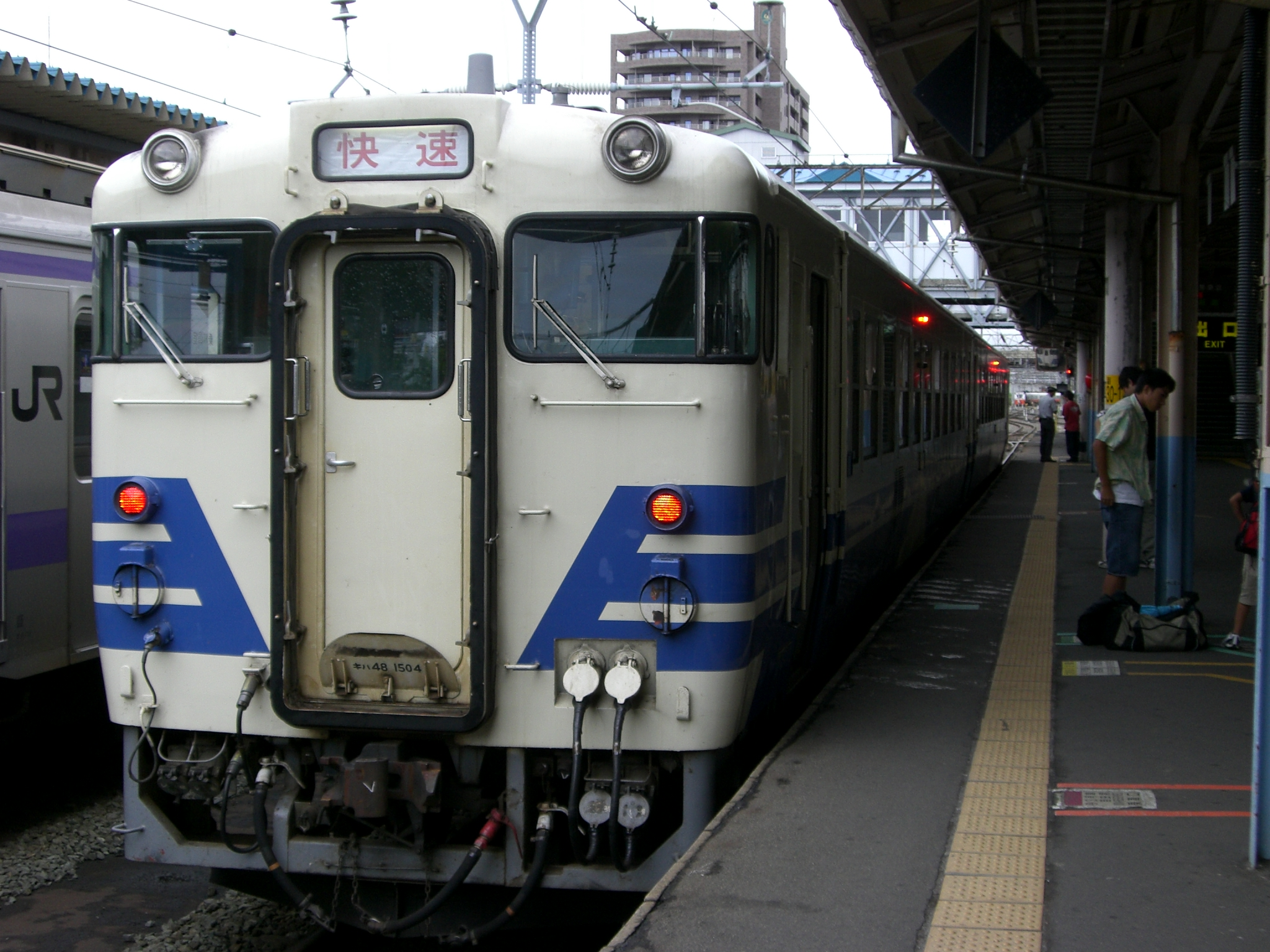
快速「深浦」

快速列車（夜行）
- 「ムーンライト」（新宿駅 - 新潟駅間〈上越線経由〉）1986年 - 1996年。「ムーンライトえちご」に改称。
- 「ムーンライトえちご」（新宿駅 - 新潟駅間〈上越線経由〉）1996年 - 2014年。
- 「ミッドナイト」（函館駅 - 札幌駅）1988年 - 2002年。

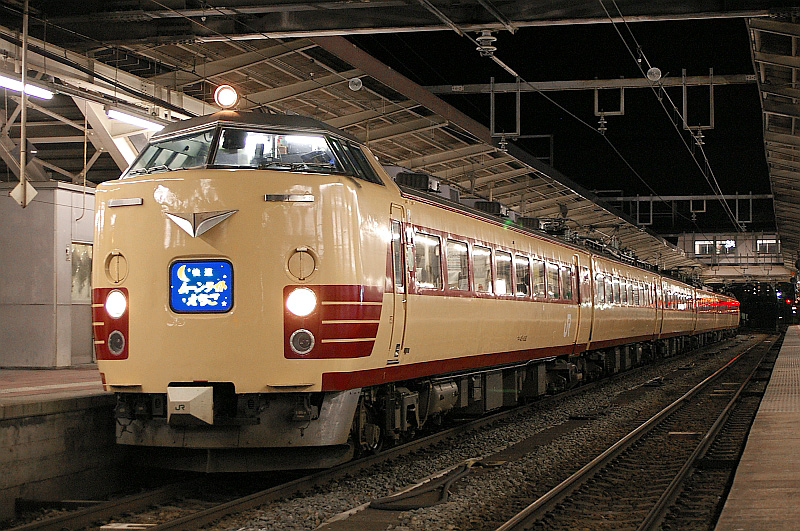
快速「ムーンライトえちご」（2007年 新潟駅）
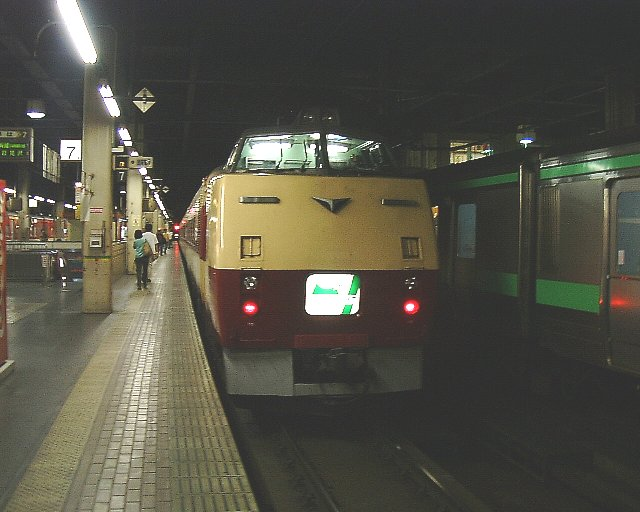
快速「ミッドナイト」

## 使用車両
詳細は以下の各項目を参照。
- 東海道本線
  - JR京都線：JR京都線#現在の車両、JR京都線#優等列車
  - 琵琶湖線：琵琶湖線#使用車両
- 湖西線：湖西線#使用車両
- 北陸本線：北陸本線#使用車両
- ハピラインふくい線：ハピラインふくい線#使用車両
- IRいしかわ鉄道線：IRいしかわ鉄道線#使用車両
- あいの風とやま鉄道線：あいの風とやま鉄道線#使用車両
- 日本海ひすいライン：えちごトキめき鉄道日本海ひすいライン#使用車両
- 信越本線：信越本線#直江津駅 - 新潟駅間
- 白新線：白新線#使用車両
- 羽越本線：羽越本線#使用車両
- 奥羽本線：奥羽本線#新庄駅 - 青森駅間、奥羽本線#秋田駅 - 青森駅間
- 海峡線：津軽海峡線#運行形態
- 道南いさりび鉄道線、江差線：道南いさりび鉄道線#使用車両、江差線#使用車両
- 室蘭本線：室蘭本線#使用車両
- 函館本線：函館本線#使用車両
- 千歳線：千歳線#運行形態

### 特急列車の車両
特急列車の車両は、本州内では2016年3月22日ダイヤ改正時点、北海道を含めば2018年3月17日ダイヤ改正時点で、すべてJR発足後に登場した車両となっている。
- 681系（JR西日本所属）：特急「サンダーバード」「しらさぎ」で運用。
- 683系（JR西日本所属）：特急「サンダーバード」「しらさぎ」で運用。
- E751系（JR東日本所属）：2010年から特急「つがる」で運用。
- E653系（JR東日本所属）
  - 1100番台：特急「しらゆき」で2015年から運用。2022年ダイヤ改正から一部の「いなほ」で運用。
  - 1000番台：特急「いなほ」で2014年から運用。
- 785系（JR北海道所属）：特急「すずらん」で運用。
- キハ261系（JR北海道所属）：特急「北斗」で運用。

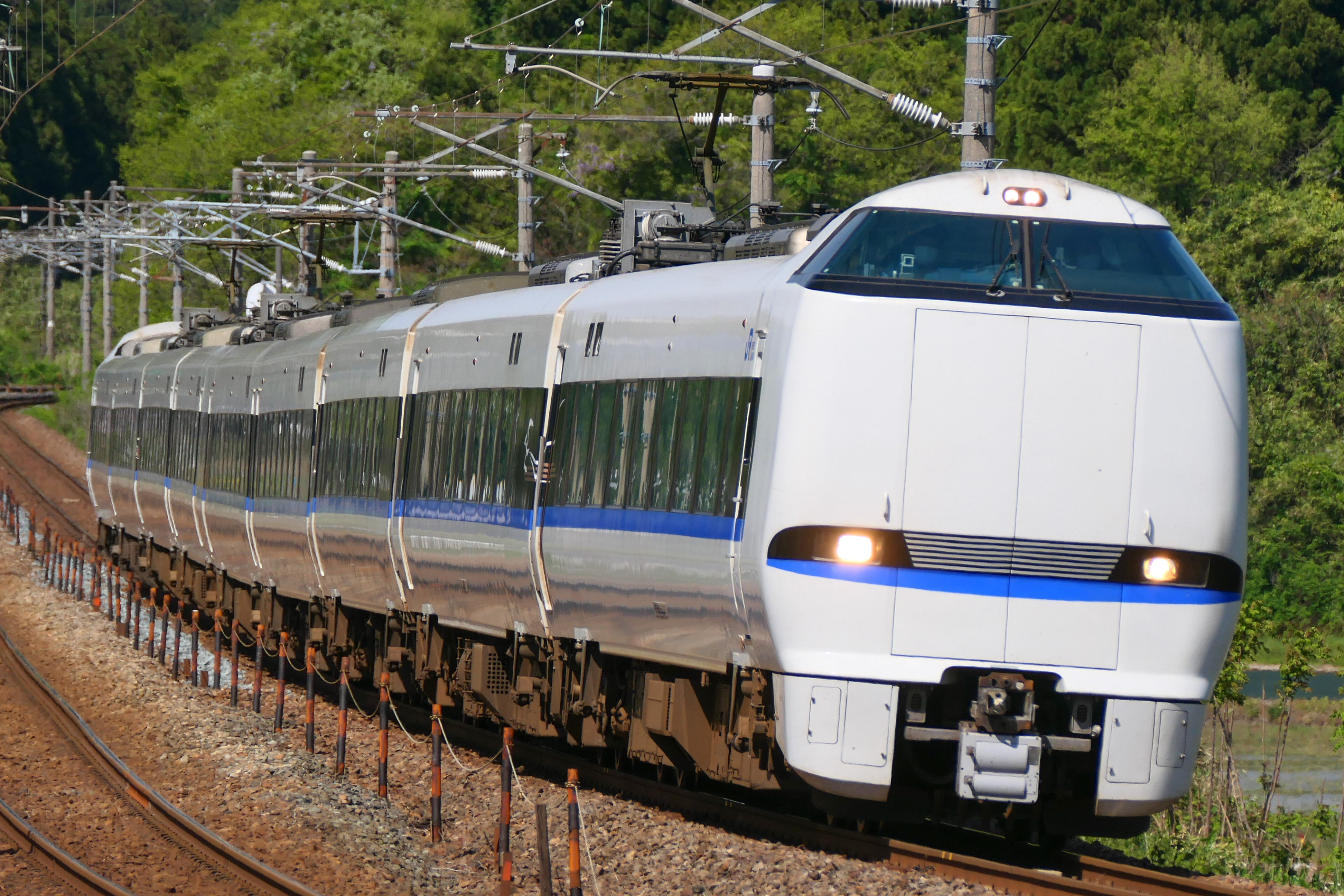
683系
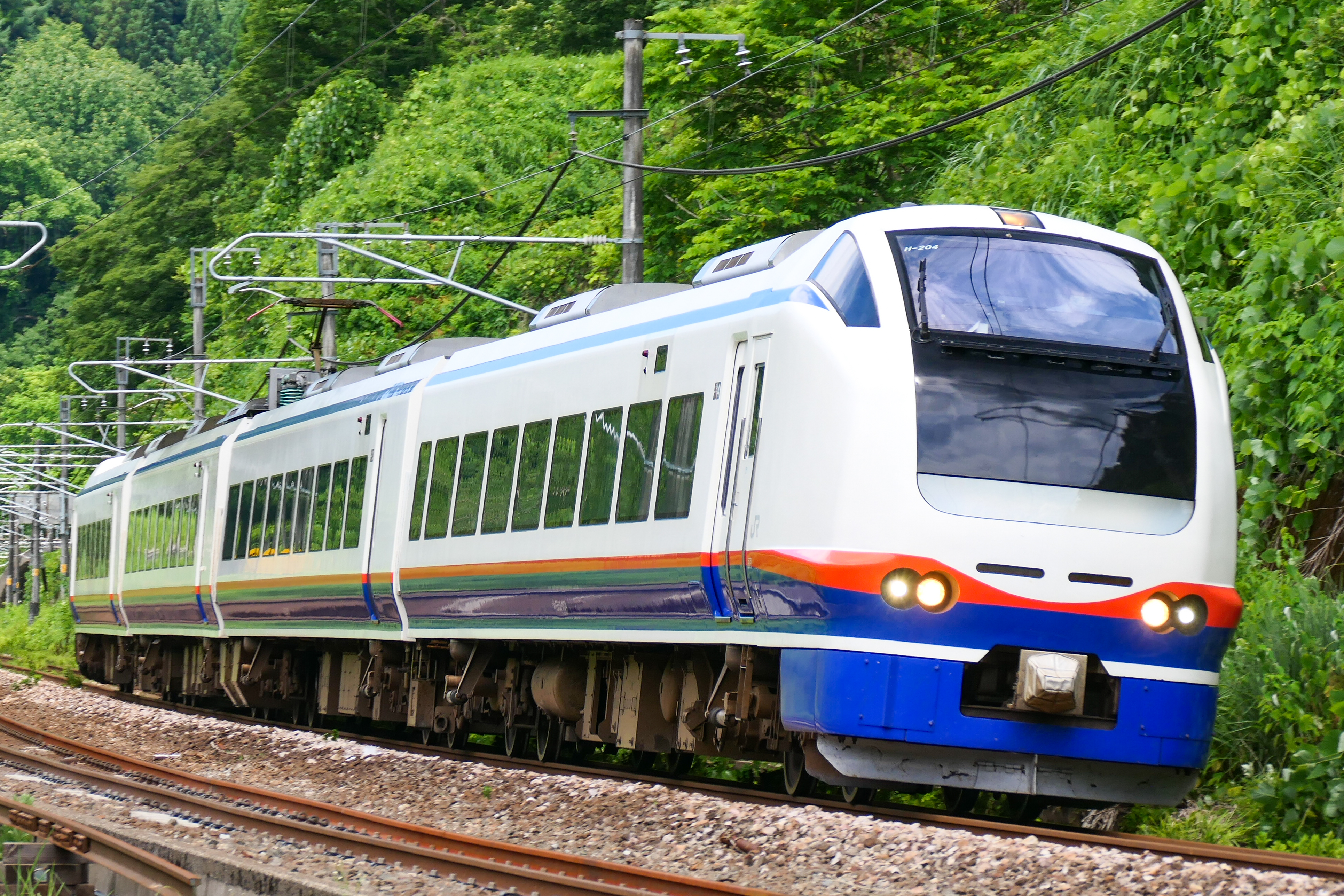
E653系1100番台
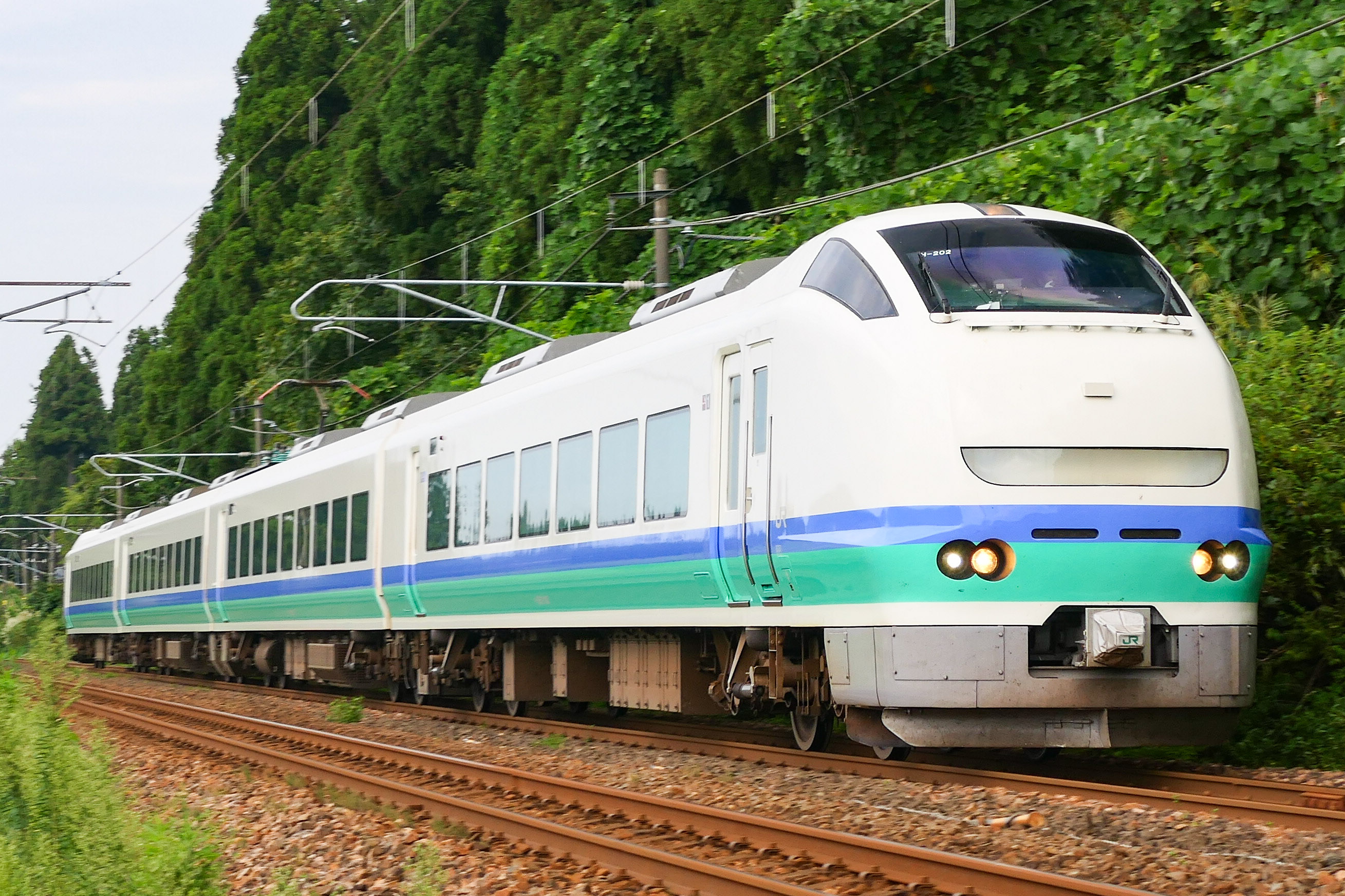
E653系1100番台（上沼垂色）
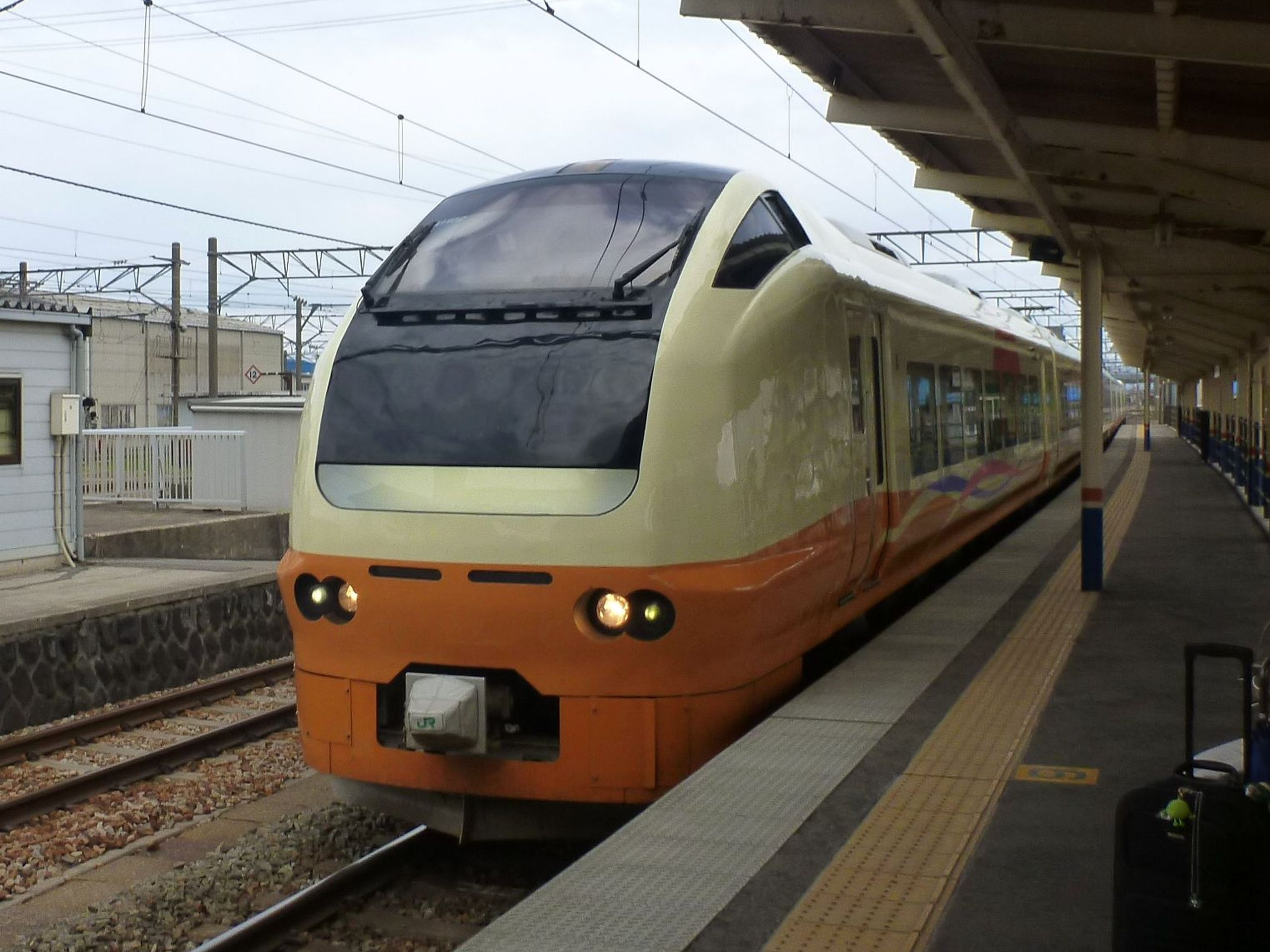
E653系1000番台
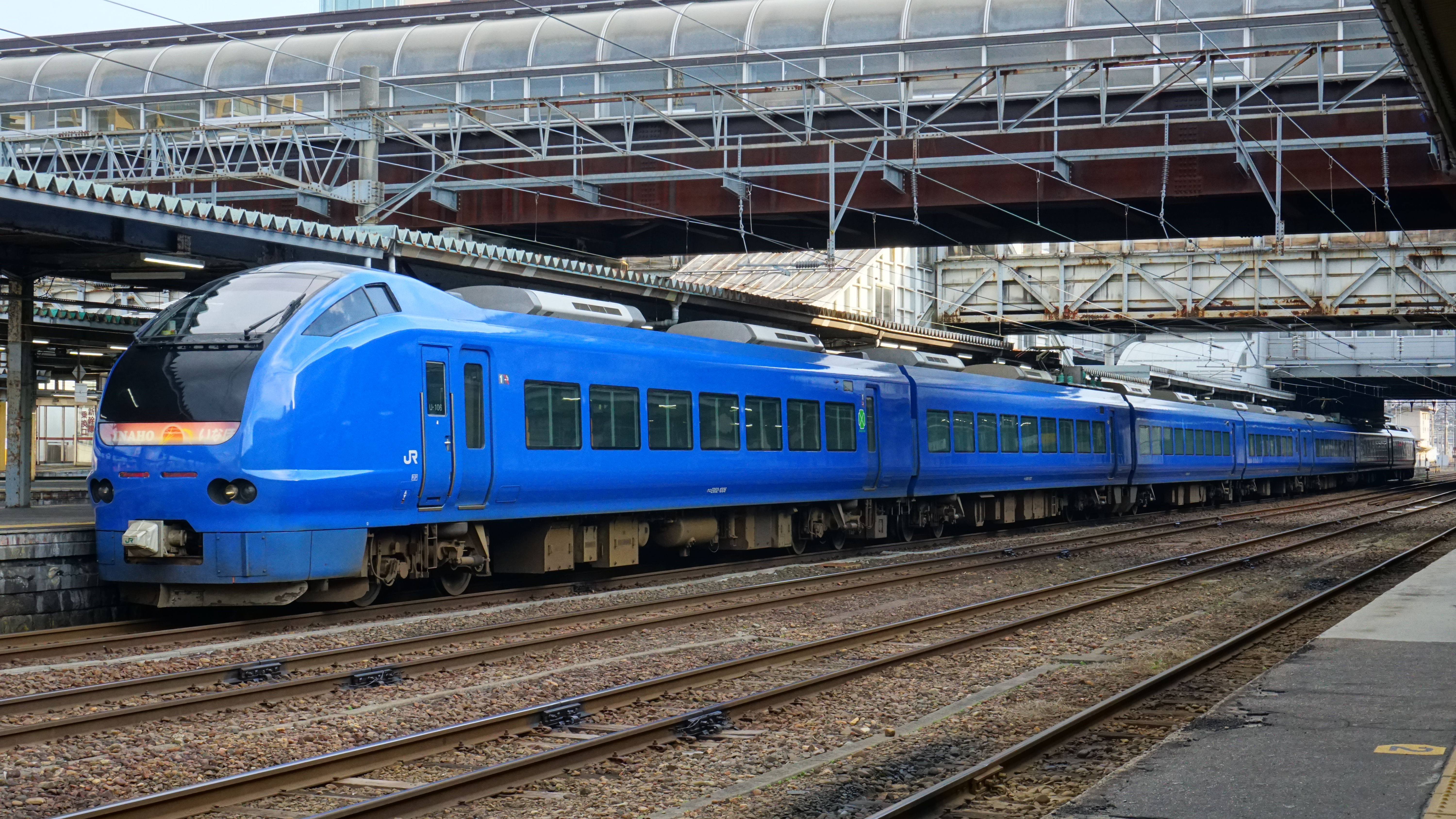
E653系1000番台（瑠璃色）
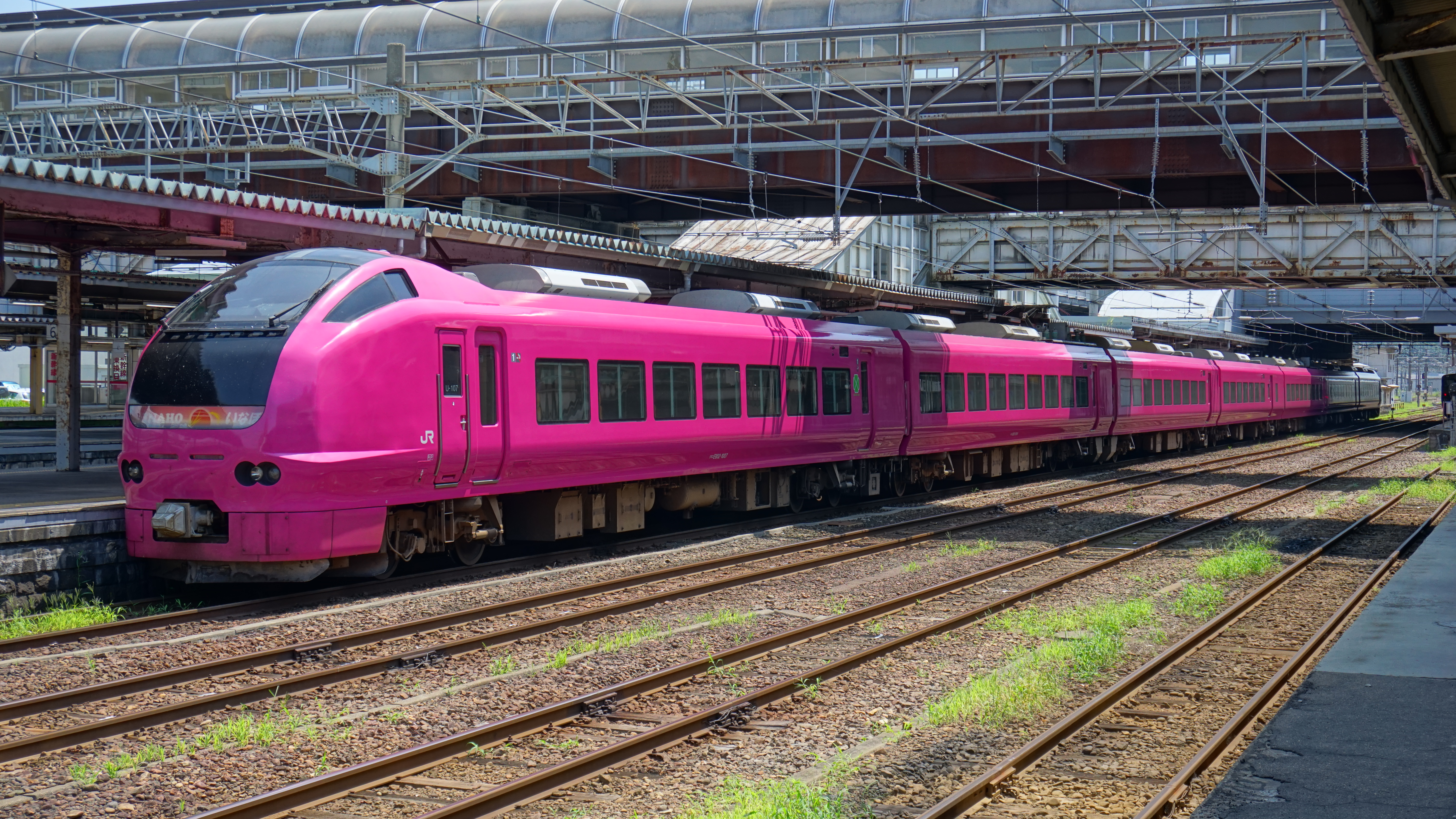
E653系1000番台（ハマナス色）
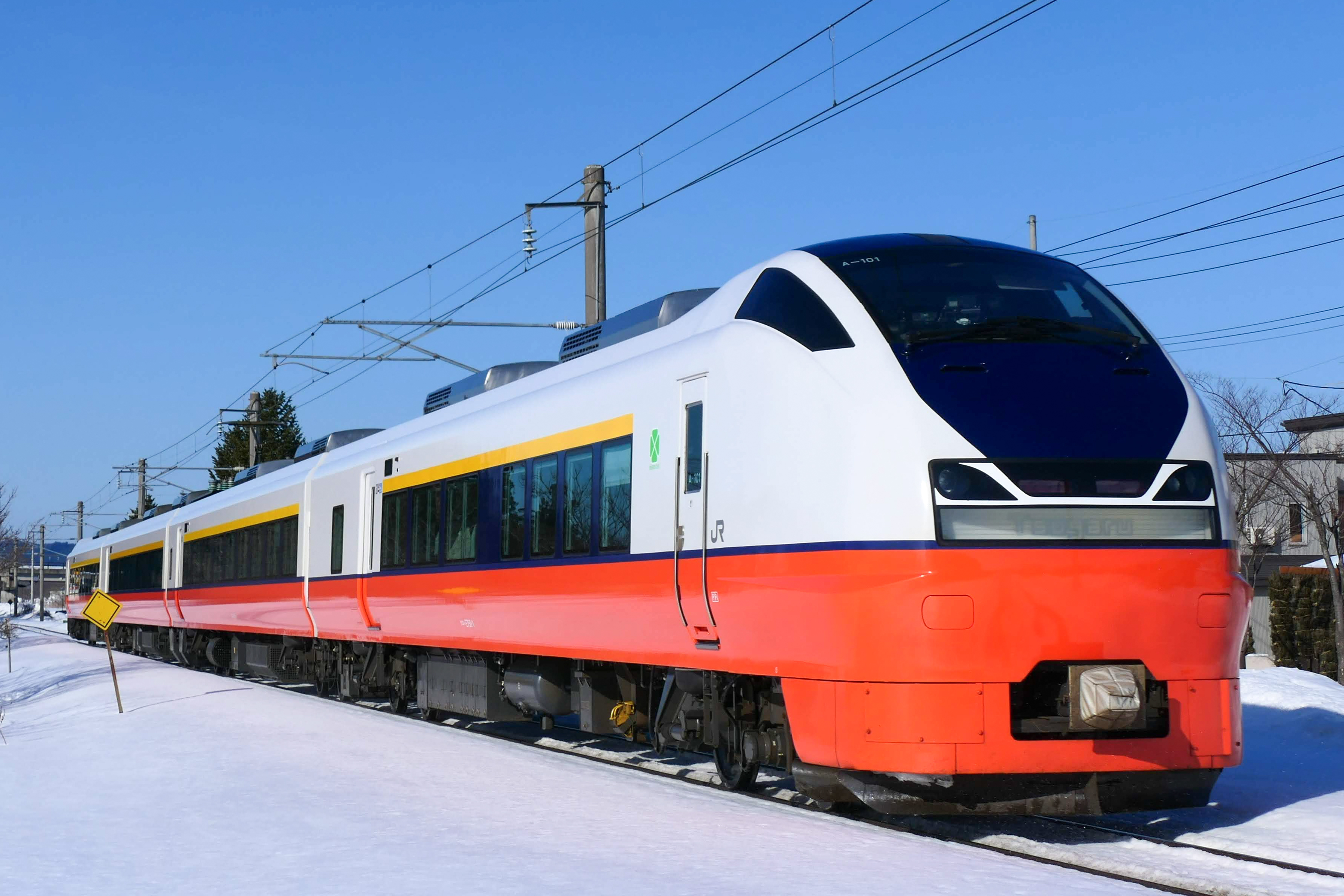
E751系
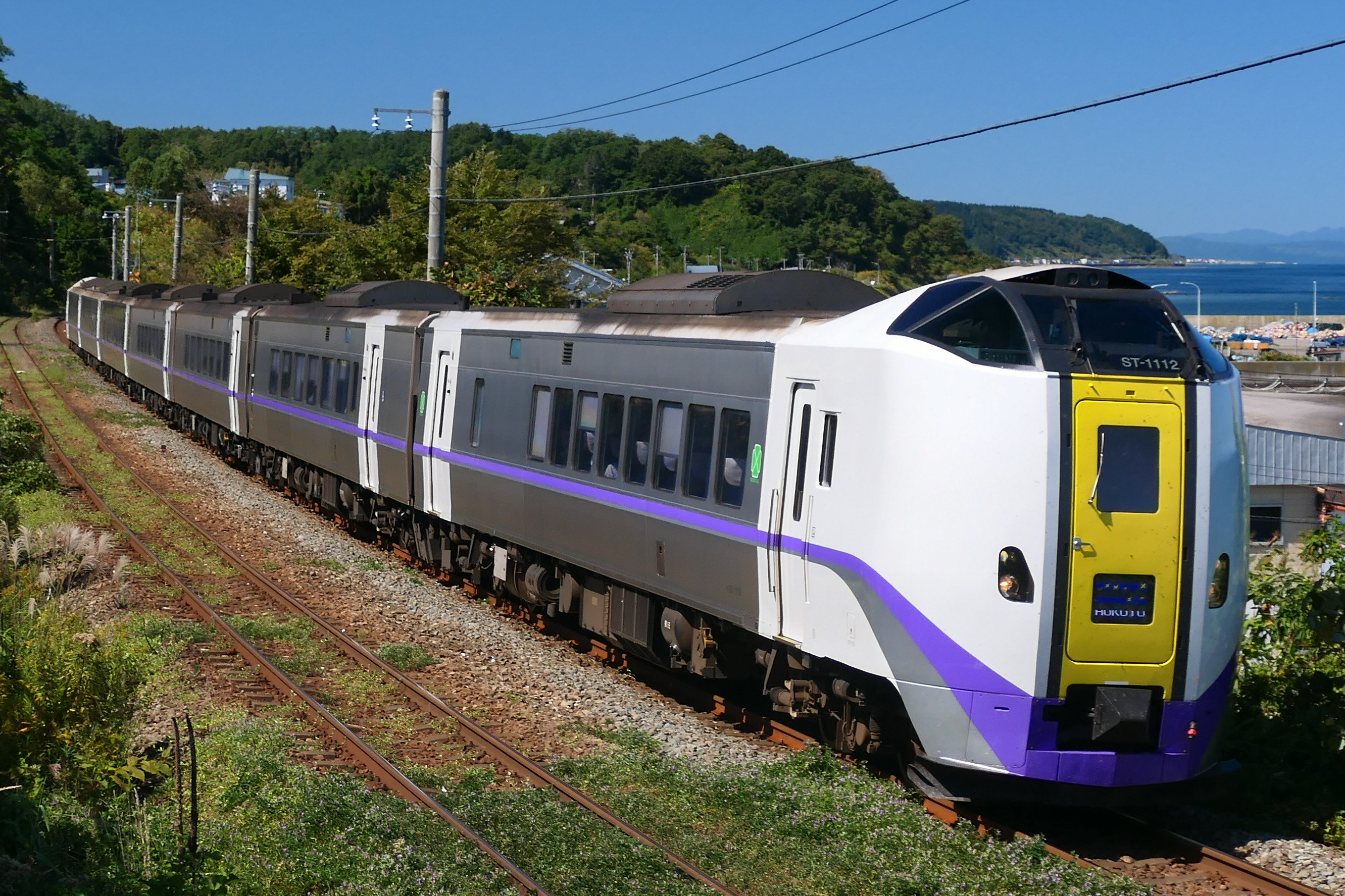
キハ261系
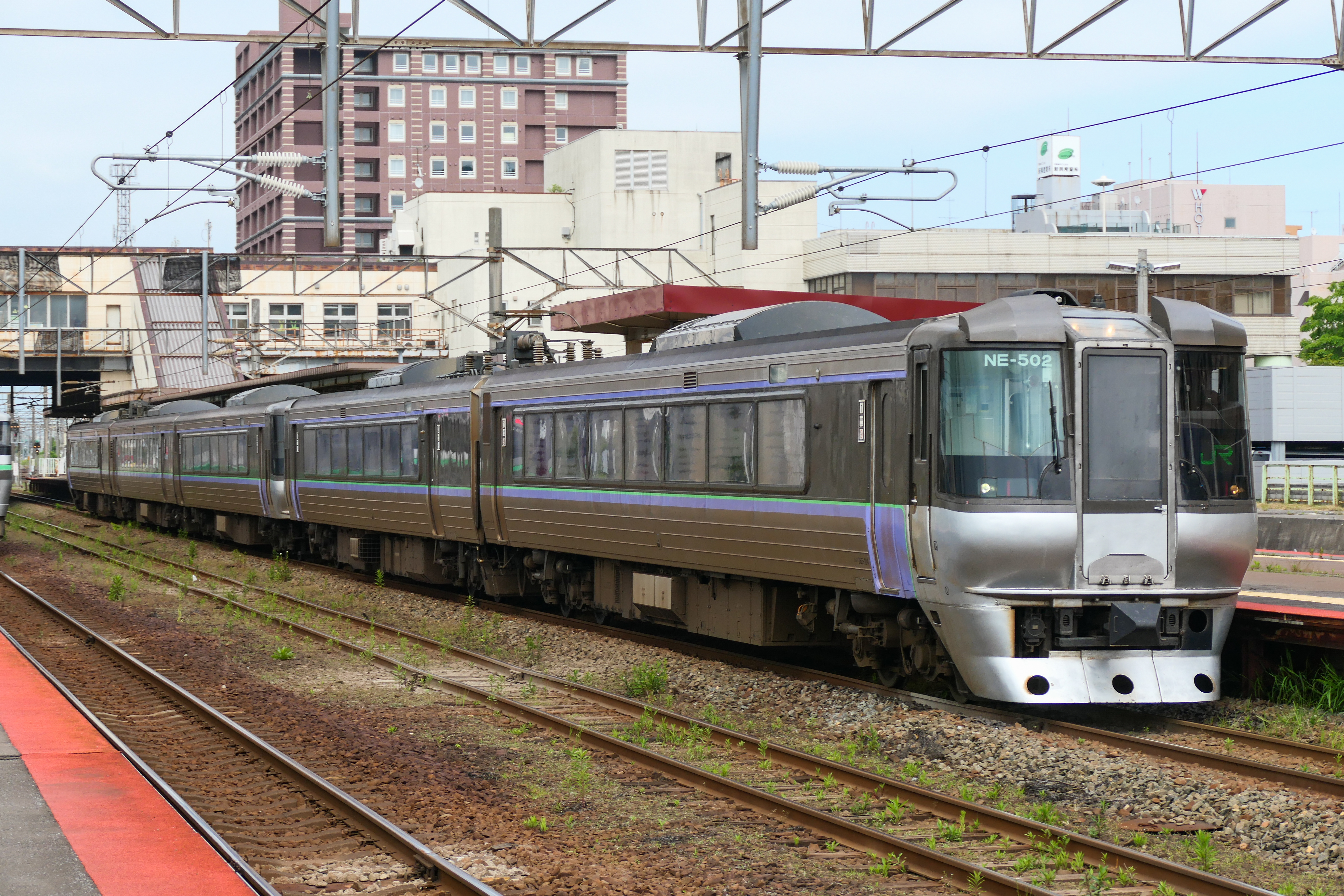
785系

#### 過去の特急・急行列車の車両
- キハ80系：特急「白鳥」（大阪駅 - 青森駅間）・「いなほ」・「はくたか」（金沢駅 - 上野駅間）・「ひだ」
- 161系・181系：特急「とき」
- 183系：特急「とき」
- 583系：特急「雷鳥」・「しらさぎ」、急行「立山」・「きたぐに」・「津軽」
- 481系・485系（JR西日本・JR東日本所属）：特急「白鳥」（大阪駅 - 青森駅間、八戸駅 - 函館駅間とも）・「雷鳥」・「スーパー雷鳥」・「しらさぎ」・「加越」・「きらめき」・「北越」・「かがやき」・「はくたか」・「みのり」・「いなほ」・「鳥海」・「たざわ」・「むつ」・「かもしか」、急行「津軽」など
- 489系（JR西日本所属） ：特急「白山」・「雷鳥」・「しらさぎ」・「北越」・「はくたか」、急行「能登」
- 789系（JR北海道所属）：特急「スーパー白鳥」
- キハ183系（JR北海道所属）：特急「北斗」
- 20系：寝台特急「日本海」・「つるぎ」・「北陸」・「あけぼの」、急行「天の川」「津軽」
- 12系：急行「きたぐに」・「津軽」
- 14系：寝台特急「日本海」・「北陸」・「出羽」、急行「能登」・「津軽」・「はまなす」
- 24系：寝台特急「日本海」・「つるぎ」・「トワイライトエクスプレス」・「出羽」・「鳥海」・「あけぼの」・「北斗星」
- E26系：寝台特急「カシオペア」
- キハ58系：急行「奥能登」・「こがね」・「しろがね」・「しらゆき」・「白馬」・「赤倉」・「ひめかわ」・「よねやま」・「あがの」・「羽越」・「あさひ」・「べにばな」・「月山」・「もがみ」・「千秋」・「こまくさ」・「むつ」・「よねしろ」・「深浦」など
- 165系：急行「赤倉」・「よねやま」・「南越後」・「とがくし」・「佐渡」など
- 471系・475系：急行「立山」・「ゆのくに」・「加賀」・「兼六」・「くずりゅう」など

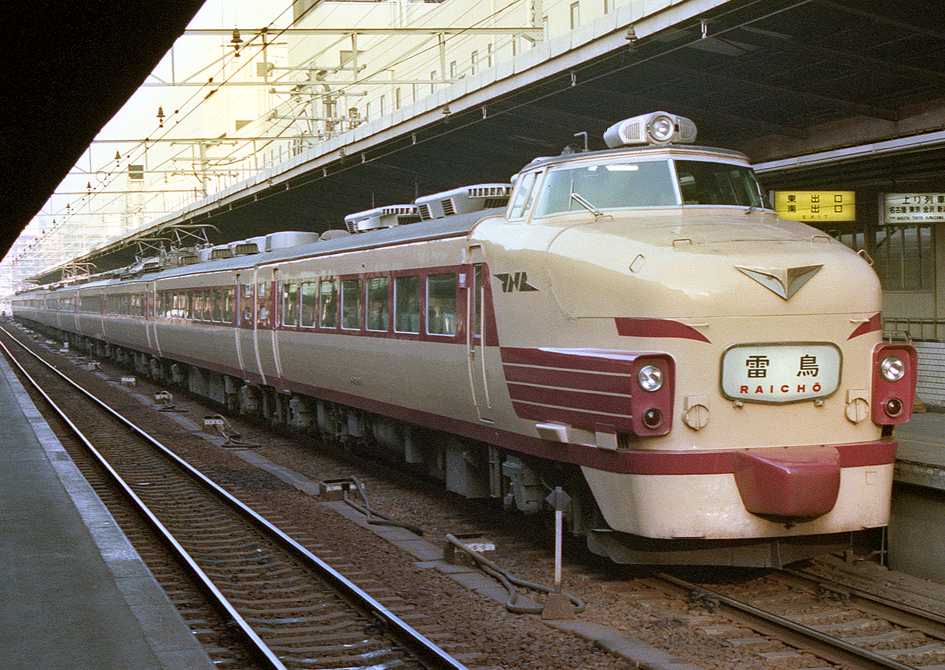
485系ボンネット車（国鉄色）
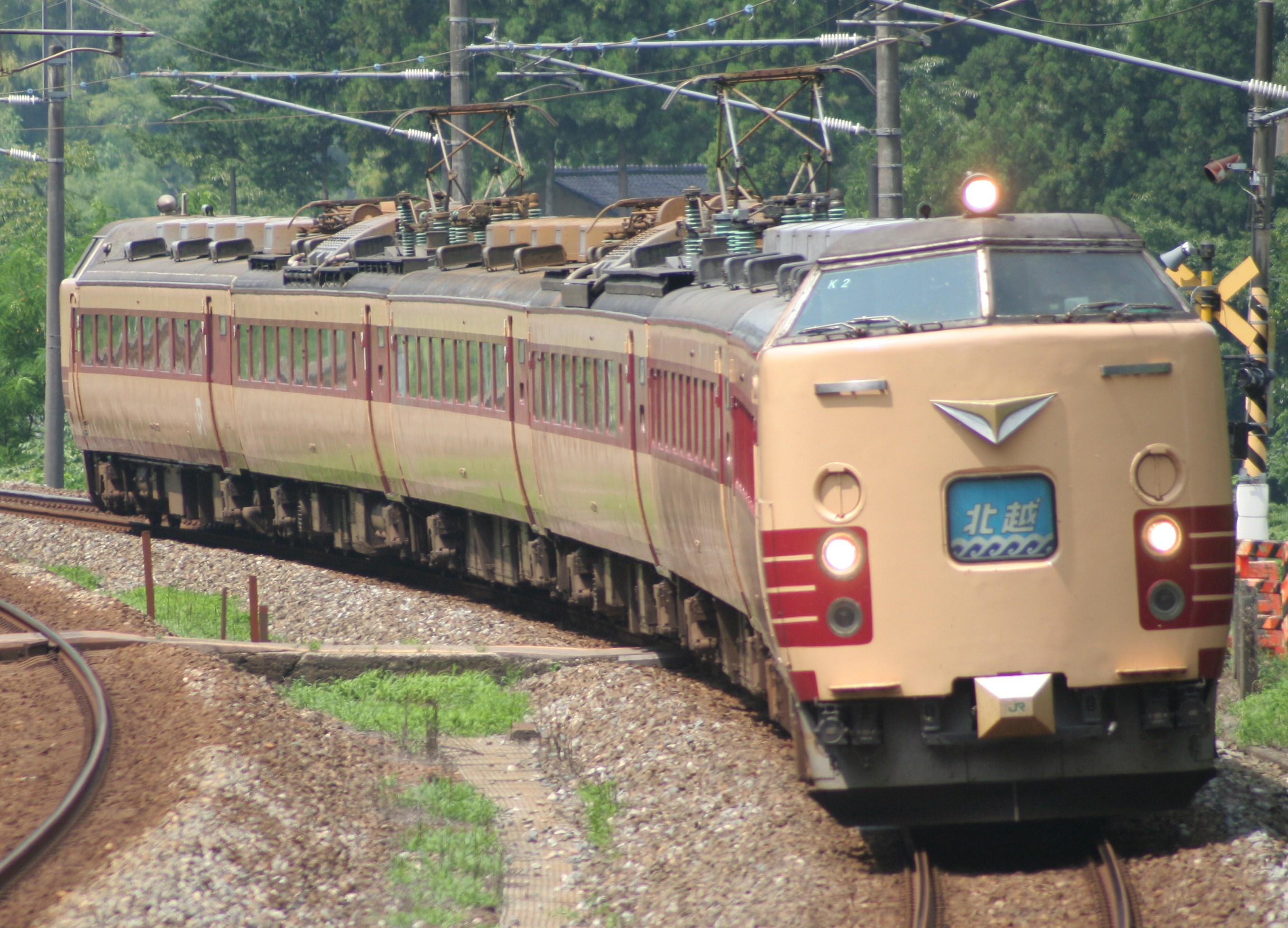
485系（国鉄色）
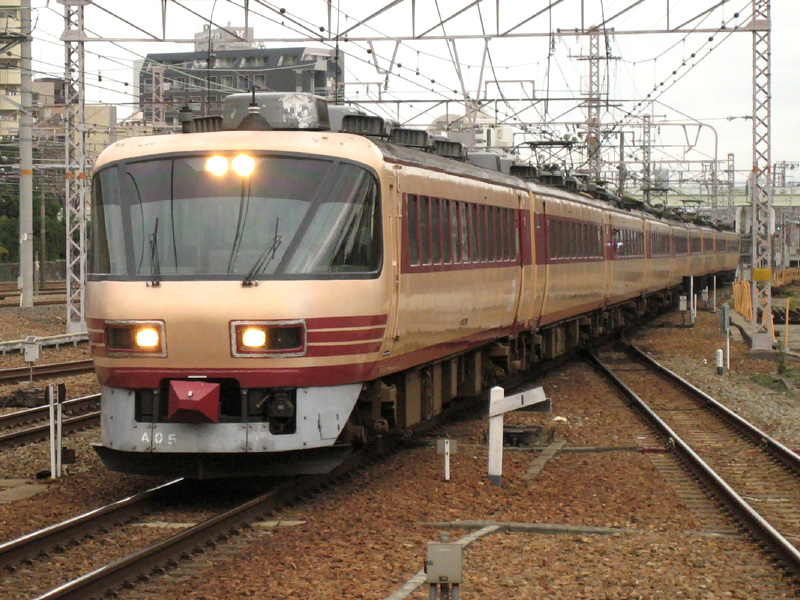
485系パノラマグリーン車
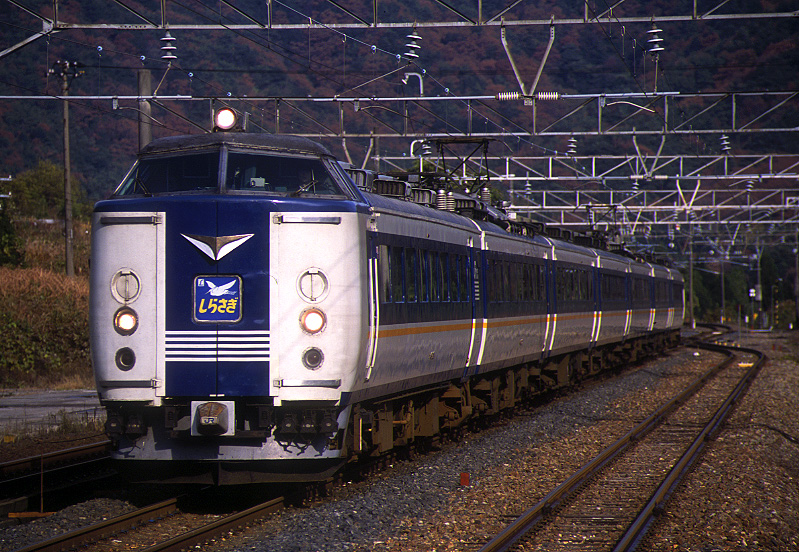
485系「しらさぎ」編成
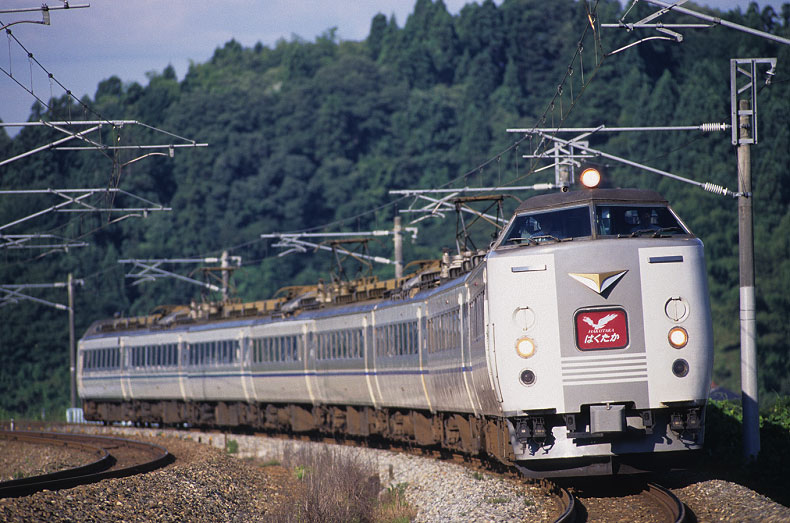
485系「はくたか」編成
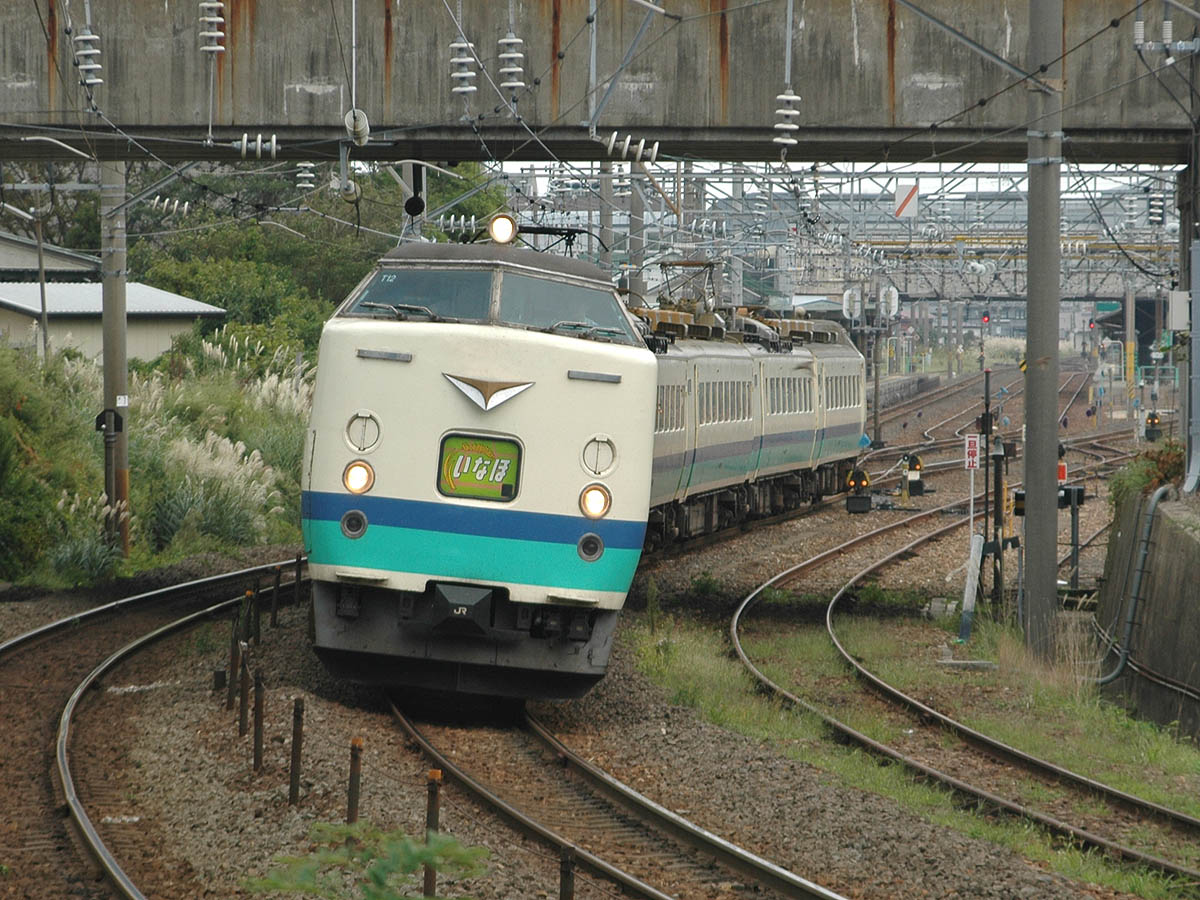
485系（上沼垂色）
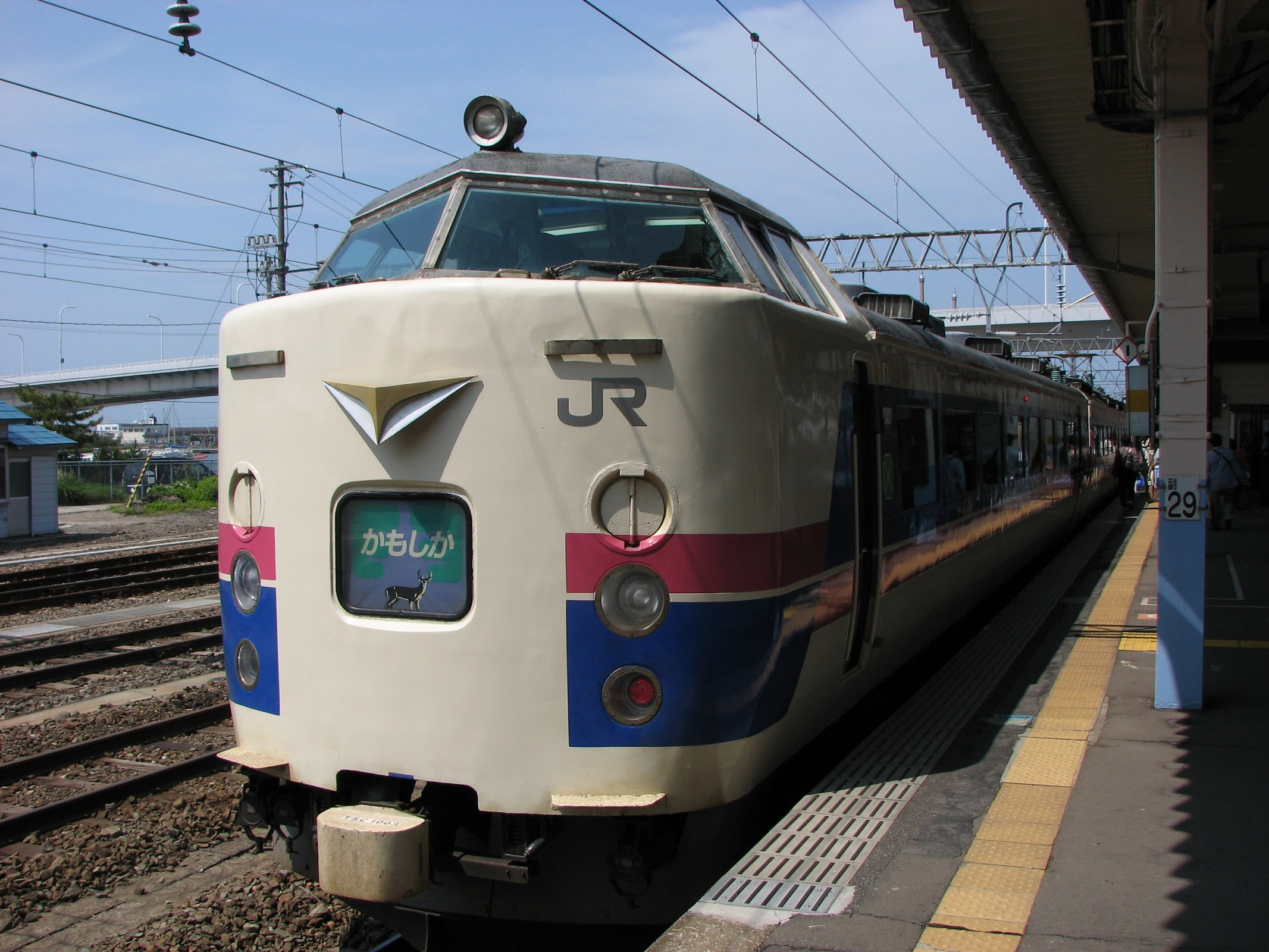
485系「かもしか」編成
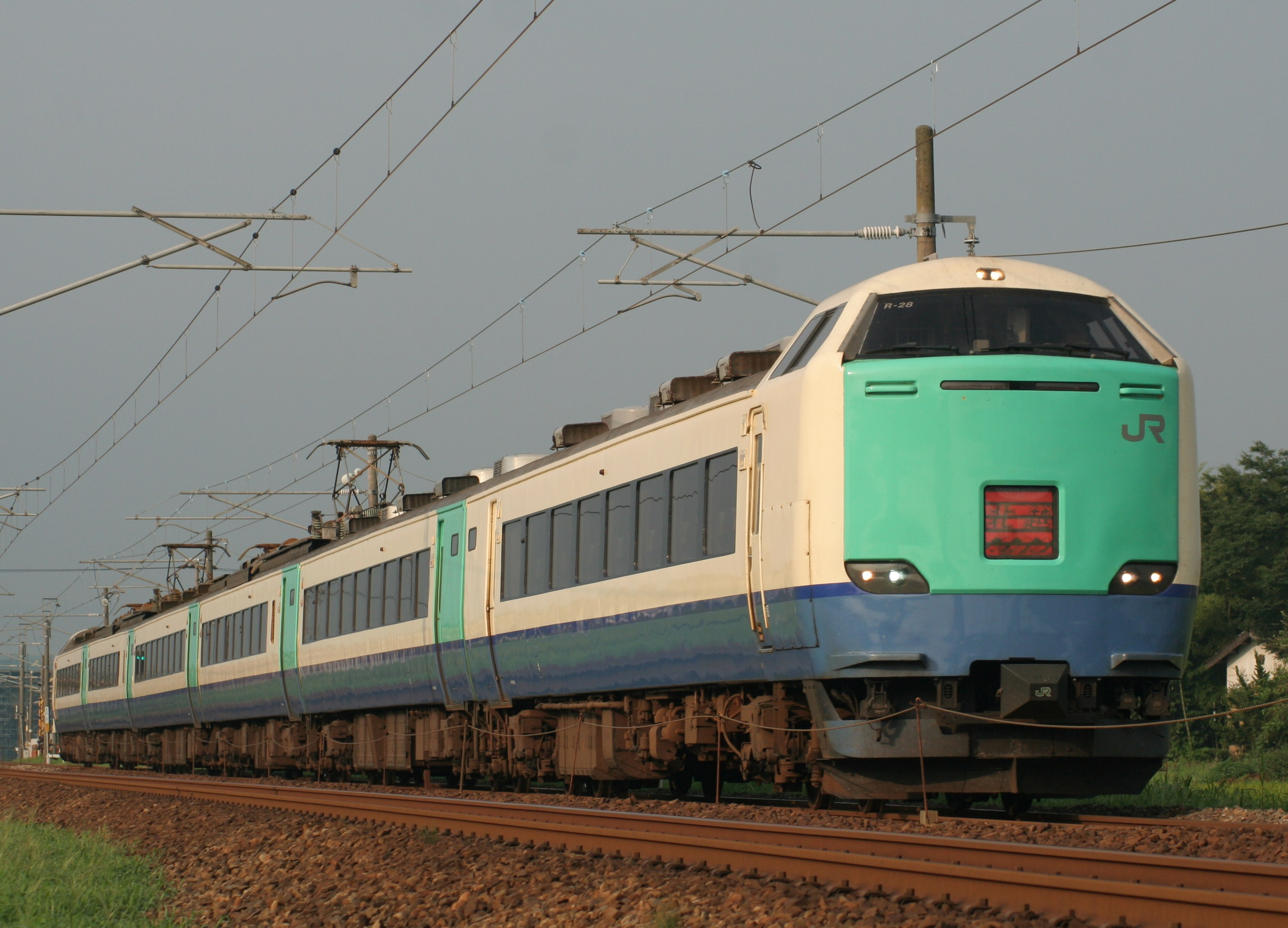
485系3000番台（新潟車両センター所属）
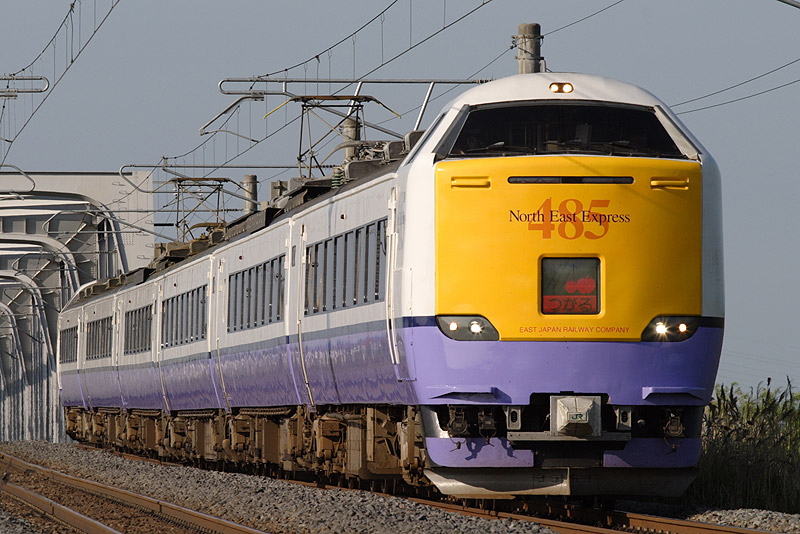
485系3000番台（青森車両センター所属）
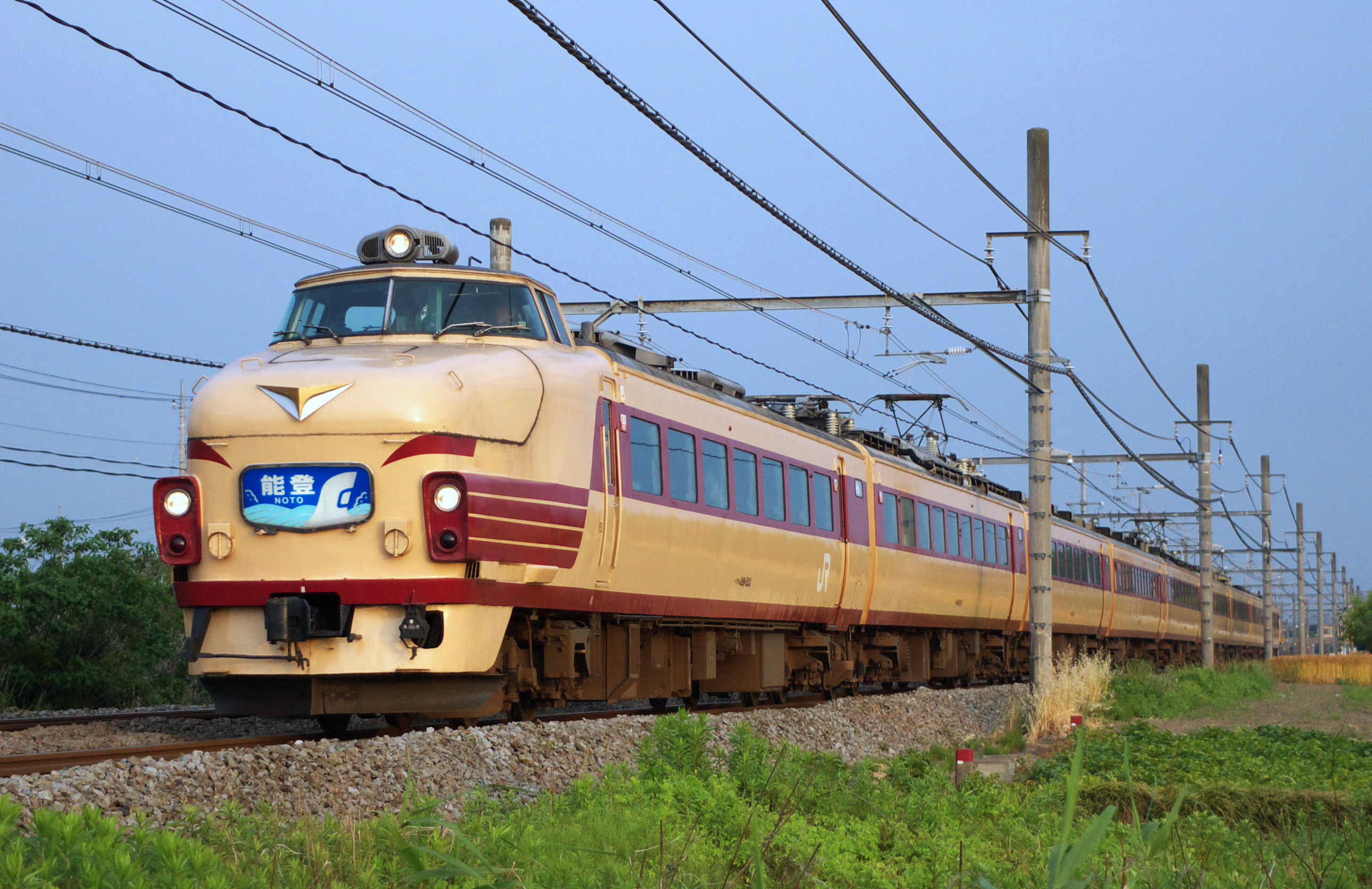
489系
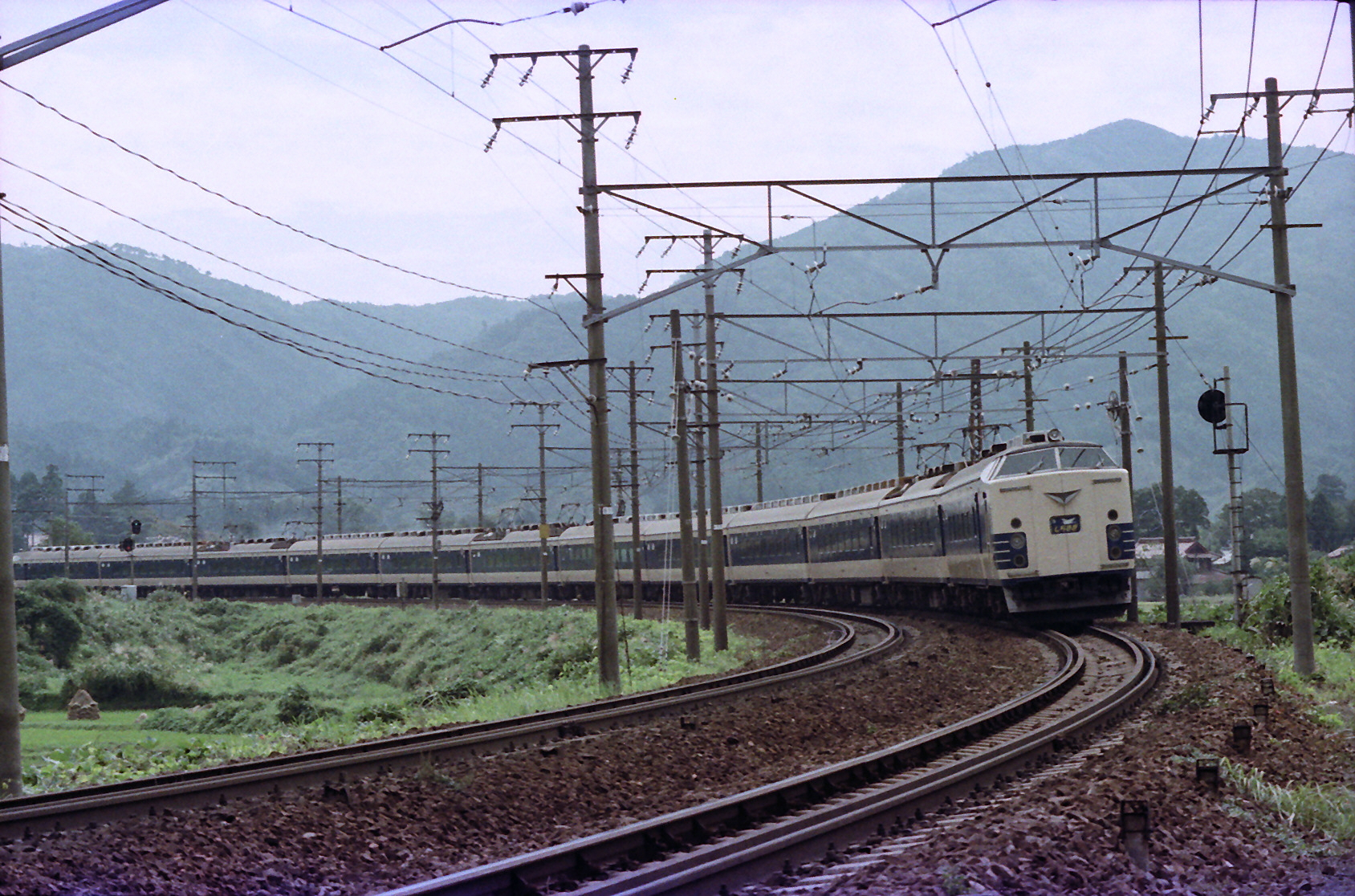
583系
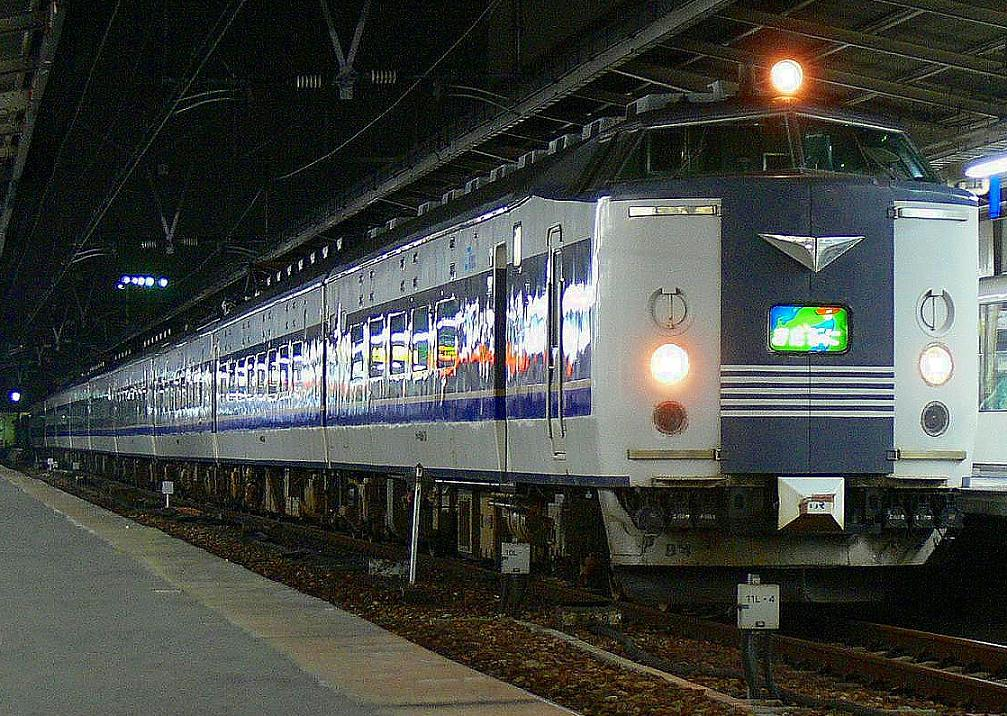
583系による急行「きたぐに」
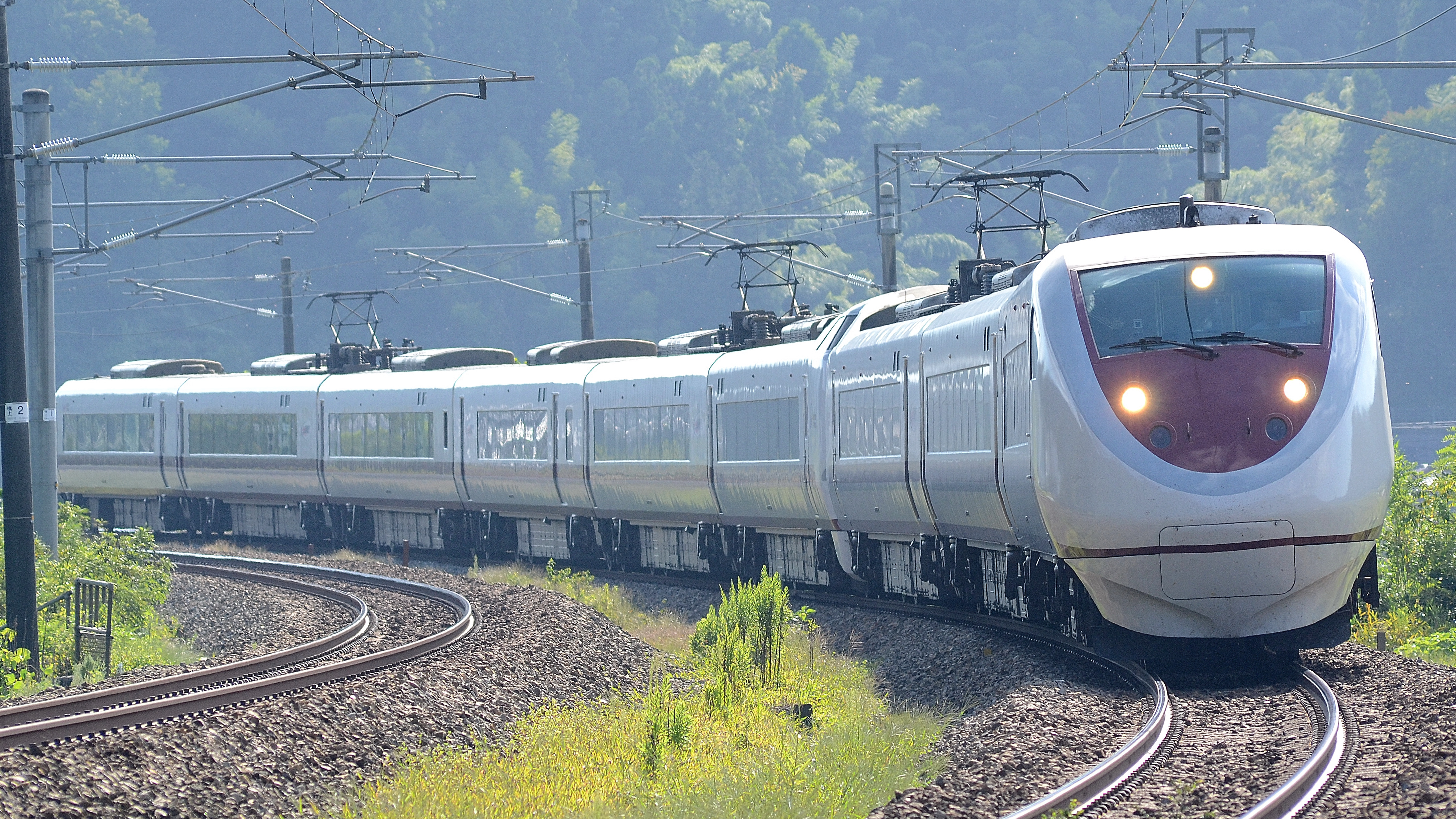
681系2000番台（北越急行所属）
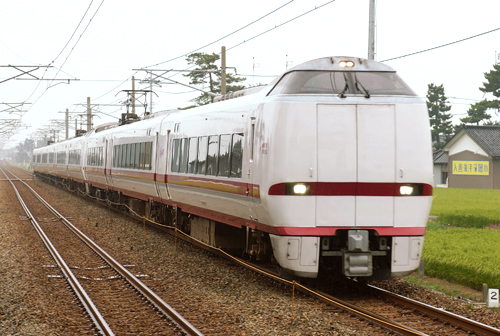
683系8000番台（北越急行所属）

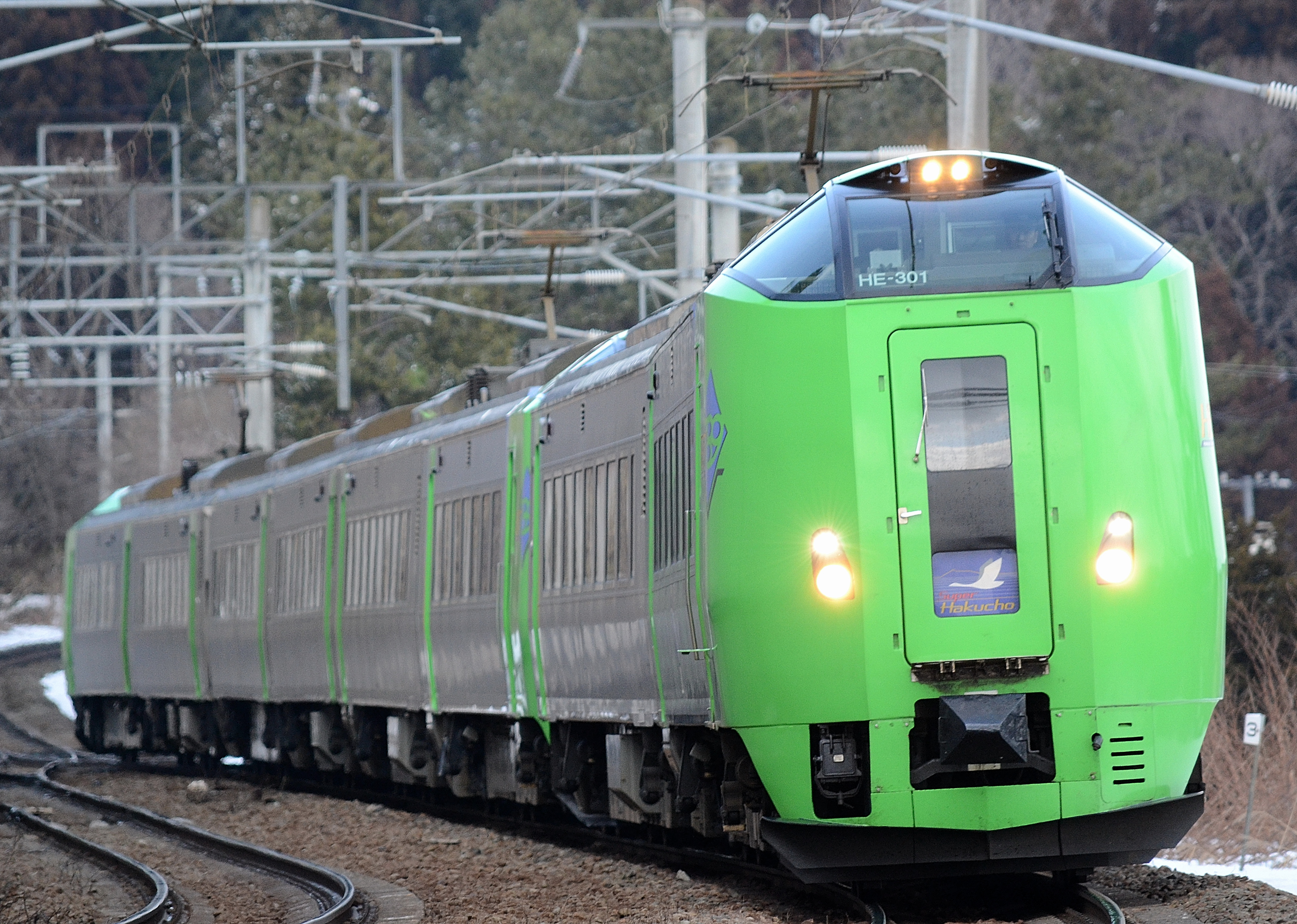
789系
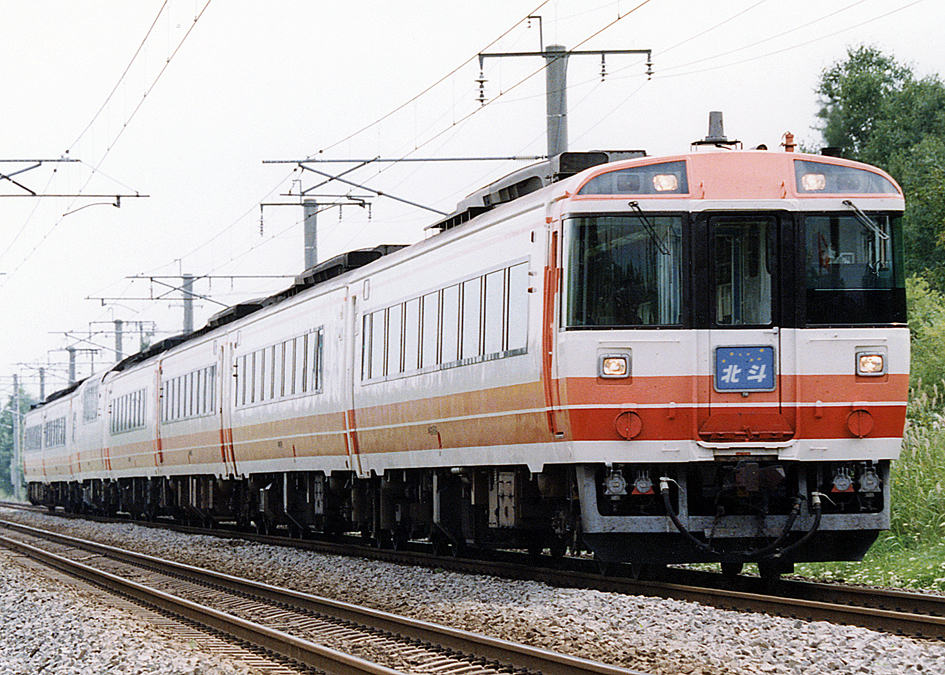
キハ183系

### 客車
日本海縦貫線の各線では開業以来、いわゆる旧型客車が使用されていたが、1960年代終わりごろから、20系を始めとする新系列客車の寝台特急列車での運用が始まった。しかし客車は電化区間の拡大とともに、普通列車では電車や気動車への置き換えが進み、1990年代以降は新幹線の路線網拡大に伴い、寝台特急は列車の廃止が相次ぎ廃車が続いた。また2002年まで海峡線の快速「海峡」でも運用されていた。日本海縦貫線では2014年に寝台特急「あけぼの」を最後に定期列車での運用を終了し、2018年の「SLばんえつ物語」の新潟駅発着終了以降は「カシオペア紀行」などの団体臨時列車以外では見られなくなっている。

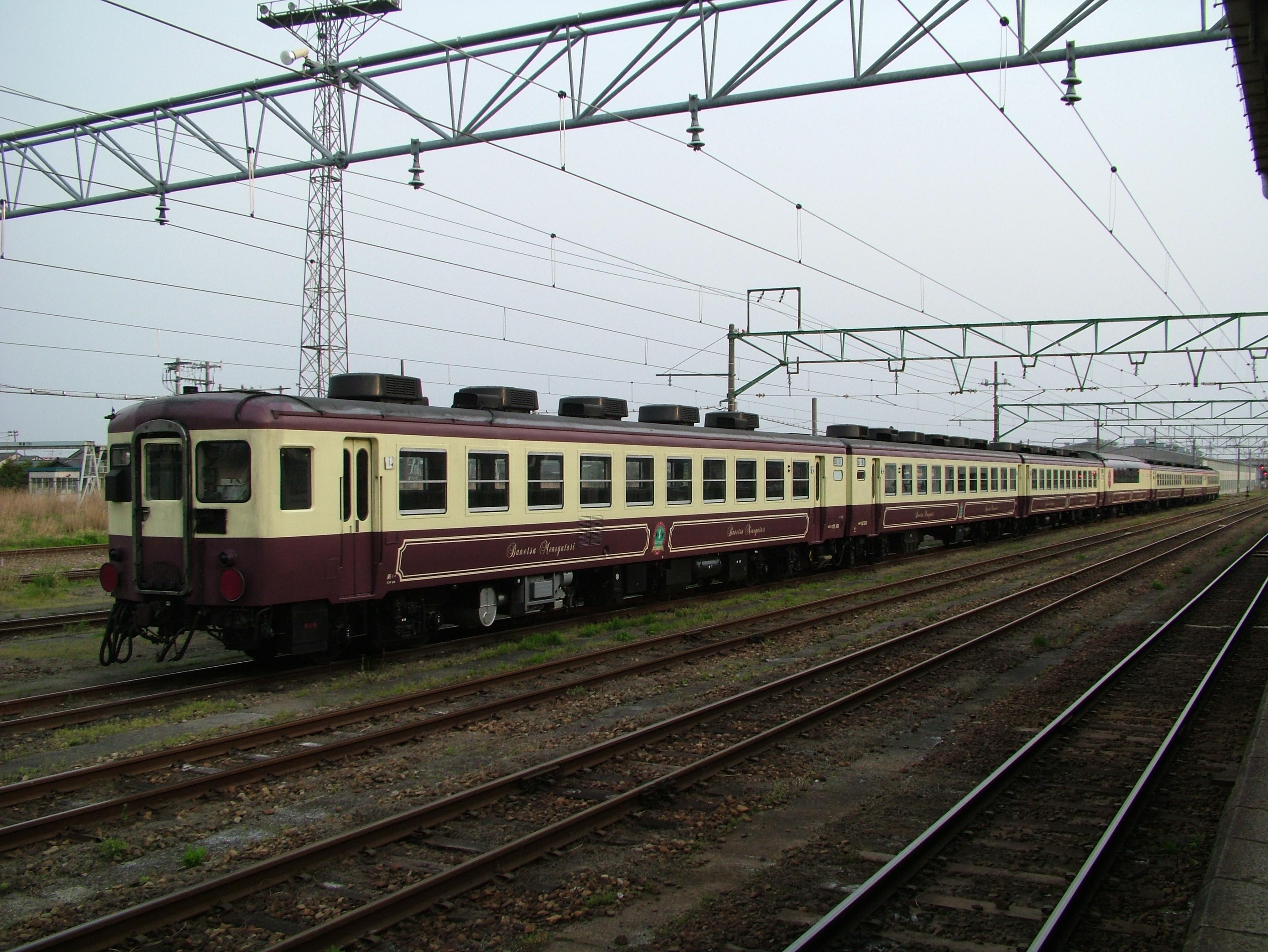
「SLばんえつ物語」の12系客車（2002年 新津駅）
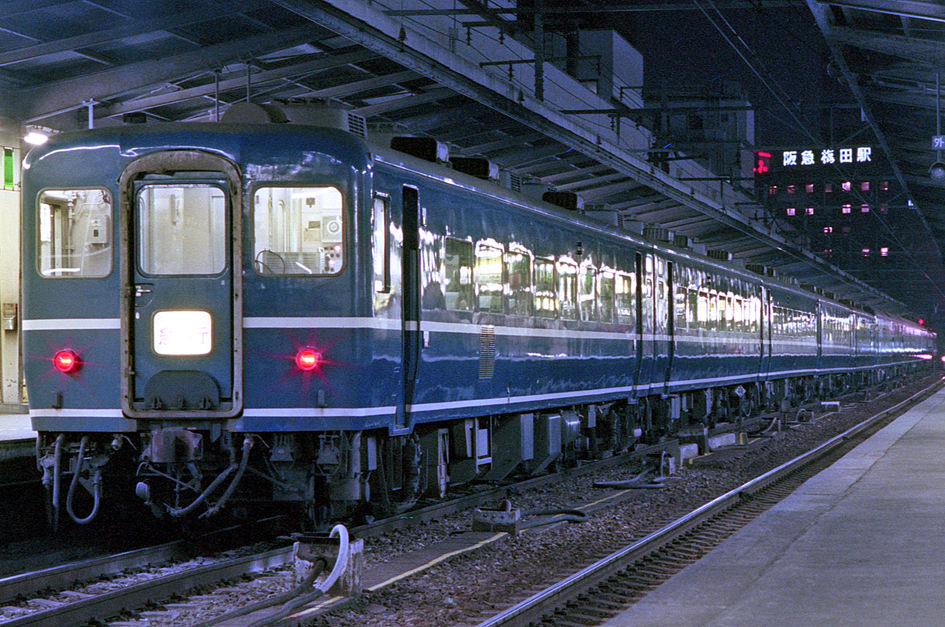
14系客車（1985年 大阪駅）
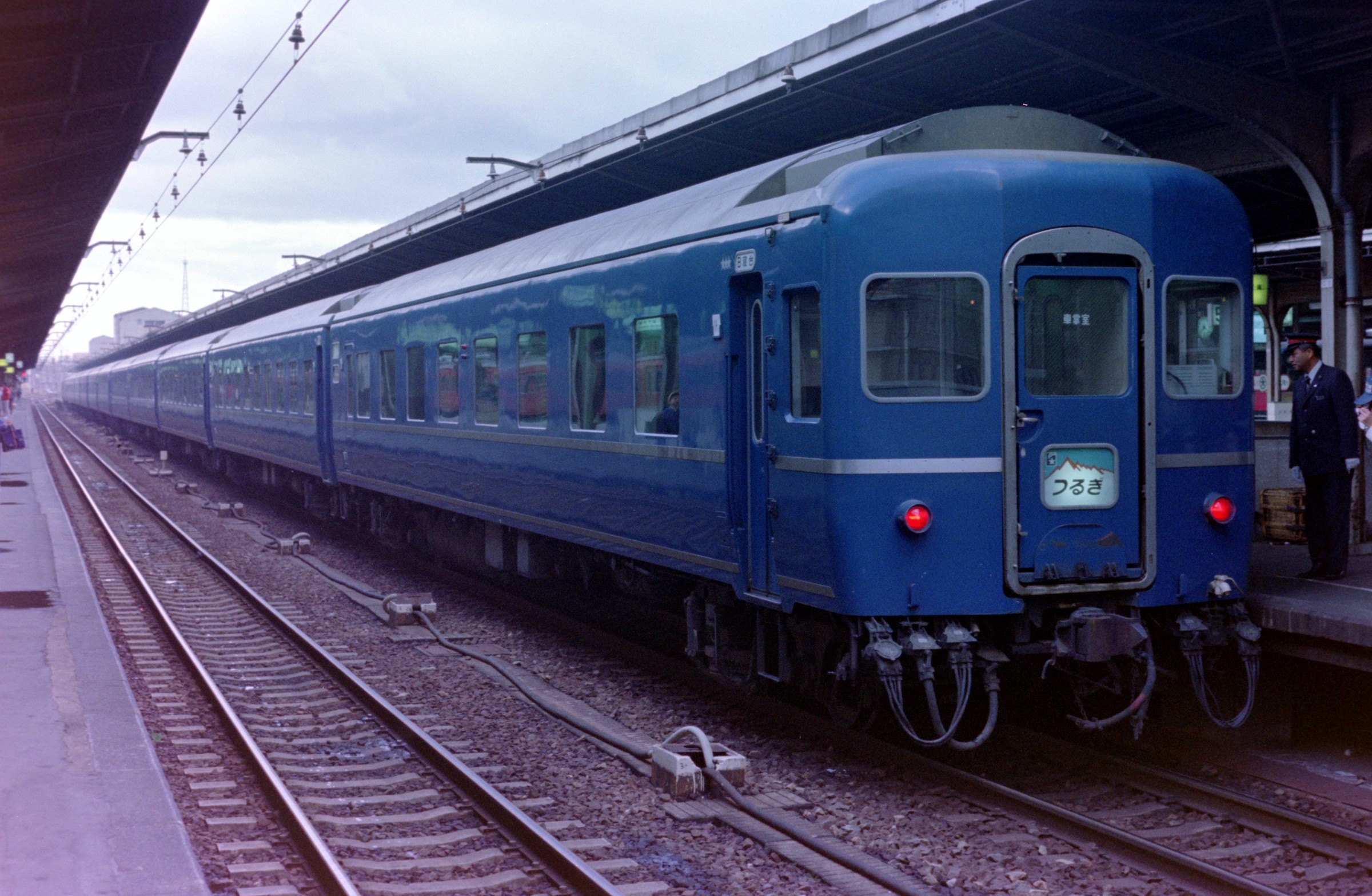
24系客車（1980年 大阪駅）
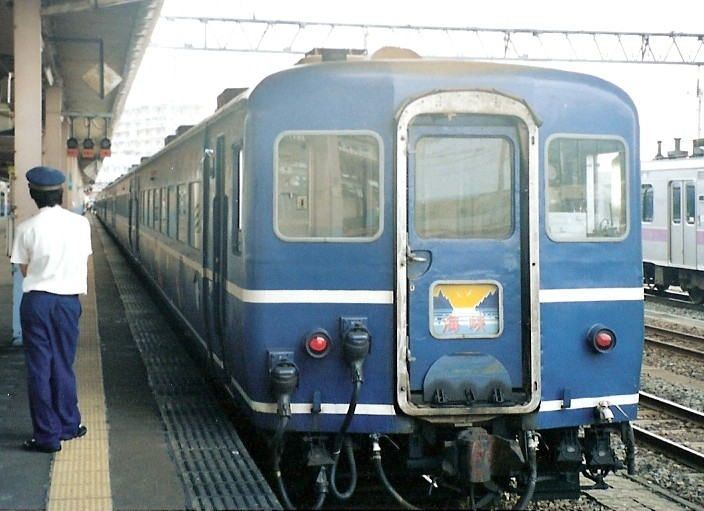
(2007年 青森駅)

### 観光列車
485系「きらきらうえつ」：元々特急列車で使用されていた編成を改造し、2001年に臨時快速「きらきらうえつ」として運行開始。2019年に老朽化を理由に廃車。

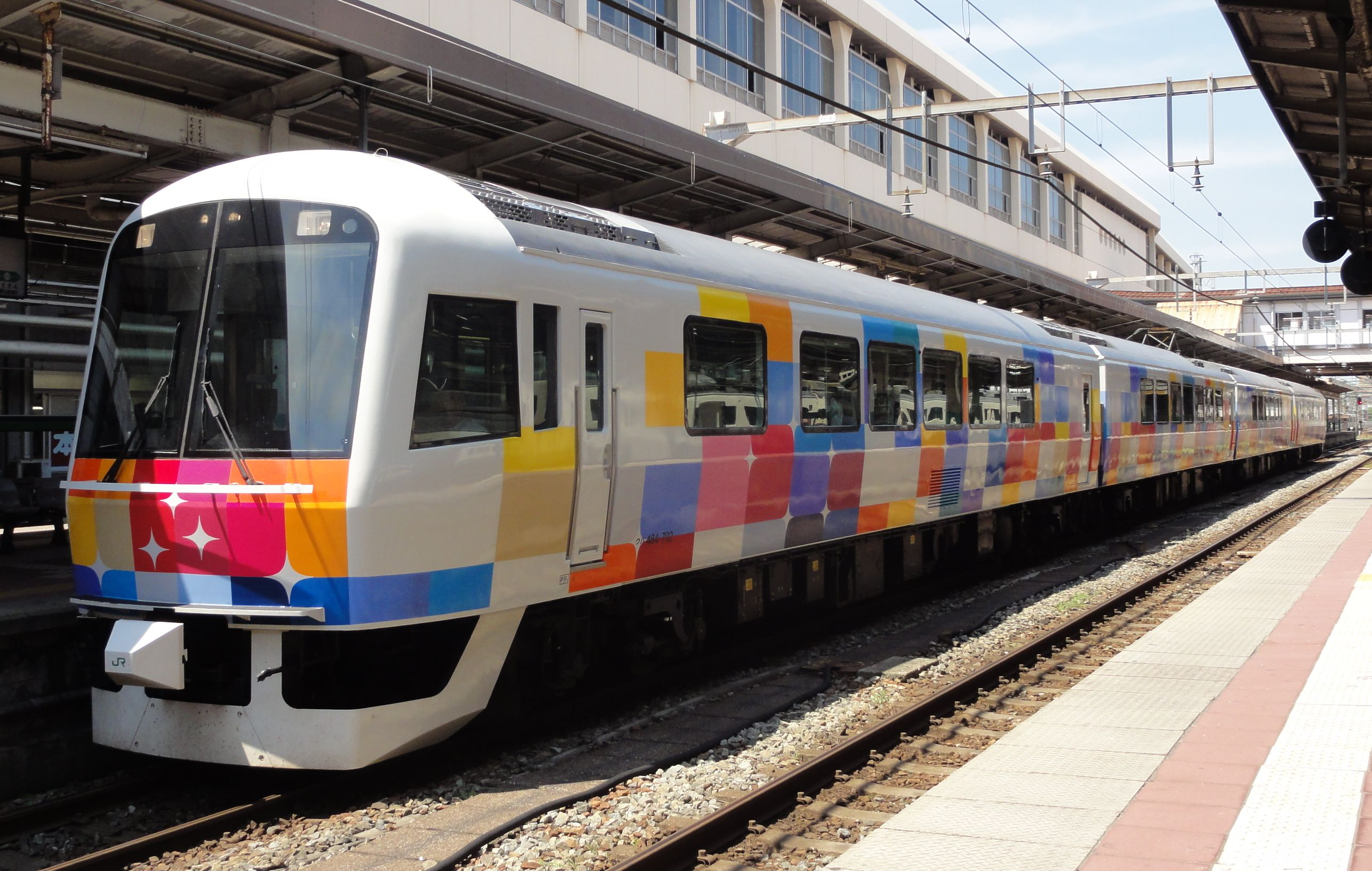

### 機関車
貨物列車のほか、旅客列車でも寝台特急をはじめとする客車列車は機関車が牽引していたが、2016年の北海道新幹線開業後は日本海縦貫線において定期旅客列車を牽引する運用はなく、主に貨物列車の牽引で運用されている。
貨物列車の牽引機関車として交直両用電気機関車のEF510形が岡山貨物ターミナル駅から青森駅・青森信号場までと東海道本線の京都駅 - 米原駅間、信越本線の新津駅 - 新潟駅間、白新線の新潟駅 - 新発田駅間で見られる。JR貨物においては本形式は全機が富山機関区に配置され、2016年現在で38両（1 - 23・501 - 515号機）が在籍し、0番台/500番台の区別はなく、共通運用である。
EF510形は日本海縦貫線の全区間で使用することを想定した形式で製作当初より日本海縦貫線に集中して投入され、当初は大阪貨物ターミナル - 新潟貨物ターミナル間で運用されていたが、2007年3月ダイヤ改正では青森信号場まで、2012年3月ダイヤ改正では城東貨物線・おおさか東線を経由して百済貨物ターミナルまで、2015年3月ダイヤ改正で山陽本線に入線するようになり岡山貨物ターミナル駅まで、さらに2017年改正では米原から東海道線や名古屋臨海高速鉄道に入り、名古屋貨物ターミナルまで運用を拡大した。2013年度から貨物列車受託解消で余剰となった501 - 508・511号機をJR東日本から購入。2015年度から2016年度にかけて512 - 515号機、さらにカシオペアと同色であった509・510号機も購入し、JR東日本所属であった15両はすべてJR貨物に移り、JR東日本において本形式は消滅した。
高崎線・上越線経由で隅田川駅 ・東京貨物ターミナル駅 - 南長岡駅・ 新潟貨物ターミナル駅間を直通する貨物運用があるため、EH200形が南長岡駅 - 新潟貨物ターミナル駅間で見られる。
2016年3月のダイヤ改正で秋田貨物駅 - 青森信号場間でEH500形電気機関車の運用が開始された。
北海道新幹線開業後、青函トンネルを通過可能な機関車はEH800形電気機関車のみとなっている。

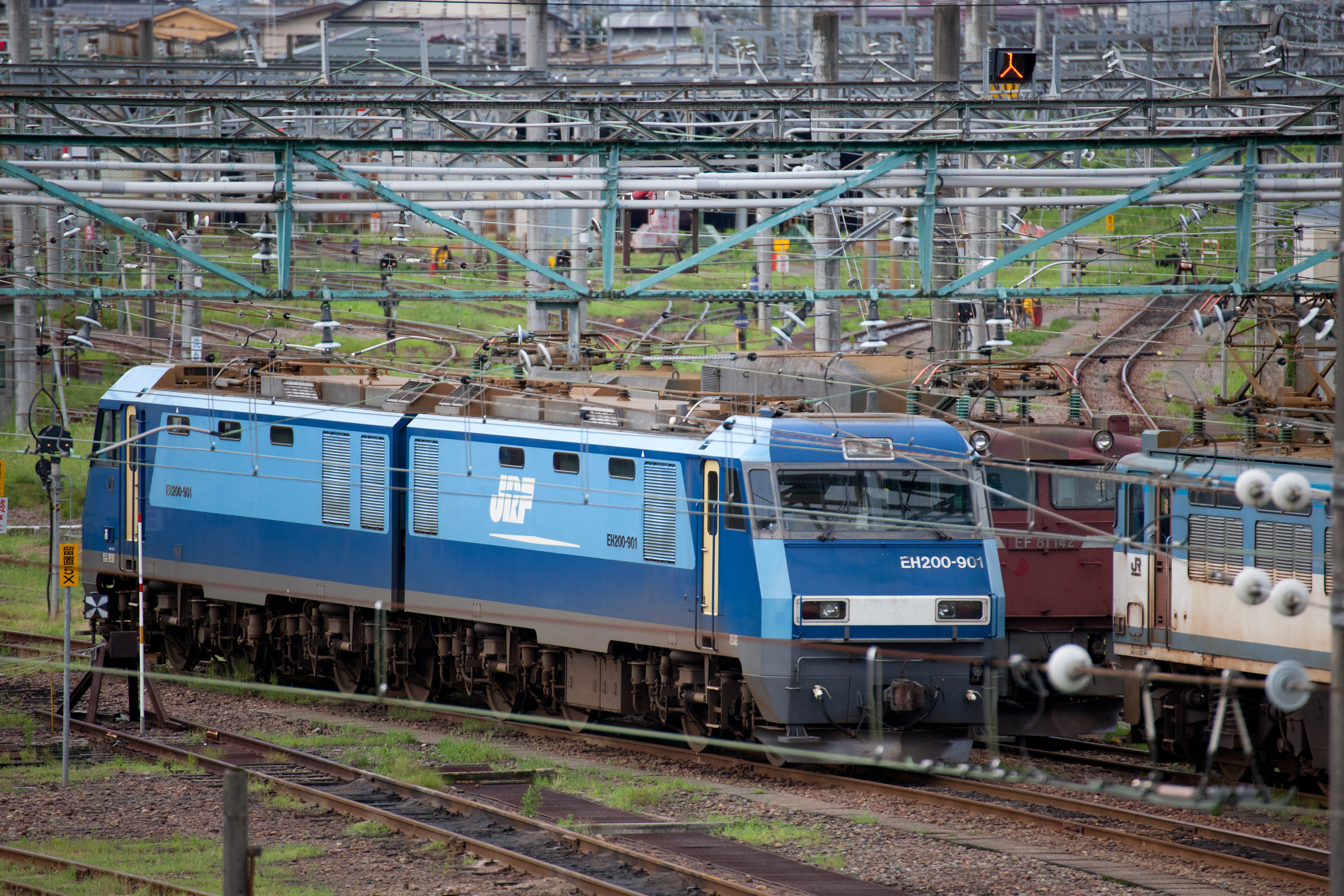
EH200形（2011年 長岡車両センター）
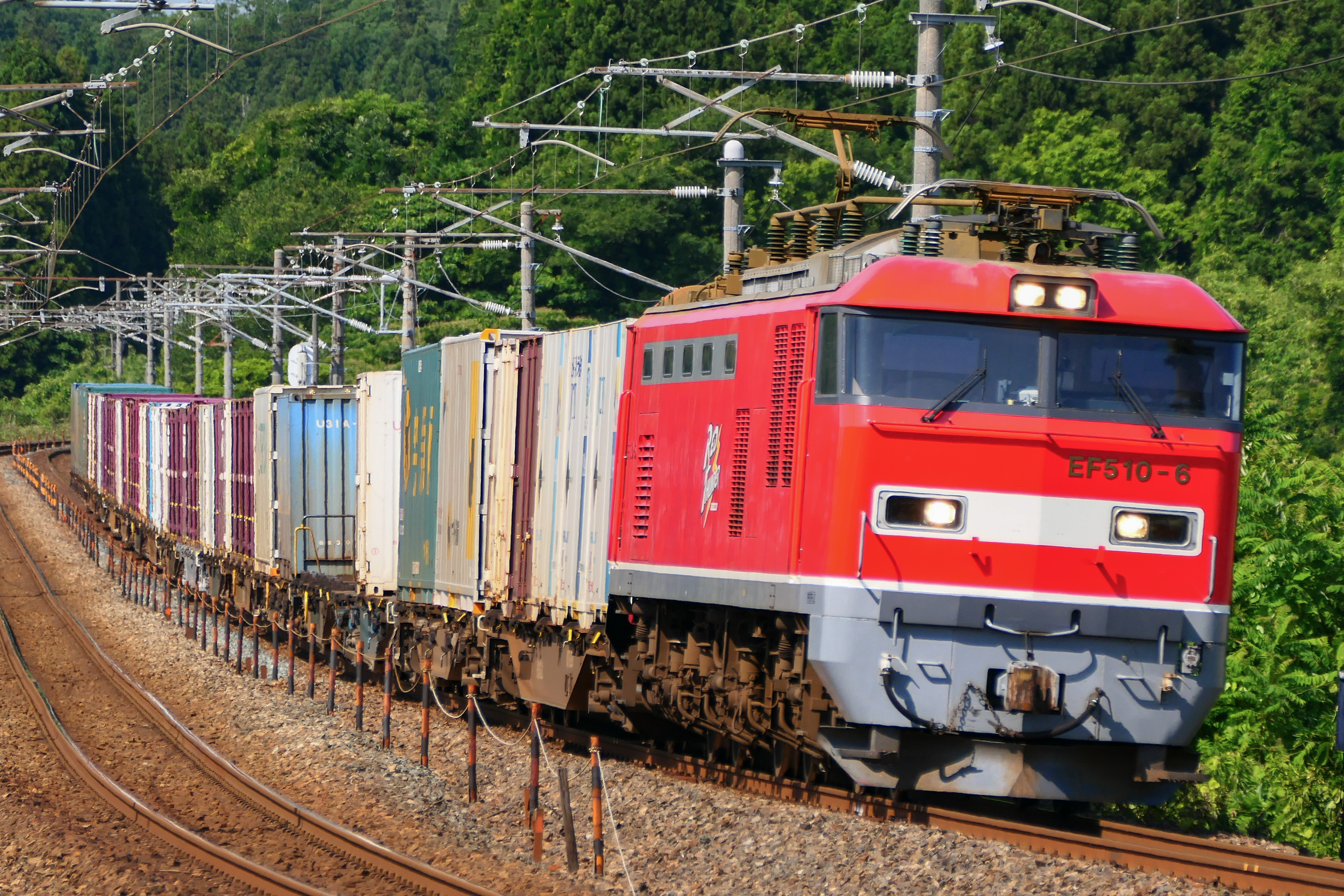
EF510形（2023年、旧北陸本線、牛ノ谷駅 - 細呂木駅間）
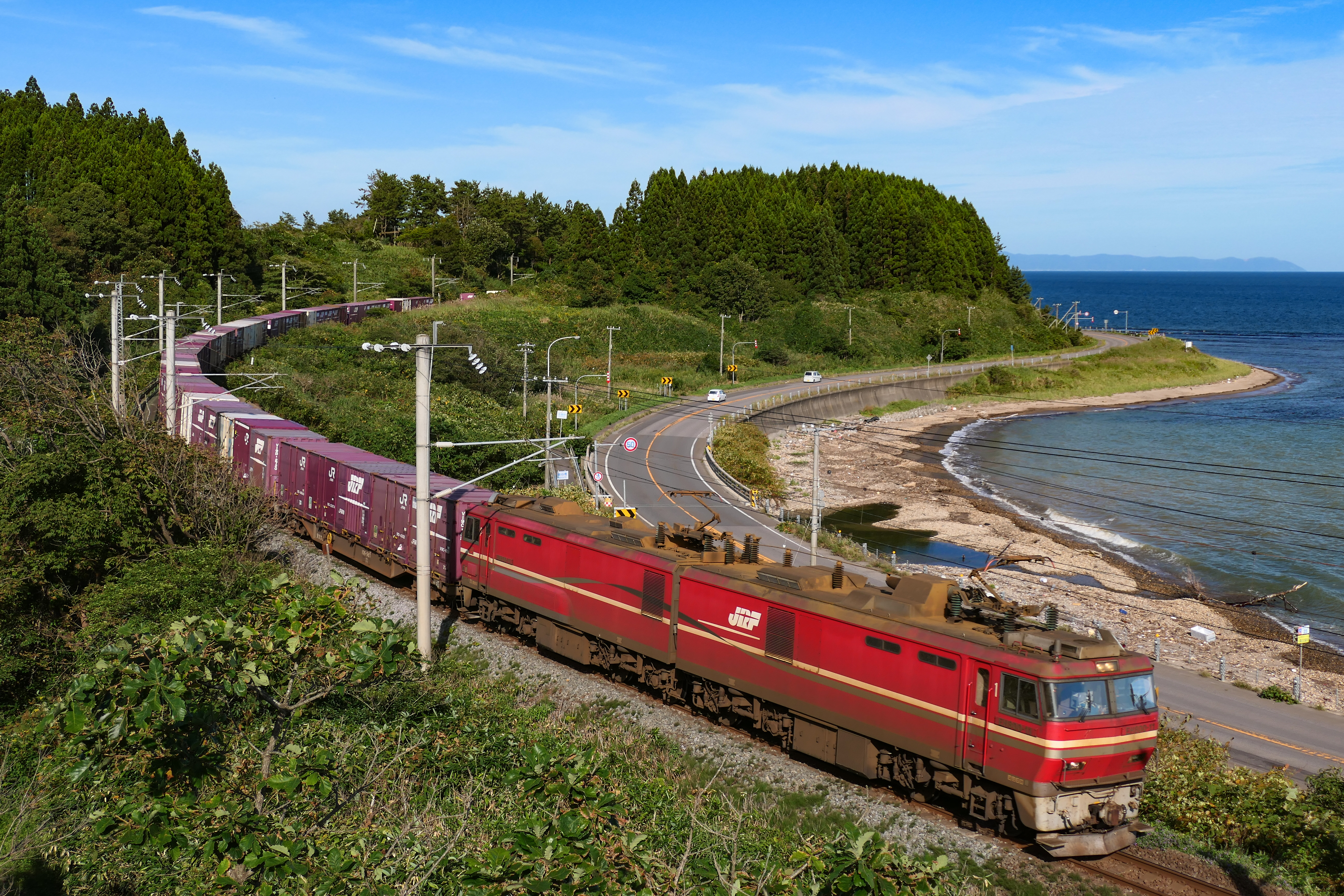
EH800形（道南いさりび鉄道線、渡島当別駅 - 釜谷駅間）

#### 過去の機関車
蒸気機関車
- 8620形
- 9600形
- C51形
- C55形
- C56形
  - 160号機（梅小路運転区所属）：1995年から2019年まで運行していた「SL北びわこ号」の運用に充当されていた。

- C57形
  - 180号機（新津運輸区所属）：国鉄時代は新潟機関区に配置され、急行「日本海」などを牽引。JR発足後は2002年から2018年まで「SLばんえつ物語」が新潟駅まで延長運転されていた際にEF81形の牽引により乗り入れていた。

- C58形
- D50形
- D51形
- E10形：北陸本線 石動駅 - 津幡駅間、米原駅 - 田村駅間で使用。

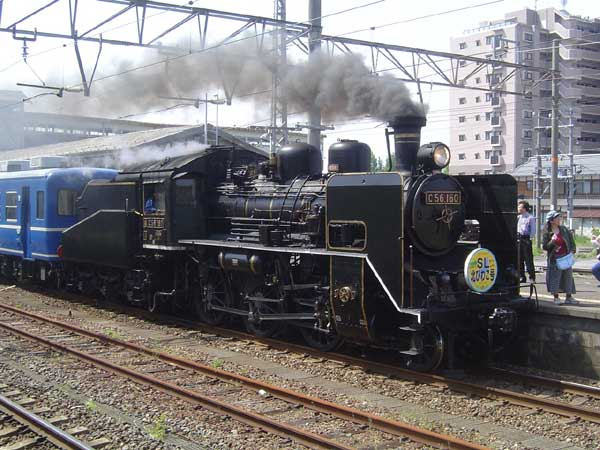
C56形160号機（2004年 長浜駅）
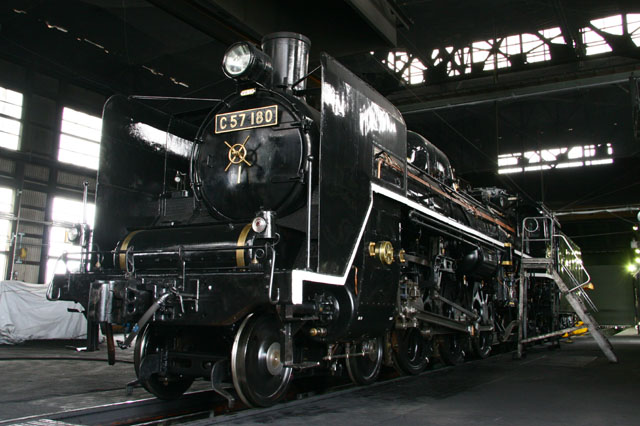
C57形180号機（2007年 新津運輸区）

電気機関車
- EF81形（金沢・新潟・青森車両センター、富山機関区所属）：国鉄時代から日本海縦貫線の寝台特急や貨物列車を牽引し、JR発足後も寝台特急「日本海」や「トワイライトエクスプレス」などを牽引していた。しかし列車が次々に廃止されて次第に運用も減り、2015年に旅客列車での運用から外れ、2016年にはJR貨物の定期運用からも外れ、現在は首都圏方面への配給輸送で稼働している。また2018年3月ダイヤ改正までは「SLばんえつ物語」の12系客車を新潟駅へ輸送する際にも使用された。
- ED79形（青函運転区所属）：津軽海峡線での寝台特急「北斗星」「カシオペア」「日本海」「トワイライトエクスプレス」、急行「はまなす」、快速「海峡」などの旅客列車や貨物列車の牽引で使用。
- ED76形
- ED75形
- ED74形
- EF70形
- ED70形
- EF62形
- EF64形（新潟車両センター所属）：寝台特急「あけぼの」「北陸」、急行「能登」を牽引していた。

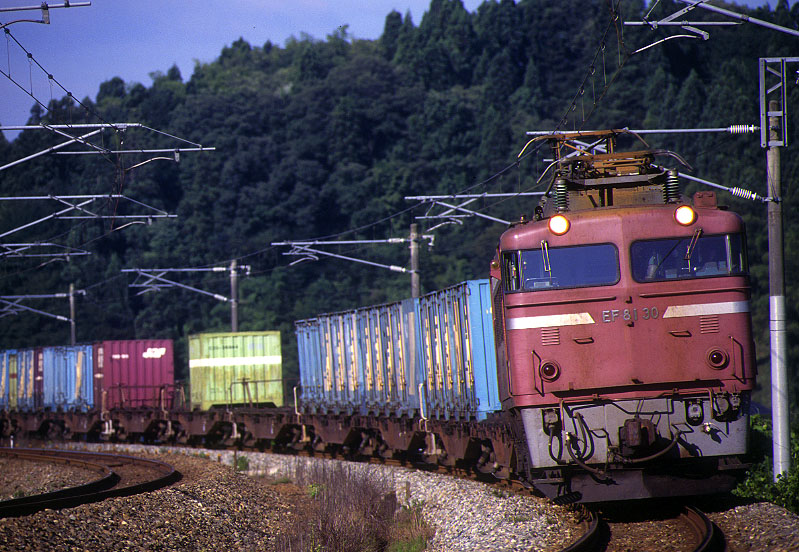
EF81形30号機（2000年 旧北陸本線 倶利伽羅 - 津幡間。2006年度廃車）
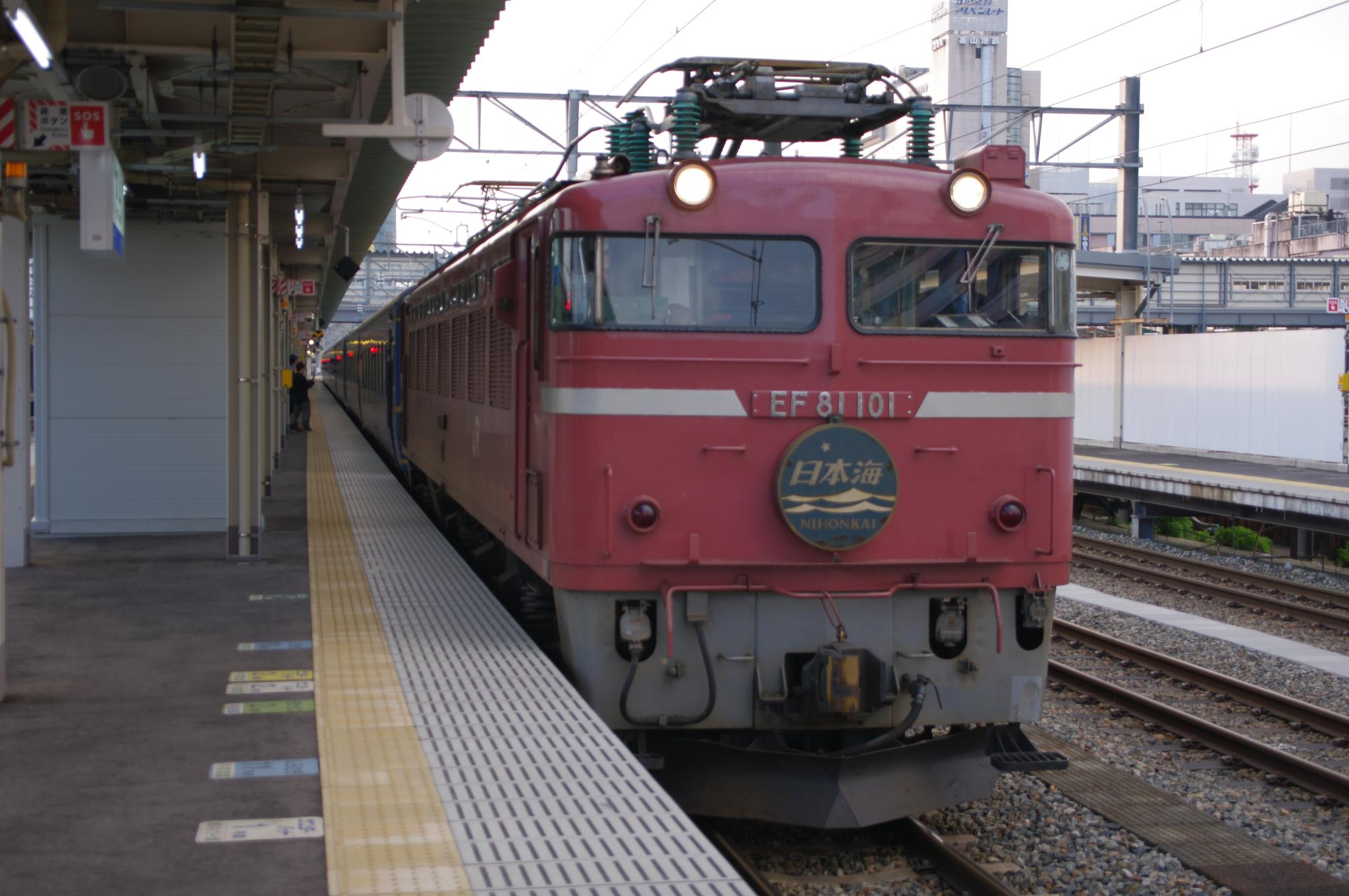
EF81形101号機（2013年度廃車）
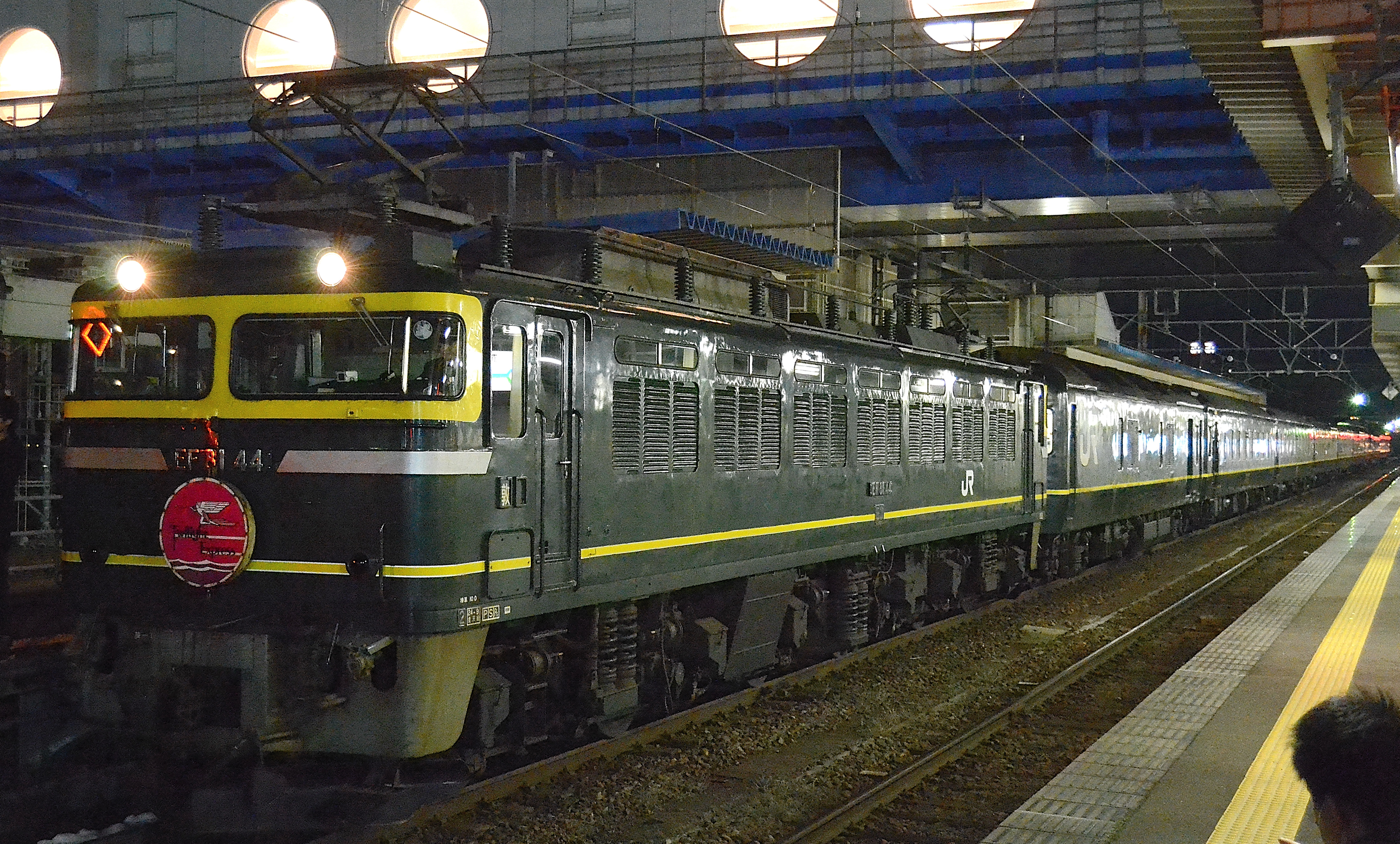
EF81形44号機
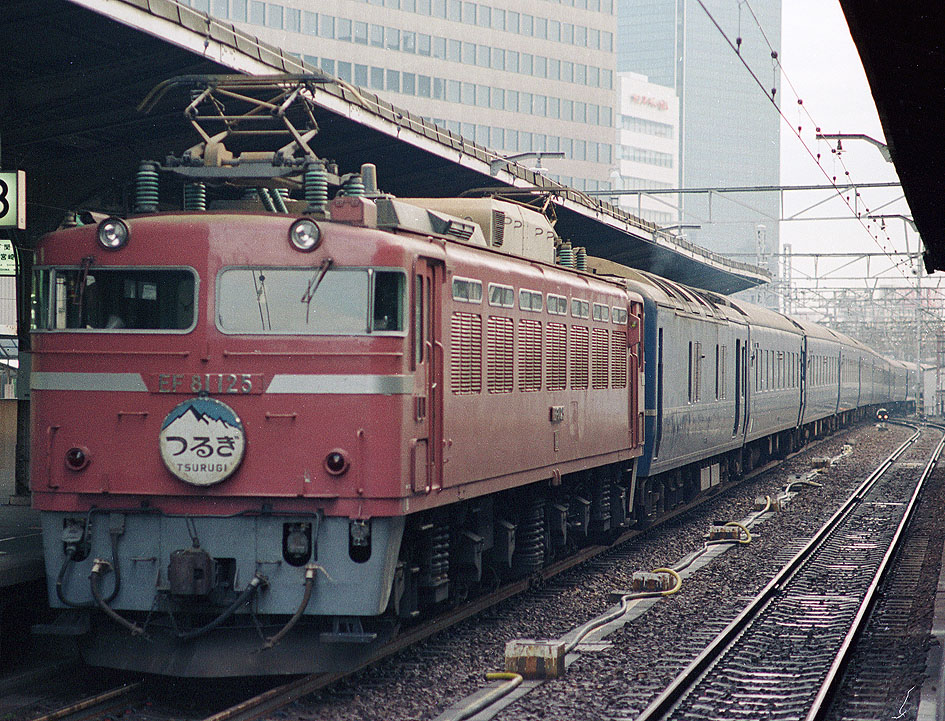
EF81形125号機

ディーゼル機関車
- DD51形：函館駅 - 札幌駅間で寝台特急「北斗星」「カシオペア」や貨物列車の牽引に充当されていた。
- DE10形：信越本線などでセメント輸送列車など牽引していた。現在は、新津運輸区で「SLばんえつ物語」の12系客車の移動など、専ら入換用に使用されている。
- DE15形：主に除雪用、駅構内の入換用に使用。

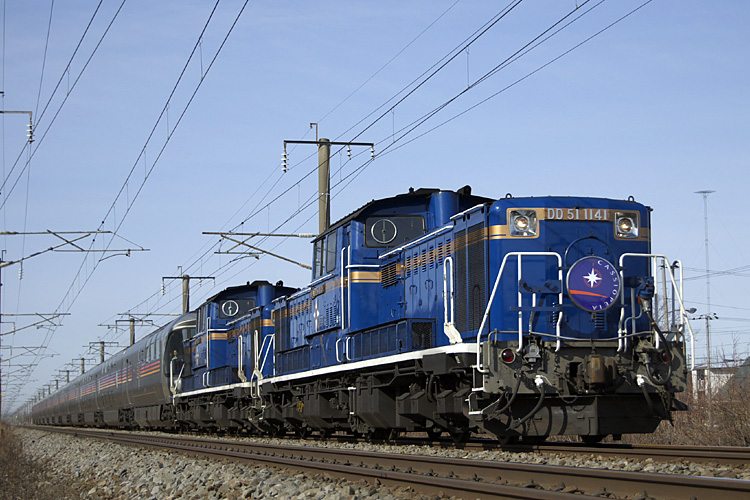
DD51形1141号機
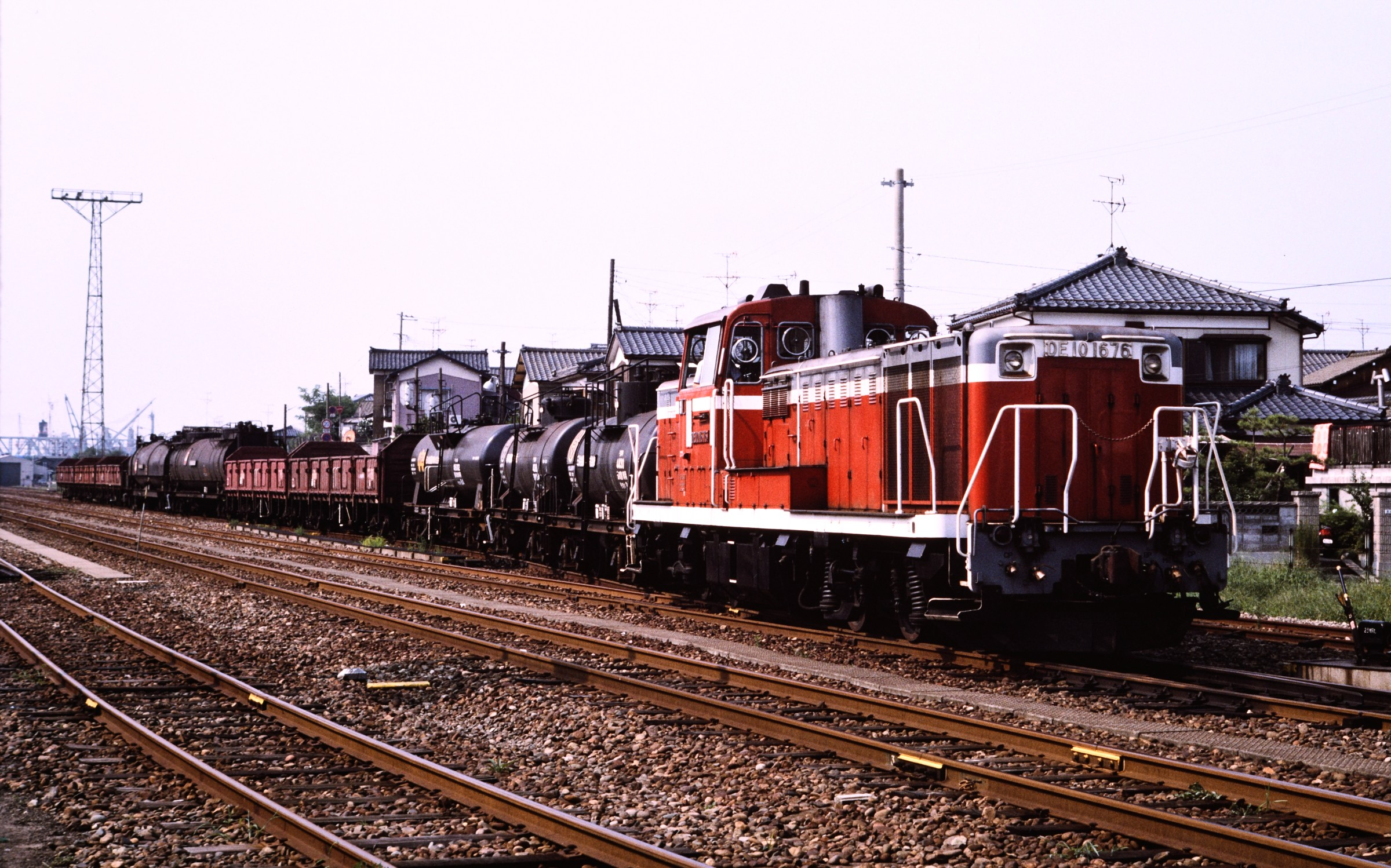
DE10形（1986年 東新潟港駅）
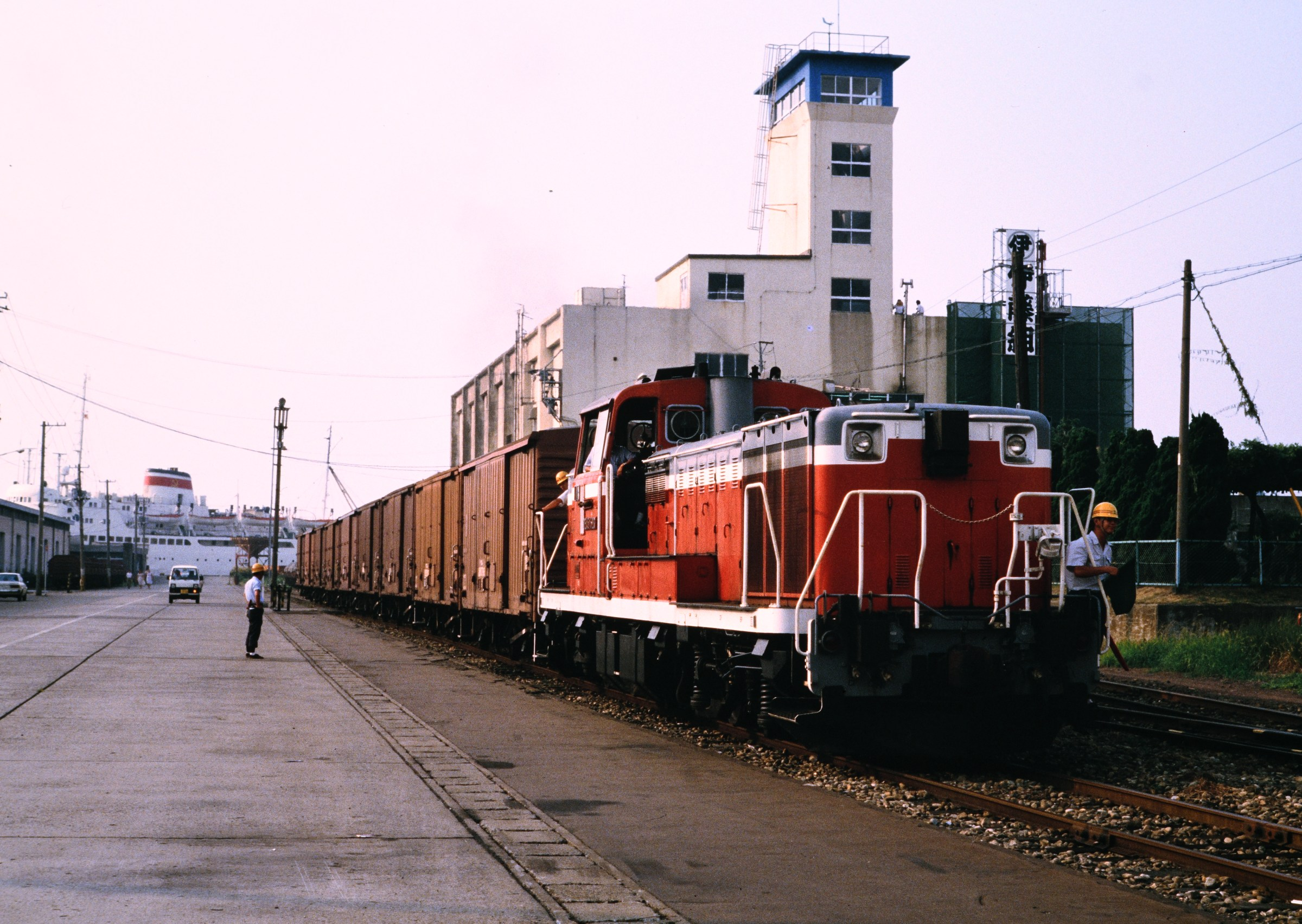
DE15形（1986年 新潟港駅）